# Ahlat
Ahlat ist die Kreisstadt des gleichnamigen Landkreises im Norden der türkischen Provinz Bitlis am westlichen Ufer des Vansees (Van Gölü) in der ostanatolischen Region Obermurat-Van (Yukarı Murat–Van) an der Europastraße 99. Seine Entfernung vom Provinzzentrum Bitlis beträgt 68 km. Entsprechend der naturräumlichen Gliederung der Türkei zählt die Region Ahlat zu den Vulkangebieten der Nemrut-Süphan Dağları. Neben dem heutigen Ahlat gibt es ein mittelalterliches Ahlat, das seit dem 16. Jahrhundert in Ruinen liegt. Ahlat lässt sich grob in drei Teile gliedern: Die mittelalterliche Stadt mit Zitadelle, die 1548 durch den Safawiden Tahmasp I. zerstört wurde, die osmanische Festungsstadt am Seeufer um die osmanische Burg (Yeni Kale) und die Neustadt im Osten um den alten Kern des Dorfes Erkizan.

## Zur Lagesituation
Bei einer Breitenlage von 38° 44' 56″ Nord und einer geographischen Länge von 42° 28' 48″ Ost erstreckt sich die Kreisstadt Ahlat mit etwa 5 km Breite auf einer Länge von 11 km entlang der südwestlichen Nordküste des Van Gölü (Vansee) auf einem nach Nordwest ansteigenden vulkanischen Plateau zwischen den Vulkanen Nemrut Dağı im Südwesten und Süphan Dağı im Nordosten. Mit einer Bevölkerung von 27.563 Einwohnern (2021) ist die Mittelstadt Zentrum eines gleichnamigen Verwaltungsbezirks mit 42.131 Bewohnern (2021–2022) und beherbergt etwa 64 Prozent der Landkreisbevölkerung. Dieser drittgrößte Landkreis der Provinz Bitlis grenzt im Osten an den Kreis Adilcevaz und im Süden an die Kreise Güroymak, Tatvan und Bitlis. Grenzen zur Provinz Muş finden sich im Norden mit den Kreisen Malazgirt und Bulanık sowie im Westen Korkut. Der im Nordwesten des Kreises gelegene ca. 45 km² große Nazik Gölü liegt nahe der Grenze zur nördlich gelegenen Provinz Muş. Der Landkreis existierte schon bei Gründung der Türkei im Jahre 1923 und besteht neben der Kreisstadt aus der Kleinstadt (Belediye) Ovakışla (4253 Einw.) und 26 Dörfern (Köy) mit einer Durchschnittsbevölkerung von 412 Einwohnern. Acht Dörfer haben mehr Einwohner als dieser Durchschnitt, Güzelsu (1928) und Taşharman (1002 Einw.) sind die größten. Der städtische Bevölkerungsanteil beträgt 74,24 Prozent, die Bevölkerungsdichte (36,1 Einw. je km²) liegt etwas unter dem Provinzwert (42,3).
Ahlat war im Mittelalter die größte Stadt der Van-Region und erscheint im 12. Jahrhundert als Hauptstadt der Ahlatschahs. Aufgrund seiner Lage an den Fernverbindungen von Asien nach Anatolien (und damit nach Europa, Europastraße 99), seines vergleichsweise milden Klimas, seiner fruchtbaren Böden, Wasserressourcen und der Vorkommen vulkanitischer Baustoffe haben Ort und Region in jeder historischen Epoche Begehrlichkeiten und Machtansprüche regionaler Großmächte und Nachbarn geweckt und herausgefordert. Entsprechend gibt es nicht nur zahlreiche historische Bauten, sondern neben dem heutigen Ahlat (ehemals Dorf Erkizan) auch ein mittelalterliches Ahlat, das seit dem 16. Jahrhundert verfallen ist.

## Aspekte zu Vegetation und Klima

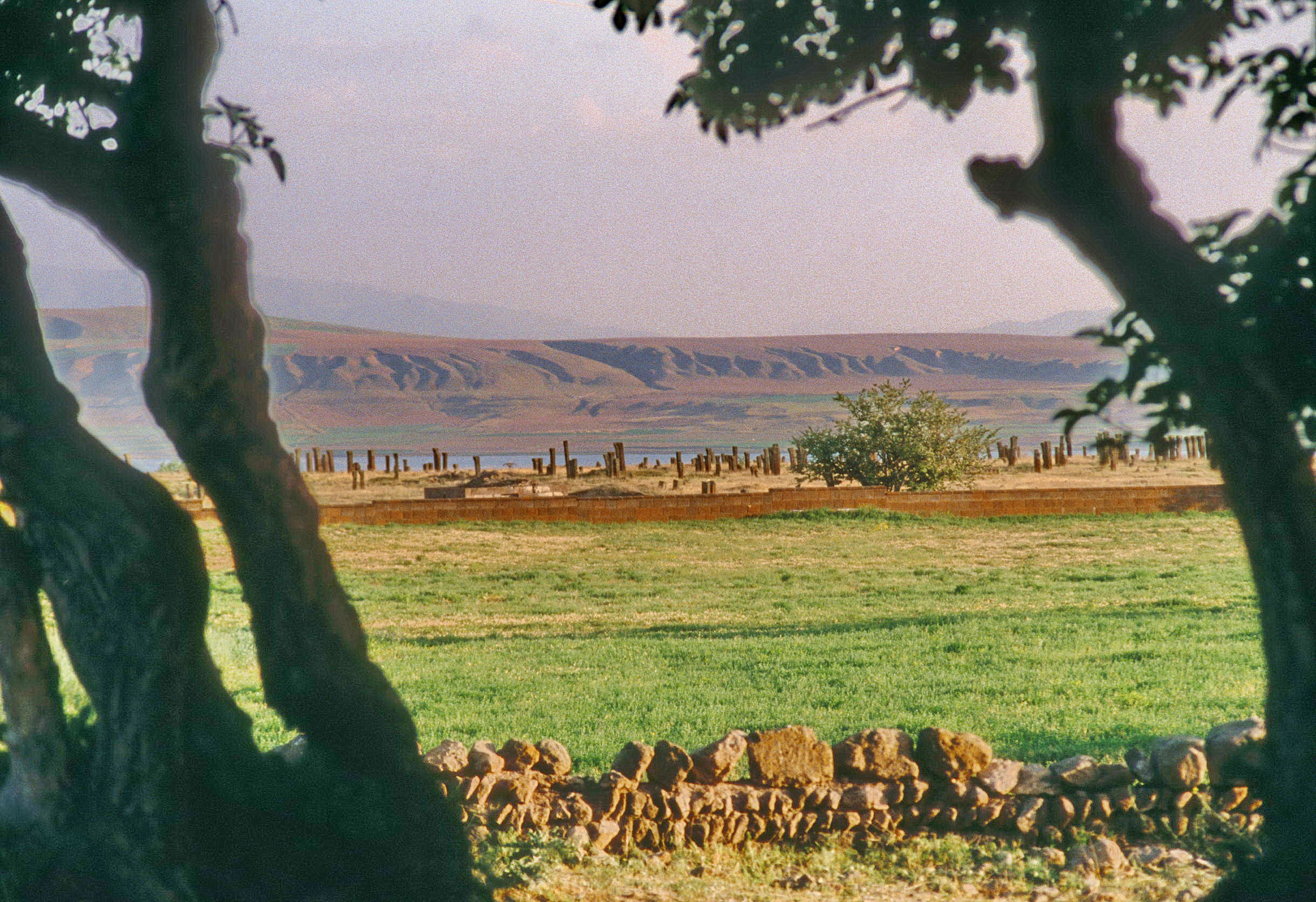
Von den Eichenwäldern, von denen die Van-Region noch vor 80 Jahren bedeckt gewesen sein soll, ist bei Ahlat in den späten 1980er Jahren bereits kaum noch eine Spur zu finden.

In den Keilschriftquellen der assyrischen Invasionen, die im 8. Jahrhundert v. Chr. in der Region Hakkari-Van stattfanden, wird erwähnt, dass dort Wälder so dicht wie Schilffelder abgeholzt wurden. Von Xenophon, der Ende des 5. Jahrhunderts v. Chr. diese Region durchquerte, wurde berichtet, dass die Umgebung von Muş und Bitlis mit Wäldern bedeckt war. Bei archäologischen Ausgrabungen zur urartäischen Zeit in der Van-Region wurde festgestellt, dass als Baumaterial hauptsächlich Wacholderholz verwendet wurde. Es ist auch bekannt, dass die Van-Region vor 80 Jahren noch mit Eichenwäldern bedeckt war. Aber all diese Bereiche sind infolge von Entwaldung kahl. Eichenwälder gibt es in der Van-See-Region nur in den Bitlis-Bergen (Bitlis Dağları), und auch diese Wälder nehmen von Tag zu Tag ab. Je nach Lage und Höhe herrschen im Ahlat-Distrikt terrestrische Klimabedingungen vor. Das Klima ist gekennzeichnet durch sehr kalte, schneereiche Winter und heiße, trockene, kurze Sommer mit einem mittleren Temperaturbereich von −23 °C bis +37 °C und einer durchschnittlichen jährlichen Luftfeuchtigkeit von 61 %. Die Tatsache, dass der Kreis Ahlat am Ufer des Van-Sees liegt, hat die Schwere der klimatischen Beeinträchtigungen in gewissem Maße gemildert. Die Jahresdurchschnittstemperatur in Ahlat beträgt 8,9 °C. Die höchste Durchschnittstemperatur im Juli beträgt 21,8 °C und die niedrigste Durchschnittstemperatur im Januar −2,7 °C. Die höchste gemessene Temperatur beträgt allerdings 36,5 °C und die niedrigste −22,6 °C. Die durchschnittlichen jährlichen Niederschläge liegen bei 553,5 mm, also deutlich über der agronomischen Trockengrenze (300 mm), und fallen zu 41,2 % im Frühjahr, 28,6 % im Winter, 23,3 % im Herbst und 6,9 % im Sommer.
Die Distrikte Adilcevaz und Ahlat weisen zumeist raue, offene und waldlose Gebiete auf. 71 % der Gesamtfläche sind gebirgig, 16 % Hochebenen, die auf Kämmen zwischen Berggipfeln liegen, und 13 % Ebenen. Die Hauptvegetationstypen sind anthropogene Steppen mit vereinzelten Wäldern. Die spärlichen Waldgebiete sind vor allem in höheren Lagen (über 1800 m) durch Quercus, insbesondere Quercus infectoria subsp. boissieri Reuter (Aleppo-Eiche, Färber-Eiche, auch Galleiche) charakterisiert. In tieferen Teilen und an Bachseiten bilden Pappeln, Weiden und Ulmen die wichtigsten Baumgruppen. Phytogeografisch gehört das Gebiet zum Irano-Turanian-Florensektor. Die Südhänge des Nemrut Dağı zum Beispiel sind mit Eichen, seine Kratergrube mit Eichen und wilden Obstbäumen bewachsen. Der Suphan Dağı ist aufgrund der absorbierenden Bodenbedeckung (junge Vulkanite) völlig trocken und kahl. Bisweilen kommen kälteresistente Wacholderarten und Wildobstbäume vor. Die Zahl der Pflanzenarten nimmt in tiefen und feuchten Talgründen zu. In diesen Abschnitten gibt es vor allem Weiden, Platanen, Pappeln und Walnussbäume.

## Wirtschaftliche Situation

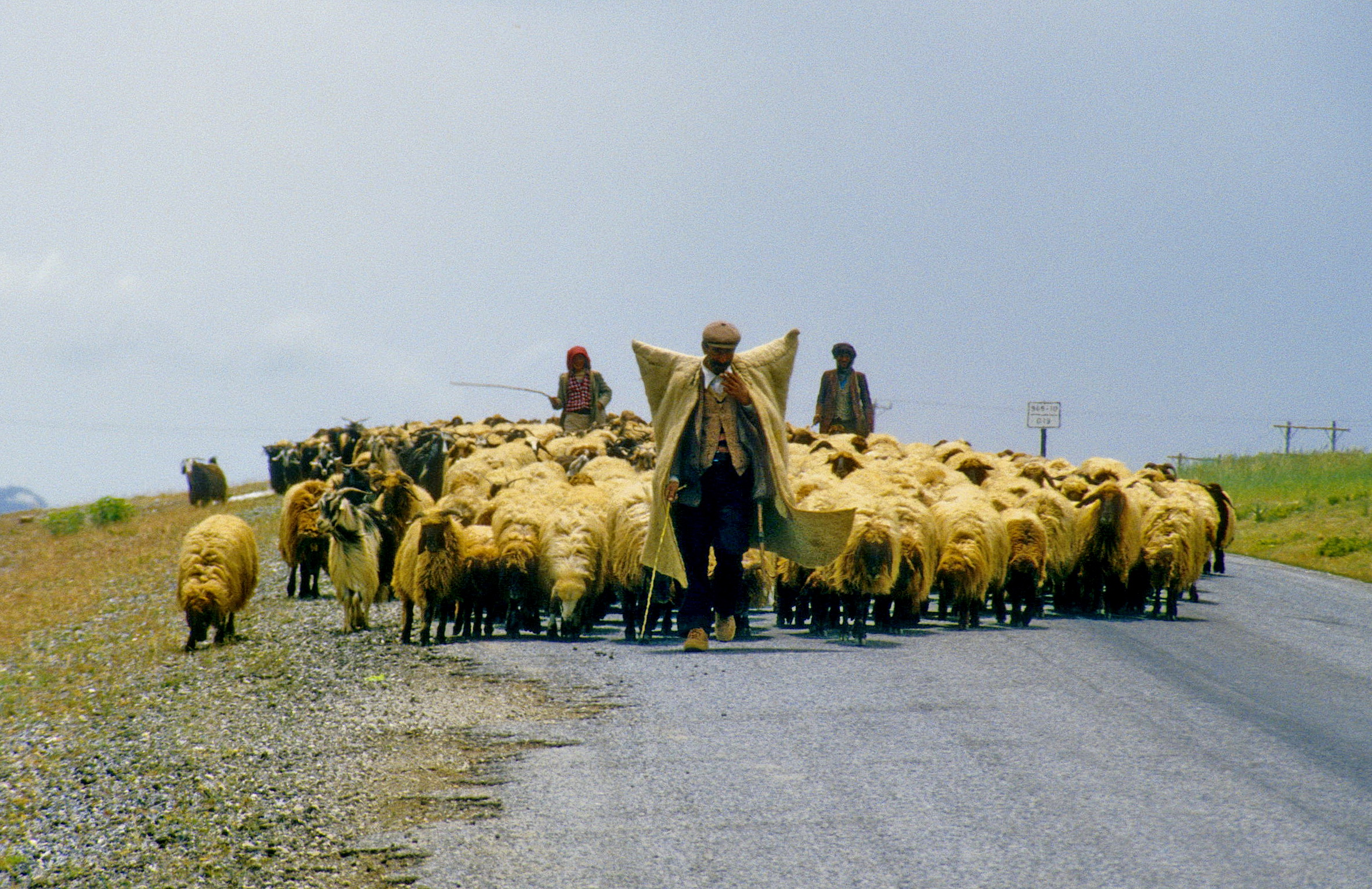
Hirte mit Schafherde bei Ahlat: Bis heute spielt die Haltung von Kleinvieh – in erster Linie Schafe – eine Rolle.

Betrachtet man die wirtschaftliche Situation im Landkreis Ahlat zu Beginn der 2020er Jahre, so wird deutlich, dass sich die arbeitende Bevölkerung auf den Agrarsektor konzentriert. Die Beschäftigten im verarbeitenden Gewerbe entsprechen nicht einmal einem Zehntel der Erwerbstätigen. Ungefähr 69 % der erwerbstätigen Bevölkerung sind in der Landwirtschaft in 2959 landwirtschaftlichen Betrieben tätig. Dabei bildet bis heute die Haltung von Vieh, vor allem von Kleinvieh (in erster Linie Schafe, aber auch Ziegen) eine dominante Rolle. Neben 27.860 ha Grünland (Wiesen/Weiden) und 1.849 ha Wald und Buschwald werden von 36.200 ha Ackerland 26.700 ha im Trockenfeldbau (vorwiegend Weizen) und 9.500 ha im Bewässerungsfeldbau kultiviert. 22,2 % der Werktätigen arbeiten im Dienstleistungssektor, und aufgrund des Fehlens wichtiger Industrieanlagen sind nur 8,5 % im Industriesektor (zumeist im Bausektor) beschäftigt. Andererseits ist Ahlat ein wichtiges Ziel für alternative Tourismusformen wie Geschichts-, Kultur-, Glaubens- und Naturtourismus, das jährlich von etwa 50.000 Touristen gewählt wird. 90 % davon besuchen die Region auf touristischen Gruppenreisen.

## Zu Geologie und Tektonik
Während der Herrschaft der Ilchaniden erlitt Ahlat mindestens zwei große Erdbeben, das erste 1246 und das letzte überlieferte historische 1275. Infolge des ersten Erdbebens wurden viele Gebäude, die während der Herrschaft der Ahlatschahs, Dilmaçoğulları (12.–14. Jahrhundert Beylik mit Zentrum Bitlis), Seldschuken und Ayyubiden errichtet worden waren, vollständig zerstört. Beim zweiten Erdbeben starben die meisten Menschen. Jüngste Erdbeben gab es am Mittwoch, dem 11. Mai 2022 in Ahlat mit der Stärke 2.4 (Richterskala). Außerdem wurden fünf Beben kleiner als 2.0 registriert, die Menschen normalerweise nicht spüren können. Verantwortlich dafür waren und sind die tektonischen Verwerfungen im Störungssegment in der und um die Region Ahlat. Sie sind seismisch aktiv und die Quelle vieler Erdbeben aufgrund einer Blattverschiebung, die eine seismische Lücke erzeugt und ein hohes Erdbebenpotential in sich trägt. Die Van-See-Region – und damit auch Ahlat – liegt in einer tektonischen Struktur, die in Ostanatolien generell starke Verformungen erfahren hat. Da die Region tektonisch sehr aktiv ist, ist die Erdbebenaktivität im gesamten Becken und in der Region um den Van-See sehr hoch. Sie ist Teil der allgemeinen tektonischen Struktur der Region Ostanatolien und wird hauptsächlich durch die Nordwärtsbewegung der Arabischen Platte und Westwärts-Drift der Anatolischen Platte sowie Verwerfungen gesteuert, die an der sogenannten Karlıova Triple Junction zusammenlaufen bzw. entlang einer Deformationszone kollidieren, die als Bitlis-Überschiebungszone bekannt ist.
Die Karlıova Triple Junction (Dreifache Kreuzung, Tripelpunkt; veraltet auch Drillingsstruktur oder Dreibruchstruktur) ist eine geologische Dreifachverbindung aus drei tektonischen Platten: der anatolischen Platte, der eurasischen Platte und der arabischen Platte. Die Bitlis-Überschiebungszone ist darin ein Komplex, der sich als Kontinent-Kontinent- und Kontinent-Ozean-Kollisionsgrenze von der Südosttürkei bis zum Zagros-Gebirge im Iran erstreckt. Die Ostanatolische Verwerfung ist dabei eine Blattverschiebung mit einer Länge von etwa 550 km, die sich in NO-SW-Richtung zwischen Karlıova in der Osttürkei und der Bucht von İskenderun im Süden der Türkei erstreckt. Die Region von Ahlat an der Nordwestküste des Van Gölü liegt damit in einem Gebiet, das (oberflächlich) weitgehend aus vulkanischen Tuffen und Basaltzwischenschichten besteht, die partiell aber auch mit quartärem Schutt bedeckt sind. Die Stadtteile Kale und Kulaksız befinden sich auf Basalt und Geröll an den Bachhängen. Andererseits sind metamorphe Gesteine des Bitlis-Massivs, des Ahlat-Adilcevaz-Komplexes aus der Oberkreide, des Ahlat-Konglomerats aus dem Eozän, des Adilcevaz-Kalksteins aus dem Miozän sowie Vulkanite des Plio-Quartärs und Schwemmlandsedimente im gesamten Gebiet verteilt. Die geologische Struktur des Gebiets wurde hauptsächlich durch die Ahlat-Adilcevaz-Hebung geprägt; Ihre Achse verläuft von NO nach SW. Während in dem Gebiet in der Oberkreidezeit und im Eozän-Oligozän kontinentale Bedingungen vorherrschten, fand zu Beginn des Miozäns eine regionale Meerestransgression mit entsprechenden Ablagerungen statt. Das Meer zog sich am Ende dieser Epoche aus dem Gebiet zurück, allerdings wurden große Teile durch verschiedene Arten von Lava und pyroklastische Gesteine aus dem späten Känozoikum verdeckt (vulkanische Aschen, Bimsstein, Basalte, verdichtete Tuffe, Ignimbrite, Andesite und Rhyolithe). Die starke vulkanische Aktivität im späten Känozoikum scheint mit jenen regionalen Spaltzonen in Verbindung zu stehen, die von SW nach NO verlaufen und entlang derer die Vulkane Nemrut Dağı, Süphan Dağı und Tendürek Dağı ausgerichtet sind.
Die ältesten Gesteine, die in der Gegend zu Tage treten, stammen aus der oberen Kreidezeit. Sie bilden den Ahlat-Adilcevaz-Komplex, der sich aus Ophiolithen, Konglomeraten, Sandsteinen, Mergeln, Kalksteinen, Pyroklastika und Riffen zusammensetzt. Über diesem Komplex liegt diskordant das Ahlat-Konglomerat als kontinentale Fazies, möglicherweise aus dem Eozän-Oligozän. Die allgemeine Gesteinszusammensetzung dieser Sedimente ist durch dickbettiges, rotes Konglomerat und gelegentlich dünne Schichten aus rötlichem, nicht fossilhaltigem Schluffstein gekennzeichnet. Die Kiesel des Konglomerats sind zumeist groß und stammen aus den verschiedenen Einheiten des Ahlat-Adilcevaz-Komplexes. Die Formation ist im zentralen, südlichen und südöstlichen Teil des Gebiets sehr umfangreich. Ihre Dicke bei Cemalettin zum Beispiel beträgt 1250 m, nimmt aber nach Osten und Süden allmählich ab. Die maximale Dicke bei İpekçayır beträgt 550 m. Weiter östlich, in der Nähe von Adilcevaz, verschwindet die Formation, und der Adilcevaz-Kalkstein liegt unregelmäßig über den Ophiolithen des Ahlat-Adilcevaz-Komplexes.
Untermiozäne Sedimente werden durch den Adilcevaz-Kalkstein der Meerestransgression repräsentiert, der hauptsächlich burdigalischen Alters ist. Die Formation ist eine typische Schelfablagerung, die überwiegend aus normalem marinen und organischem Kalkstein besteht. Die Sedimente sind hell gefärbt und weisen zumeist eine dicke und/oder massive Schichtung auf. Sie überlagern das Ahlat-Konglomerat und die Ophiolite des Ahlat-Adilcevaz-Komplexes. Oft ist am Fuß der Formation ein arenitisches (sandsteinartig) und kiesiges Kalksteinelement zu sehen, das den Übergang markiert. In der gesamten Formation findet sich ein reicher Fossiliengehalt. Die Mächtigkeit der Formation wird nach Westen hin allmählich dünner. Am Ziyaret Dağı beträgt die maximale Mächtigkeit 500 m. Westlich von Aktaş, nahe der westlichen Grenze des Gebiets, beträgt sie nur 150 m.
Das Alter der drei darauf folgenden Formationen reicht vom mittleren Miozän bis zum unteren Pliozän: Der Adilcevaz-Kalkstein wird diskordant vom Aktaş-Konglomerat und von der Develik-Formation überlagert, die aus sandigen, mergeligen und schiefrigen Sedimenten besteht. Das Aktaş-Konglomerat ist polygen, locker zementiert und ohne Fossilien. Die maximale Mächtigkeit beträgt 200 m. Da es konform von der Develik-Formation aus dem mittleren bis oberen Miozän überlagert wird, kann sein Alter auch als mittleres Miozän angenommen werden. Die Develik-Formation, die vom lacustrischen Çukurtarla-Kalkstein überlagert wird, zeigt eine Abwechslung von Sandsteinen, Schiefer und Mergel, die konform über dem Aktaş-Konglomerat liegen, falls letzteres vorhanden ist, ansonsten liegt sie diskordant über dem Adilcevaz-Kalkstein. Aufgrund häufiger Faltung kann eine typische Schichtenfolge nicht angegeben werden. Die untersten 300 m der Formation sind kreuzgelagerte Sandsteine. Die Tone enthalten Ostrakoden und Eponiden (Kalkschaler), was auf eine marine Flachwasserumgebung der Ablagerung und ein mittleres Miozän-Zeitalter hinweist. Über den kreuzgelagerten Sandsteinen liegen gleichmäßig 400 m Sandstein, Schiefer und Mergel im Wechsel. Diese Sedimente enthalten winzige Schalen von Pelecypoden (Muscheln) und Gastropoden, aber keines von ihnen ist altersmäßig fixierbar. Die obersten 100 m der Formation sind sandig, konglomeratisch und stark kalkhaltig. Die Kalksteinbänder tragen Muscheln von Dreissensia, was auf das Alter des oberen Miozäns bis des unteren Pliozäns hinweist. Dieser Teil der Formation geht seitlich in die Basis des Çukurtarla-Kalksteins über. Der Çukurtarla-Kalkstein ist ein harter, dichter lakustrischer Kalkstein, der über der Develik-Formation liegt und teilweise später in sie übergeht. Aufgrund der häufigen Faltung ist es auch hier schwierig, einen typischen Querschnitt anzugeben. Nach Westen hin wird die Formation dicker, wo sie auch breiter exponiert ist.

## Die Ahlat-Ignimbrite (Ahlattaşı)
Der sogenannte Ahlattaşı spielt in der Region Ahlat eine besondere Rolle. Diese „Ahlatsteine“ sind Ignimbrite, also pyroklastische Gesteine vulkanischer Laven, die durch die Eruptionen des Nemrut-Vulkans in der Region entstanden. Als Gesteinstyp ist Ignimbrit einer der am meisten bevorzugten Bausteine, da er leicht und einfach zu bearbeiten ist. Ahlat-Ignimbrite, von denen bedeutende Reserven im Ahlat-Distrikt verfügbar sind, wurden vor allem in der seldschukischen Architektur der Ahlat-Region ausgiebig verwendet und werden auch heute noch von den Menschen der Region genutzt. Der Ahlattaşı wurde und wird als Wand- und Verkleidungsmaterial in verschiedenen Bereichen verwendet, vom Wohnungsbau bis hin zu Minaretten von Moscheen. Grabsteine und Grabbauten der Seldschukenzeit aus Ahlattaşı bewahren noch heute ihre Eigenschaften. Das Substrat der Ahlat-Steine ist im Boden teilweise morphologisch weich, ehe die Gesteine aus dem Boden entfernt werden. Sie härten aber unter Lufteinfluss nach und nach aus. Sie lassen sich im weichen Zustand leicht von Hand oder maschinell bearbeiten. Im Kreis Ahlat gibt es 3-4-stöckige Bauten aus Ahlat-Stein. Darüber hinaus wird geschätzt, dass Ahlat-Stein aufgrund seiner porösen Struktur eine gewisse Isoliereigenschaft aufweisen kann, solange Wasseraufnahme verhindert wird. Der natürliche Ahlattaşı kann dank seiner Makro- und Mikroporen als Leichtbeton- oder Dämmsteinwand in den nicht tragenden Teilen von Gebäuden verwendet werden. Da er schall- und wärmedämmend wirkt, sind zusätzlicher Verputz und Ummantelungen im Außenbereich nicht erforderlich. Er bietet hohe Energieeinsparungen, weil er im Winter die Wärme im Inneren hält und im Sommer das Eindringen heißer Luft verhindert. Aufgrund des hohen Anteils an Kieselsäure im Ahlat-Stein hat dieser nach Aushärtung eine sehr dauerhafte Struktur. Diese Härtung ist innerhalb von 10–15 Tagen nach Kontakt mit Luft abgeschlossen. Die Farben des Steins sind rot, schwarz, aschgrau, weiß, grau, hellgelb. Entsprechende Steinbrüche befinden sich in Standorten bei Güvercinlik, Kuruçay, Karhane, Ortakira, Yassıtepe, Uzunyol, Kellebulak, Kafir Kalesi, Malhankira, Uludere (Sorköy), auf dem Sütey-Plateau und bei Değirmençah im Nordwesten von Ahlat. Die Tiefe der Steinbrüche variiert zwischen 1 und 10 m. Die Länge der ungestörten Steinblöcke im Dorf Kınalıkoç erreicht zum Beispiel 20–30 m. Die entsprechenden Sedimente befinden sich etwa 0,5–1 m unter der Oberfläche.

## Zum Namen Ahlat
Obwohl viel über die Herkunft des Namens Ahlat (Übersetzung aus dem Türkischen: Wildbirne) spekuliert wurde, sind die meisten Erklärungen dazu Mythen ohne Grundlage. Eine naheliegende, wenn auch nicht sehr wahrscheinliche Erklärung über den Ursprung des Namens Ahlat liefert folgende Legende: Als der urartäische Herrscher „Lat“ dem Angriff der Meder nicht standhalten konnte, wurde die Stadt Ahlat erobert und der Herrscher schwer verletzt. Die Königstochter, die den Kopf ihres Vaters auf ihr Knie legte, schrie und vergoss viele Tränen. Der laute Schrei des Mädchens „Oh Lat, Ah Lat“ hielt an, bis die Meder die Stadt betraten. Der urartäische Herrscher starb, gab allerdings dieser Stadt unwissentlich seinen Namen. Allerdings kennt man bislang keinen Herrscher in Urartu mit dem Namen „Lat“.
Als deutlich wahrscheinlicher bietet sich eher eine andere Entstehungs-Variante an: Der Name der Stadt, die um 3000 v. Chr. von einem Kommandanten namens „Hilatos“ gegründet worden sein soll, wurde vom Namen dieses Kommandanten abgeleitet. Später nachfolgende Staaten, die die Stadt eroberten, formten den Namen nach ihrem eigenen Sprachgebrauch. So ergaben sich ähnlich klingende Namen wie Hilâtos, İlyada, Hilyat bzw. Hilat. Ahlat wurde in den Quellen freilich nie „Hilatos“ genannt. Die vermutlich ältesten Einwohner der Stadt, die Urartäer, nannten sie Halads, Armenier Şaleat (Şaliat), Assyrer Kelath, Byzantiner Chliat, Kurden Xelat, Araber Hilât, Iraner und Türken Ahlat (Achlat). Die Römer kannten diese Stadt als Hilyat. Die Aussprache fast aller dieser Namen ergibt den Klang von Hılat, Halat und Ahlat. Wenn man deren Wortwurzeln anschaut, leiten sich diese vom arabischen Verb „Hilt“ ab. Die Pluralform von Hilt „gemischtes Ding“ ist Ahlât. Die Wörter Hılat, Halat und Ahlat werden verwendet, um „gemischte Dinge“ auszudrücken. Allerdings ist nicht bekannt, inwieweit mit der urartäischen Bezeichnung „Halads“ ebenfalls so etwas wie „Mischung“, wie im Arabischen, verbunden werden kann.

## Zur Geschichte
Aufgrund seiner geografischen Lage war Ahlat im Laufe der Geschichte eine Stadt und Region, für die viele Herrscher regionaler Staaten und benachbarter Mächte zu unterschiedlichsten Zeiten politisches Interesse und Machtansprüche zeigten und über gewisse Zeiträume auch durchzusetzen. Laut der Forschung wurde die Stadt Alt-Ahlat (Eski Ahlat, Harabeşehir) im historischen Verlauf von Hurritern, Assyrern, Urartäern, Persern, Griechen, Römern, Byzantinern und später für kurze Zeit von den Umayyaden, Abbasiden und Mervanoğulları (Marwaniden) regiert, gefolgt von den Seldschuken, Ahlatschahs (Armenshahs oder Sökmenoğulları), Ayyubiden, Harzemşahs (Choresm-Schahs), anatolischen Seldschuken, mongolischen İlchanen, Karakoyun- (Qara Qoyunlu) und Akkoyun- (Aq Qoyunlu) Turkmenen, Safawiden- und Osmanen. Dabei war Ahlat vor allem im Mittelalter über längere Perioden nicht nur Schauplatz kriegerischer Auseinandersetzungen und Machtansprüche, sondern auch ein Zentrum türkischer Kultur und wirtschaftlicher Bedeutung. In der osmanischen Zeit hatte Ahlat allerdings wegen seiner Entfernung zur Hauptstadt, seiner Nähe zur iranischen Region (Azerbaidschan), aufgrund von Epidemien, Invasionen, der in der Geschichte verzeichneten Erdbeben von 1246 und 1275–1276, der Entstehung neuer wirtschaftlich entwickelter Städte und des Mangels an einer zeitgemäßen Verkehrs-Infrastruktur sowie der Abwanderung von Bevölkerung in große Städte seine historische Bedeutung weitgehend verloren und ist zu einer „gewöhnlichen“ Stadt geworden. Trotz all dieser negativen Aspekte konnte Ahlat dennoch seine historische und kulturelle Identität weitgehend bewahren.

### Die Situation Ahlats im Alten Orient
Bei den Ausgrabungen in der Inneren (alten) Burg von Ahlat wurden in einem Teilgebiet, in dem sich die Höhlensiedlungen im Harabeşehir-Stadtteil von Ahlat befinden, Keramiken der 5.200 Jahre alten Karaz-Kultur freigelegt. Diese spät-kupfersteinzeitliche bis früh-bronzezeitliche Kultur stellt mit ihrer Architektur, Keramik und ihren Kleinfunden eine langlebige vorgeschichtliche Kultur dar, die überwiegend in Nordost- bzw. Ost- und teilweise in Südostanatolien vorkommt. 7 % dieser Keramiken gehören zur Karaz-Kultur und zur Bronzezeit. Etwa 17 % sind Keramik aus der Eisenzeit, während der Rest aus mittelalterlicher Keramik besteht. Dies zeigt, dass es um 3200 v. Chr. eine Siedlung in der (alten) Ahlat-Zitadelle gab. Zudem findet sich reichlich Material aus der Eisenzeit nach der Karaz-Kultur. Und es gibt Keramikstücke, die typisch für die Urartäer sind. Diese Keramikfunde machen deutlich, dass es in Ahltat seit damals eine ununterbrochene Besiedlung gab. Als Ergebnis von Forschungen auf den Hochebenen um die Vulkane Süphan Dağı und Nemrut Dağı wurde mittlerweile klar, dass dort im 2. Jahrtausend v. Chr. eine Transhumanz-Kultur existierte. Offenbar bestand auf dem Sütey-Plateau (Sütay Yaylası) im Norden von Ahlat im 2. Jahrtausend v. Chr. auch eine Siedlung. Vor allem in Yuvadamı 7 km nördlich von Ahlat wurden Siedlungsspuren von der frühen transkaukasischen Zeit bis zur Eisenzeit identifiziert. Das Sütey-Plateau liegt auf einer Höhe von 2200 m bis 2300 m Höhe am südwestlichen Rand des Süphan Dağı. Das Plateau mit seinen dicken und schwarzen Böden ist eine der wichtigsten Graslandregionen Ostanatoliens.
Eine weitere wichtige Siedlung ist Harabe Hulik, ein Platz auf der Atom Yaylası (Atomplateau) nördlich von Ahlat, die die mittlere und späte Bronzezeit umfasst. Die Kulturen dieser Zeit sind durch bemalte „Aras boyalıları“ (Aras-bemalte) Töpferwaren gekennzeichnet. Diese im Flachland wenig verbreiteten Kulturspuren sind in den Hochebenen anzutreffen. Da diese Hochebenen über weite Weiden verfügen, also sehr geeignete Flächen für die Tierhaltung bieten, geht man davon aus, dass in der Zeit vor der Gründung des urartäischen Königreichs dort Stämme lebten, deren Hauptlebensgrundlage offenbar die Viehhaltung war. Die rund um das Sütey-Plateau gefundenen Gräber und Töpferwaren sind vom Kurgan-Typ und zeugen von der Existenz einer Hochlandkultur. Es gibt allerdings keine Funde, die auf Dauersiedlungen der betreffenden Völker hinweisen. Daher nimmt man an, dass sie ein „Yaylak-Kışlak“-Leben zwischen Sommer- und Winteraufenthalt führten.

#### Ahlat zur Fürstenzeit
Aus archäologischen Untersuchungen geht hervor, dass die Bevölkerung im Umfeld dieser Hochebenen im 2. Jahrtausend v. Chr. erheblich wuchs – und auch die Zahl der kleinen Dörfer zunahm – und weiterhin von Viehzucht und Landwirtschaft lebte, wobei Landwirtschaft nur in den niedrigen Abschnitten zwischen den hohen Bergen betrieben werden konnte. In kleinen landwirtschaftlichen Gebieten, die als landwirtschaftliche Taschen bezeichnet werden können, führte die Knappheit natürlicher Wasserressourcen in der Region zu Bewässerungsproblemen auf landwirtschaftlichen Flächen, so dass später urartäische Könige nach und nach große Agarprojekte durchführen mussten, um das landwirtschaftliche Potenzial der von ihnen beherrschten Gebiete in der Region Ostanatolien zu steigern und den Ernährungsbedarf der Bevölkerung zu decken. Bekannt wurden Reste solcher Bewässerungsprojekte in Form von urartu-zeitlichen keramischen Wasserrohren und steinernen Kanälen rund um Kefkalesi (bei Adilcevaz), beim Kırcagöl-Staudamm und am Aygır-See (Süphan Dağı). Die für die Projekte benötigte Arbeitskraft wurde von den urartäischen Königen durch Massenumsiedlungen der Bevölkerung in neu geschaffene landwirtschaftliche Flächen bereitgestellt. Mit der Bevölkerungszunahme war auch die Zahl der gehaltenen Tiere gestiegen, so dass die Weiden nicht mehr ausreichten. Die Viehhalter pendelten mit ihren Tieren deshalb saisonal zwischen Regionen mit reichlich Wasser und Weiden. Infolgedessen wurde das halbnomadische Leben zu einem obligatorischen Lebensstil auf dem Lande in der Ahlat-Region.
In diesem Wirtschaftszweig, der auch in der folgenden urartäischen Zeit von Bedeutung war, wurden hauptsächlich Rinder, Schafe und Ziegen gehalten. Die Untersuchung der bei den Ausgrabungen in urartäischen Burgen gefundenen Knochen ergab, dass es sich um Rinder, Schafe und Ziegen handelte, wobei Schafhaltung aufgrund des hohen Anteils an Milch, Wolle und Fleisch sowie der Winterhärte der Tiere vorherrschte. Das Van-See-Becken in Ostanatolien bildete damit einen der wichtigsten Teile der Region südlich von Kura und Aras Nehri (Araxes), in dem sich seit Beginn des 3. Jahrtausends v. Chr. zunächst die frühe hurritische Kultur als eine der Wurzeln frühbronzezeitlicher Zivilisationen ausgebreitet hat und eine kulturelle Union in Ostanatolien gründete, deren Sprache und Grammatik zur asiatischen Sprachfamilie gehörte. Vom Beginn des 13. Jahrhunderts v. Chr. bis zur Mitte des 9. Jahrhunderts v. Chr. spricht man in der Region Ostanatoliens von der sogenannte „Fürstenzeit“, in der es offenbar keine Zentralregierung gab: Kleine Fürstentümer von Stämmen hurritischer Herkunft führten dort im Allgemeinen ein halbnomadisches Leben. Damals zählte die Region um den Vansee zu den randlichen Einflussgebieten der Assyrer im nördlichen, auch als Zweistromland bezeichneten Mesopotamien.

#### Ahlat in urartäischer Zeit
Über die Urartäer in Ahlat und die Zeit dort vor den Urartäern wurde bis in die 1930er Jahre nicht ernsthaft geforscht. Der assyrische König Salmanassar I. (1274–1245 v. Chr.) erwähnte ein Fürstentum Uruadri in Ostanatolien, das aus acht Stämmen und 51 Städten bestand. Auf einem Kriegszug zum Vansee-Becken unterwarf er in drei Tagen das gesamte Land Uruadri (Urartu). In assyrischen Dokumenten heißt die Region nicht Uruadri, sondern Nairi, ein Fürstentum, an das die Urartäer zeitweise ihre Macht abtreten mussten. Die zweite assyrische Inschrift mit Informationen über die Region stammt aus der Zeit des assyrischen Königs Tukulti-Ninurta I. (1244–1208 v. Chr.), der in der Inschrift erwähnt, dass er der König der vier Regionen der Welt sei und dass das Fürstentum Nairi 60 Oberhäupter habe. Ob Ahlat zu dieser Zeit bereits existierte, ist nicht bekannt, aber anhand der oben genannten Funde auch nicht unwahrscheinlich. Abdurrahim Şerif Beygu definiert die Urartäer als vorchristliche „Orarto“ oder „Lortho“ vom Turan-Stamm (ein zentralasiatisches Gebiet der iranischen Mythologie jenseits des Oxus/Amudarja) und schreibt, dass sie um 900 aus dem Osten kamen und Ahlat beherrschten. Schließlich war die Region in der Antike von großer Bedeutung im Handel der Urartäer mit den umliegenden Ländern, weil durch sie die „südliche Handelsroute“ des Königreichs führte. Urartäische Könige ließen die erste reguläre Landstraße der Region Ostanatolien bauen. Diese südliche Handelsroute führte über den Erciş-Adilcevaz-Ahlat-Tatvan-Bitlis-Zweig nach Nordsyrien. Das zur Herstellung von Bronze benötigte Zinn wurde auf diesem Wege befördert. In den Werkstätten der urartäischen Burgen bestand ein großer Bedarf an Zinn. Daher war die Handelsroute, die durch das Bitlis-Çayı-Tal südwärts führte, sowohl für die Bergbauindustrie als auch für andere wirtschaftliche Bedürfnisse des Urartäerreichs sehr wichtig. An dieser „Landstraße“, die von der Hauptstadt Tuspa (Van) ausging und sich nach Westen und dann nach Süden erstreckte, wurden auch Unterkunftsstationen gefunden. 7 km nördlich und 1 km landeinwärts der Fernstraße von Ahlat nach Adilcevaz bei Cevizderesi wurde eine kleine rechteckige Gebäudestruktur mit Außenmauern aus großen Steinblöcken entdeckt, bei der es sich laut Aynur Özfirat wahrscheinlich um eine urartäische Karawanserei handelt. Die Existenz solcher Wohngebäude wird auch in assyrischen und achämenidischen Inschriften erwähnt, Unterkünfte namens „kalliu“, die sich an der „harrān šarri“ (Königsstraße) befanden.
Besagte Fürstentümer hatten großen Einfluss auf Bildung und Organisation des urartäischen Königreichs in der Van-See-Region und seine Umwandlung in einen Staat, der einen Zeitraum von der Mitte des 9. Jahrhunderts v. Chr. bis zum Ende des 7. Jahrhunderts. v. Chr. umfasste. Ahlat war damals ein Grenzfürstentum, das von den Urartäern beherrscht wurde, nachdem diese die Assyrer im Jahr 900 v. Chr. besiegt und einen Staat in Ostanatolien gegründet hatten. Ahlater Fürsten, Helatos I, II, III, IV und V, die in dieser Zeit an die Macht kamen, setzten die Bedeutung dieses Fürstentums bis 600 v. Chr. fort. Zu den Regionen dieses Staatswesens gehörten unter anderem die Hochebenen und Hänge von Bergen wie Nemrut Dağı, Süphan Dağı und Aladağ. Archäologische Funde in dieser Region werden mit oben genannten halbnomadischen Gesellschaften in Verbindung gebracht.

#### Meder, Achämeniden, Alexander der Große, Parther und Sassaniden in Ahlat
Die Urartäer, die etwa 300 Jahre lang als wichtige Macht in der Region bestanden, wurden Ende des 7. Jahrhunderts v. Chr. von den Medern und Skythen abgelöst. Die Meder-Herrschaft begann dort um 590 v. Chr. Mitte des 6. Jahrhunderts v. Chr. vertrieben urartäische Vasallen, darunter armenische Herrscher, mit Unterstützung der Perser die Meder aus der Region. 553 v. Chr. kam es dadurch zur Herrschaft der persischen Achämeniden (550–330 v. Chr.), die die Region bis ins späte 4. Jahrhundert v. Chr. beherrschten. Als der persische Großkönig Darius I. (522–486 v. Chr.) Ahlat und Bitlis unter seine Herrschaft brachte, gründete er zugleich in ganz Ostanatolien eine Satrapie (Provinz) Armenia. Daher waren Stadt und Fürstentum Ahlat seit dem 7. Jahrhundert v. Chr. keine unabhängige politische Einheit mehr. Allerdings ist über Ahlat für diese Periode die verfügbare Quellenlage äußerst dürftig. Noch während die Perser Ostanatolien beherrschten, eroberte (nach einer populären Legende) Badlis, General Alexander des Großen, 330/331 v. Chr. unter anderem die Regionen Bitlis und auch Ahlat bei einem Asienfeldzug, da er die Orte für strategisch wichtig hielt (umstritten), was auch in dem in persischer Sprache geschriebenen Geschichtswerk Šaraf-nāma (Şerefname) von Şerefhan (Sharaf al-Din Khan, auch Sharafkhan Bidlisi, Emir von Bitlis) erwähnt wird.
Nach Alexanders Tod im Jahr 323 v. Chr. fiel die Region zwar an die Seleukiden, die diese Region aber offenbar nicht vollständig beherrschen konnten, so dass Ahlat von Alatos, dem Bey von Ahlat, unabhängig verwaltet wurde. Die Herrschaft dieser Alatos/Hilatos-Dynastie in der Region hielt bis 196 v. Chr. an, als sie unter dem Druck der Parther aus dem Osten, die die iranische Hochebene beherrschten, zusammenbrach. Ahlat wurde in den parthischen Staat aufgenommen und begann aufgrund seiner strategischen Lage während der Partherzeit als wichtiges Zentrum an Bedeutung zu gewinnen. Während der Zeit der Sassaniden, die aufgrund ihrer Stärke im 3. Jahrhundert n. Chr. die Parther ersetzten, war die Region Schauplatz römisch-sassanidischer Auseinandersetzungen, was sich danach – mit der Teilung des Römischen Reiches in zwei Teile im Jahr 395 n. Chr. – in Form des byzantinisch-sassanidischen Kampfes fortsetzte. In diesem Zusammenhang wurde Ostanatolien und damit auch Ahlat als lokales Fürstentum verwaltet, das Byzanz angegliedert war.

### Die Arabische Eroberung Ahlats
Bei einem arabischen Eroberungsfeldzug nach Armenien wurde Ahlat (Hilât) im Jahr 17 der Hidschra (638 n. Chr.) von Truppen unter İyâz bin Ganm, dem Eroberer von Cezire (Cizre), eingenommen. Ahmed b. Yahyâ el-Belâzurî vermerkte allerdings, dass Ahlat im 19./20. Jahr der Hidschra (640/641 n. Chr.) erobert wurde. Damals war Bustinos (?) dort ein bekannter Verwaltungsbeamter. Unter der Bedingung, Steuern zu zahlen, gelang es ihm, Herrscher der Stadt zu bleiben. Er erhielt ein entsprechendes Empfehlungsschreiben von İyâz bin Ganm. Bustinos überbrachte das Schreiben an Habib ibn Maslama al-Fihri (arabischer Feldherr, verstorben 662 vermutlich in Armenien), einen der berühmten Kommandeure, die In der Zeit des Kalifen Osman (Uthmān ibn ʿAffān, 644–656), in Ostanatolien operierten, der diese Vereinbarung auch umsetzte. Während innerer Unruhen, die während der Zeit der Umayyaden mit dem Tod von Yazid I. (Abū Chālid Yazīd) und seinem Sohn Muaviye II. (Mu’awiya ibn Yezid) 683 begannen, rebellierte die Bevölkerung von Ahlat und seiner Region und geriet dabei zeitweise unter byzantinische Herrschaft. Dieser Aufstand der armenischen Bewohner wurde von Muhammad bin Marwan (Muḥammad ibn Marwān ibn al-Ḥakam, Umayyaden-Prinz und einer der besten Generäle des Kalifats) unterdrückt. Nach den Quellen wurden einige der Rebellen, die in die Kirche in Ahlat flohen, auf Befehl Mohammeds verbrannt. Danach wurden Ahlat und Umgebung der Verwaltung von al-Jazeera (Obermesopotamien) unterstellt. Während des Kampfes der Umayyaden gegen die Chasaren schloss die Stadt Ahlat ihre Tore für die muslimische Armee auf ihrem Weg nach Norden, wurde aber 730/731 vom Kommandeur Said al-Harashi erneut erobert und geplündert. Said al-Harashi wurde 733 abwechselnd zum Gouverneur von Armenien und Azerbayjan ernannt. Aufgrund des Verlustes seines Sehvermögens war er allerdings gezwungen, sein Amt – wahrscheinlich Anfang 735 – niederzulegen.
Während der folgenden abbasidischen Zeit (750–1258) stand Ahlat auch eine Zeit lang wieder unter byzantinischer Herrschaft, wurde erneut von den Abbasiden erobert und befand sich, wie alle Städte im muslimisch-byzantinischen Grenzgebiet an der al-Thughūr-Linie (auch Al-Awasim-Linie), stets im Kampf zwischen den beiden Seiten involviert. Die abbasidische Herrschaft rekrutierte in Ahlat Türken in die Kalifat-Armee, eine Initiative, die in der Zeit des Kalifen al-Mahdi (775–785) begann und während der Herrschaft von al-Mutasim (833–842) an großer Intensität gewann. Die Verwaltung der Region erfolgte von Ahlat aus durch türkische Kommandeure. Aufgrund von Rebellionen, die in der Region ausbrachen, musste die Bevölkerung von Ahlat in den Jahren 792–793 sowie 794–795 Tribut zahlen. Zwischen 826 und 851 war Bakrat bin Ashot (Ashot I von Iberia, mittelalterliche georgische Monarchie unter der Bagratiden-Dynastie) der Regent von Ahlat und zahlte Steuern an die Gouverneure der Abbasiden in dieser Region. Armenier, die während der Regierungszeit des Kalifen Câʿfer el-Mütevekkil (822–861) gegen die Muslime rebellierten, töteten später den Gouverneur von Armenien, Muhammed b. Yusuf. Den Kräften unter dem Kommando von Boğa al-Kebir, die daraufhin in die Region geschickt wurden, gelang es jedoch, die Ordnung wiederherzustellen. Gleichzeitig übte auch Byzanz ernsthaften Druck auf die Region aus. Die Armenier nutzten die Situation und begannen ebenfalls einen Aufstand gegen die Muslime für die Unabhängigkeit. Schließlich eroberte der armenische Bagratiden-König Ashot I. (862–890) die Städte Manzikert, Ahlat, Erciş und Bargiri. Abu Sevâde (Kaysî Ebu Sevâde bin Abdulhamid), Emir von Manzikert, einem der Araber des Sulaym-Stammes in der Region, gelang es jedoch 914, die erwähnten Orte im Namen der Muslime erneut zu beherrschen.

### Ahlat im 10. und 11. Jahrhundert
Informationen von Geographen des 10. Jahrhunderts über Ahlat und seine Umgebung sind eher unbedeutend, da der Van-See und seine Umgebung im Vergleich zu anderen Orten Ostanatoliens damals nicht sehr entwickelt waren. Erst in den folgenden Jahrhunderten ist eine deutliche Zunahme der Informationen über die Stadt und ihre Umgebung zu beobachten. Ibn Hurdâzbih, einer der frühen islamischen Geographen, gab die folgenden Informationen über Ahlat: In seiner Beschreibung der „armenischen Straße“ erwähnte er unter den vier „armenischen“ Regionen als viertes eigenes Gebiet das der Städte Şimşat (Palu), Ahlat (Hılât), Erzurum (Kâlikalâ), Erciş und Bâcuneys (?). Gleichzeitig erwähnt er, dass Kürdübeyl (Dubîl), Neşevey (Neşava), Sirâc, Begravend, Ahlat (Hılat) und Bâcuneys, die zuvor in den Händen der Griechen (Byzantiner) gewesen waren, später von den Persern eingenommen wurden. Außerdem berichtet er, dass es 11 Wege von Nusaybin nach Erzen (Ruinen, heute Yanarsu/Garzan in der Provinz Siirt) und Ahlat (Hılat) und vier weitere von Bitlis nach Ahlat (Hılat) gab. Tuncer Baykara vermerkt, dass die armenische Bezeichnung „Armenianyye“ bzw. „Diyar-ı Armenian“ („Obere Provinzen“ oder „Obere Heimat“) für diese Gebiete nicht mit dem Armenien verwechselt werden sollte, dem wir heute begegnen. Es sind geografische Bezeichnungen unter anderem für die Umgebung nördlich des Van-Sees, und die Bezeichnung „Armenier“ meint lediglich die Bewohner des dortigen „armenischen“ Landes, und die dort lebenden Menschen könnten unterschiedlicher Rassen und Religionen und die „Armenier“, die diese Region beherrschten, Türken und Muslime sein, ähnlich wie der Begriff „Ermen Şah“ nicht zwingend Armenischer Herrscher, sondern vielmehr einen „armenischen“ Herrscher turkmenischer, möglicherweise sogar kurdischer Ethnie bedeutete.
Mesudi (Abu al-Hasan Ali bin al-Husayn bin Ali al-Masʿūdī, geb. 896 – gest. 956), ein Autor der islamischen Geschichte und Geographie, gibt nur die folgenden Informationen über das damalige Ahlat: Der Fluss Tigris entspringe in der Amid-Region von Diyarbakir. Dies seien die Wasserquellen in der Region Ahlat (Hilat) in Armenien. Neben den aus Meyyafarikin (Silvan) stammenden Flüssen Erzen, Seryat und Satiydema würden Flüsse wie Dusha und Habur, die aus dem Gebiet Armeniens stammen, in den Tigris münden. Ebu’l-Kasım bin Havkal aus Nusaybin fügte seiner Arbeit eine Karte von Armenien, Aserbaidschan und Arran hinzu. Auf der Karte führt von Ardabil nach Bitlis am Fuße der Berge eine Straße, an der die Städte Sarah (Sirah), Merağa, Daharakan, Tabriz, Selmas, Hoy, Bergeri, Erciş (Arciş), Ahlat (Halat, Hılat) liegen, und der Van-See hieß damals „Ahlat-See“.
Nach der Eroberung 914 durch Abu Sevâde (Kaysî Ebu Sevâde bin Abdulhamid, Emir von Manzikert) war Ahlat bei einem von Ioannes Kurkuas, einem der wichtigsten Generäle des Byzantinischen Reiches, organisierten Feldzug 928–929 erneut unter byzantinische Herrschaft geraten. Byzantinische Armeen, die 931 in und um die Stadt umherschweiften, töteten und entführten hier unter Ermutigung der (christlichen) Armenier viele Muslime. Nach diesem Vorfall unternahm die islamische Armee eine Strafexpedition gegen die Armenier und töteten laut Quellen 100.000 Menschen. Dennoch mussten Abu Savede und seine Leute die byzantinische Dominanz letztendlich hinnehmen. 940 wiederum regierte im Auftrag der Hamdaniden, einer arabischen Dynastie, die am Ende der Abbasidenzeit im nördlichen Syrien und dem Nordirak zwischen 890 und 1003 herrschte, Ahmet Abu’l-Muizz in Ahlat. Mit dem Tod des Hamdaniden Seyfüd-devle bin Hamdan kam Ahlat und seine Umgebung jedoch wieder an die Byzantiner. Das Erstarken der von Abu Ali Hasan bin Marwan gegründeten Marwaniden (990–1096 bzw. 983–1085), einer kurdischen Dynastie und Vasallen der Hamdaniden, die am Ende der Abbasidenzeit zwei kleine Dynastien im nördlichen Syrien und dem Nordirak hervorbrachte, führte jedoch dazu, dass die Stadt Ahlat trotz der ansonsten regional hohen byzantinischen Dominanz in den Händen der Muslime blieb. Unter Ebû Nasr Nasrüddevle Ahmed bin Mervan (Nasr ad-Daula Ahmad ibn Marwan 1011–1061) hatte Ahlat ein weitgehend angenehmes Dasein in Ruhe und Friede. Auch einige karitative Einrichtungen in der Stadt gehören in diese Zeit. 1071 mussten sich die kurdischen Marwaniden dem großen seldschukischen Sultan Tuğrul Bey unterwerfen, als nach dem Tod von Nasr ad-Daula Ahmad (1011–1061) Machtkämpfe innerhalb der Dynastie ausbrachen und dies zur Schwächung der Marwaniden führte. Von den Seldschuken wurde die Dynastie 1084 aus Diyarbakır vertrieben und 1096 endgültig gestürzt.

### Türkische Herrschaft in Ahlat

#### Seldschukenzeit
Als türkische Völker über Persien nach Anatolien eindrangen, gehörten Städte um den Van-See, wie Manzikert (Malazgirt), Erciş, Bargiri, Van und Vestan, mit Ausnahme von Ahlat noch zum Byzantinischen Reich. Manzikert, das von Ahlat aus belagert wurde, konnte von den Türken zunächst nicht erobert werden, so dass die Stadt Ahlat weiterhin als Stützpunkt für ihre Feldzüge nach Anatolien genutzt wurde. In der Folge kam es immer wieder zu Überfällen von und Scharmützeln mit seldschukischen Truppen auf byzantinischem Gebiet. Der seldschukische Kommandant Emir Hacib Gümüştekin, der im Jahr 1066 auf Befehl von Sultan Alparslan (seldschukischer Sultan 1063–1072) von Ahlat aus aufbrach, ging zusammen mit den Kommandanten Emir Afşin (Bekçioğlu Afşın Bey, türkischer General), Ahmetşah und einigen anderen Seldschuken-Emiren und turkmenischen Beys aus den Einzugsgebieten der Flüsse Murat und Tigris in die Region Al-Jazeera (Obermesopotamien) und eroberte einige Burgen in den Gebieten Ergani und Nizip, scheiterte aber in Nusaybin. Er überquerte danach den Euphrat und überfiel die Adıyaman-Regionen. Im Gegenzug versuchte der byzantinische Kommandant Aruandanos einen Überfall auf die seldschukischen Streitkräfte, wurde jedoch bei den Kämpfen in der Region der Burg Hoşin (bei Hilvan) besiegt, gefangen genommen und gegen 40.000 Goldmünzen Lösegeld wieder freigelassen. Nach diesen Aktionen kehrten Gümüştekin und die anderen Emire mit großer Beute und Gefangenen nach Ahlat zurück, das in der Folgezeit zur wichtigsten seldschukischen Militärbasis in Anatolien wurde. Aufgrund seiner erfolgreichen Überfälle auf byzantinisches Gebiet kehrte auch Bekçioğlu Afşın Bey nach Ahlat zurück und organisierte von hier aus Überfälle weiter nach Westen ins Innere Anatoliens.
Als der byzantinische Kaiser Romanos IV. (1068–1071) als Reaktion 1068 mit einem Heer nach Syrien zog, brach Afşin von seiner Basis in Ahlat ebenfalls auf, eroberte Niksar und erreichte die Stadt Amorion (zwischen Sivrihisar und Bolvadin). Er zerstörte dieses wichtige byzantinische Bollwerk gegen die islamische Expansion und versklavte seine Bevölkerung. Romanos wollte Afşin den Weg abschneiden, musste aber wegen des bevorstehenden Winters nach Konstantinopel zurückkehren. 1069 setzten die Seldschuken ihre Überfälle von Ahlat aus auf Anatolien fort. Von Kaiser Romanos Diogenes erneut entsandte Streitkräfte wurden zumeist besiegt. Erst unter dem Kommando von Philaretos Brachamios konnte eine dritte Armee bei Kayseri operierende seldschukische Truppen zurückschlagen und ihre Operation mit dem Hauptziel, die seldschukische Militärbasis Ahlat einzunehmen, bis zum Euphrat fortsetzen. Als ein weiterer Versuch der Byzantiner unter Philaretos scheiterte, ernannte der Kaiser Manuel Komnenos (Manuel Komnenos Kouropalates) zum Kommandanten der ostanatolischen Armeen und schickte ihn mit einer großen Armee nach Anatolien. Auch diese Aktion misslang, und Afşin Bey zerstörte 1070 auf seinen Feldzügen von Ahlat aus zahlreiche byzantinische Burgen und Städte, wobei lediglich starke Festungen und große Städte den Angriffen standhielten. Nachdem Afşin den Winter am Meryem Gecidi (Pass bei Meryemköy zwischen Çıldır und Ardahan) in Anatolien verbracht hatte, kehrte er mit Beute beladen nach Ahlat zurück. Kaiser Romanos Diogenes schickte weiteres Militär nach Osten, unter anderem nach Georgien und in die Region Manzikert (Malazgirt), die von Seldschukensultan Alparslan erobert worden waren.
Während der byzantinische Kaiser nach Manzikert zog, bewegte sich der Sultan ebenfalls von Aleppo aufwärts nach Ostanatolien. Er erreichte Diyarbakir über Urfa. Viele Muslime, darunter der Herrscher von Manzikert, der das Gemetzel der byzantinischen Armee überlebte, die von Silvan nach Manzikert vorrückten und die Burg eroberten, baten um Alparslans Hilfe, der auf diese Weise erfuhr, wo sich die byzantinische Armee befand. Noch auf dem Wege nach Ahlat, der Operationsbasis der Seldschuken, wurden die auf Ahlat zumarschierenden byzantinischen Truppen von Emir Sanduk, dem Kommandeur der seldschukischen Garnison von Ahlat, bei Manzikert besiegt. Im z. T. verwirrenden bis chaotischen Verlauf der Schlacht bei Manzikert 1071 zwischen den byzantinischen Truppen unter Romanos IV. und den Seldschuken unter Alparslan flüchtete das Aufgebot des byzantinischen Adels, der Kaiser selbst wurde eingekreist, verletzt und geriet in Gefangenschaft. Im gleichen Zuge hatte Melikşah, ein Sohn Alp Arslans (ab 1072 Seldschuken-Sultan Melikşah I.), eine große seldschukische Armee unter dem Kommando von Fahrüddevlet (Ebü’l-Hasan Fahrüddevlet, persische Buyiden/Buwayhid-Dynastie) gegen die Marwaniden geschickt, die bislang von Diyarbakır aus die Region Ahlat beherrscht hatten, und zwang diese unter seldschukische Oberhoheit, so dass Ahlat vollständig von den Seldschuken beherrscht wurde.
Nach der Schlacht bei Manzikert 1071 waren Menschenfluten vor den nachdrängenden Mongolen westwärts geflohen, darunter Massen von Turkmenen, die sich in Anatolien im Schutz der Seldschuken niederließen. Eine Gruppe von etwa 60.000 Turkmenen-Familien zog aus der Umgebung von Valaşcert (Eleşkirt), Sürmeli (bei Tuzluca) und Aras (bei Taşlıçay) nach Ahlat. Über den Sieg der Seldschuken bei Manzikert schrieb Ibn al-Ezrak, dass die Leute von Ahlat und Manzikert, die an der Schlacht teilgenommen hatten, mit reicher Beute zurückkehrten und aufgrund dieser Beute ihren Reichtum beibehielten. Sultan Alparslan ernannte damals jeweils einen Gouverneur für Ahlat und Manzikert. Allerdings waren die Bürger von Ahlat mit der Auswahl der Gouverneure nicht zufrieden und forderten den turkmenischen Kommandanten Sökmen Kutbî Kutbeddin İsmail bin Yakuti el-Selçuki (Sökmen El Kutbi, auch Sökmen I. al-Qutbi) auf, den damaligen Stadtkommandanten abzulösen.

#### Ahlat unter den Sökmeniden (Ahlatschahs, Ermenşahs)
Sökmen Kutbî Kutbeddin İsmail bin Yakuti el-Selçuki war ein Untergebener und Ghilman (Sklavenkommandant) des seldschukischen Prinzen Kutbüddin İsmâil İlarslan (ein Cousin von Malikşah I.). Sökmen El Kutbi regierte Ahlat zunächst im Auftrag von Kutbettin Ismail und trat nach dessen Tod 1095 in die Dienste dessen jüngeren Sohnes Mevdud, der unter den seldschukischen Prinzen in den Kampf um das Sultanat verwickelt war. Er übernahm die Verwaltung Ahlats, indem er den früheren Gouverneur aus der Stadt vertrieb, und legte damit 1099/1100 – noch in Abhängigkeit von Mevdud – den Grundstein für das Fürstentum der Sökmeniden-Dynastie (Ahlatschahs) in Ahlat, deren erste Dynasten möglicherweise Kurden waren. Der Historiker und Geograph Robert H. Hewsen bezieht sich in seinem Werk „Armenia: A Historical Atlas“ auf die Ermenşahs als eine kurdische Dynastie: „Als die Georgier in Nordarmenien ein gewisses Maß an Vorherrschaft hatten, fielen die südlichen zentralen Teile des Landes in die Hände eines kurdischen Emirats, die sich selbst Shah-i Armen (1100–1207) nannten, was König von Armenien bedeutet.“ (übersetzt nach Robert H. Hewsen) Auch der osmanischer Mystiker und Historiker Ahmed bin Lütfullah bezeichnet den Gründungsemir der Dynastie der Ermenşahs, die später „Sökmenoğulları“ genannt wurden, in seinem Werk Camiü’d-Düvel als Emir „Sekman El Kurdî al Qutbi“ (Sekman El Kutbi, der Kurde).
Nachdem Muhammed Tapar (Sohn des Sultans Malik Schah) seldschukischer Sultan geworden war, vergab er 1111 Ahlat, Tabriz, Meyyafarikin (Silvan) und einige andere Städte als Dirlik (ikta, Lehen) an Sökmen Kutbî als Gegenleistung für dessen Unterstützung. Ahlat (Hilat), eine der damals wichtigsten Städte im Südwesten Armeniens, fiel damit an Sökmen Kutbî Kutbeddin İsmail bin Yakuti el-Selçuki. Die Herrscher dieser Dynastie wurden auch als Ermenşah (armenischer Schah) bezeichnet, weil sie ein Fünftel des damaligen Armeniens regierten. Söhne von Sökmen dehnten ihr Land bis nach Erciş in der Nähe von Van aus. Auf einem Feldzug seldschukischer Truppen nach Syrien gegen die Kreuzfahrer erkrankte Sökmen Kutbî, verließ deswegen die Armee und starb 1111 in Barbalissos/Balis/Emar. Sein Sarg wurde zuerst nach Silvan (Meyyafarikin, Martyropolis, Tigranocerta, ehemals Sitz armenischer Könige unter Tigranes II.) und dann nach Ahlat gebracht, wo er begraben wurde.
Nach dem Tod von Sökmen el-Kutbi übernahm sein Sohn Zahireddin İbrahim die Regierung. Aufgrund interner Unruhen gingen dem Fürstentum Provinzen, Distrikte und Burgen verloren, darunter Silvan, Bitlis und Erzen (1115, 1121, 1124). Nach Zahireddin İbrahims Tod (1126/1127) wurde sein Bruder Ahmet Herrscher in Ahlat. Nach dessen Ableben nach nur zehn Monaten folgte 1128 Nasıreddin Muhammed II. Sökmen, der Sohn seines Bruders İbrahim. Ahmets Mutter, İnanç Hatun, wollte ihren Enkel beseitigen, um die Herrschaft zu übernehmen, wurde aber von den obersten Beamten des Fürstentums erwürgt. Als der irakische Seldschuken-Sultan Gıyaseddin Massoud (*1108 - †1152) nach seinem Sieg 1135 über den Kalifen Müsterşid die dynastischen Streitigkeiten nutzte, um das Land der Ahlatschahs zu annektieren, floh Nasıreddin Muhammed II. Sökmen. Mesud eroberte Ahlat, worauf sich Ahlatşah II Sökmen dem Sultan mit Geschenken unterwarf. Sultan Mesud traute seiner Loyalität jedoch nicht und vergab die Länder der Sökmeniden als Dirlik (Lehen) an seinen Bruder Selçuk, der ihn nach der Schlacht von Gürşenbe (Gürşenbe Savaşı) 1137 (?) um Lebensunterhalt gebeten hatte. Dieser allerdings brannte die Lehensorte nieder und drangsalierte die Bevölkerung. Aufgrund seiner Untaten konnte Selçuk in Ostanatolien als Regent nicht Fuß fassen. Der Herrscher von Mosul und Aleppo, Atabeg Imadüddin Zengi (Zengiden), nutzte die Situation, organisierte einen Feldzug nach Ahlat und heiratete 1133 Sökmens Tochter, um die Macht über die Stadt zu erhalten.
1145 knüpften die Sökmeniden Verwandtschaftsbeziehungen zu den Ortoqiden und Saltukiden. Dadurch gingen 1146 nach dem Tod des Zengiden Imadeddin Zengi verschiedene Gebiete an die Sökmen-Dynastie. In deren Händen lagen danach die Regionen von Ahlat, Muş, Tatvan, Malazgirt, Adilcevaz (Zâtül-Cevz), Erciş, Van, Bargiri, Vestan, Tuğtâb, Sökmenabad, Maden, Hizan. Das Sökmenli-Beylik erlebte erfolgreiche Jahre während der Herrschaft von Sökmen II. Sein Land wurde nicht nur von Besatzung befreit. Die Region Ahlat wurde zu seiner Zeit zu einem der wohlhabendsten Gebiete im Osten Anatoliens. Allerdings kam es zwischen 1154 und 1175 zu mehrfachen Auseinandersetzungen zwischen den georgischen König Giorgi III. (1156–1184) und den mit dem Saltukiden Izzeddin verbündeten Sökmeniden mit wechselndem Ausgang, aus denen die Ahlatschahs letztendlich aber mit reicher Beute nach Ahlat zurückkehrten, um in der Stadt Feste abzuhalten.

#### Ahlat als „Kubbetü’l-Islam“ (Kuppel des Islam)
In der Zeit der Sökmeniden hatte sich Ahlat zu einer Handelsstadt mit beträchtlichem Reichtum entwickelt. Ahlatschahs, die die Stadt beherrschten, übernahmen den Ost-West-Handel und machten Ahlat in kurzer Zeit zu einem offenen Marktplatz. Exporte von den südlichen und südöstlichen Grenzen Anatoliens und Waren aus dem Iran zum Beispiel wurden von Ahlat über den Hafen von Trabzon, den damalige Geographen „Antrabozan“ nennen, mit Schiffen nach Istanbul/Konstantinopel transportiert. Tatsächlich wurde überliefert, dass „Schiffe von Ahlat 1103 im Meer von Konstantin (Schwarzes Meer) sanken und die Leute von Ahlat, die auf diesen Schiffen waren, ertranken“. Die Bevölkerung von Ahlat trat also tatsächlich über ihre Grenzen hinaus in Handelsbeziehungen mit Nachbarstaaten und wurde dadurch reich. Insbesondere aufgrund des sozialen, wirtschaftlichen und kulturellen Fortschritts, der in der Zeit der Ahlatschahs erzielt wurde, trug Ahlat den Titel „Kubbetü’l-Islam“ (Kuppel des Islam), wo Muslime in Sicherheit leben konnten, und die Stadt bekannt war als eine Quelle von Anbetern und Asketen sowie als Heimat von Imamen und Hafiz (Person, die den gesamten Koran auswendig gelernt hat). Bedeutende Wissenschaftler auf dem Gebiet der Chemie und Mystik wurden in Ahlat ausgebildet (siehe unten).
Die im Land der Ahlatschahs verbreiteten Ahis (Ahi-Bruderschaft/Gilde, Ahilik) setzten die Wissenschaft auf dem Gebiet der Kunst in die Praxis um. Viele monumentale Bauwerke, die vor allem in den Ländern der Seldschuken, Mengücüklü (Beylik des Mengücük Gazi, Kommandant von Alb Arslan) und Saltuklu (Saltukiden) errichtet wurden, gehen auf in Ahlat aufgewachsene Architekten zurück (siehe unten). Es gab wohl vor der Entstehung der Ahi-Organisation in ganz Anatolien bereits Ahi-„Gewerkschaften“ in Aserbaidschan und im Land der Ahlatschahs. Sie kamen fast alle aus Aserbaidschan oder aus dem Land der Ahlatschahs. Dieser kulturelle Reichtum in Ahlat war das Ergebnis einer starken sozialen und wirtschaftlichen Entwicklung, und zwar so sehr, dass Ahlat, wie aus archäologischen Überresten und Texten hervorgeht, im 12. Jahrhundert zu einer der größten Städte der islamischen Welt wurde, mit einer Länge von elf Kilometern und einer Breite von fünf Kilometern und einer Bevölkerung von ungefähr dreihunderttausend. Der Grund für das starke damalige Bevölkerungswachstum lag unter anderem auch an der hohen Zuwanderungsrate der Oghuzen (Turkmenen), die nach der Schlacht von Manzikert in die Region gekommen waren, Ahlat zu ihrer Heimat machten und den Handel entwickelten. Darunter befanden sich Massen verschiedener Oghuzen-Stämme sowie des Kayı-Stammes, zu dem die Osmanen gehörten. Der Kayı-Stamm kam, wie andere Oghuzen-Stämme, im 11. Jahrhundert in großen Massen nach Anatolien und ließ sich in kleinen Gruppen in verschiedenen Teilen des Landes nieder. Der Überlieferung nach entkam der Kayı-Stamm, der in der Region Mahan ein Nomadenleben führte, der mongolischen Invasion und wanderte nach Ahlat und Umgebung aus. Mehmed Neşrî stellt in seinem Buch „Kitâb-ı Cihannüma“ fest, dass die Vorfahren der Osmanen und ihrer Oguz-turkmenischen Stämme mit der Eroberung Anatoliens nach Anatolien ausgewandert sind und 170 Jahre in der Region Ahlat gelebt haben.

#### Ahlat unter den Ayyubiden
Als Sökmen II. am 10. Juli 1185 starb, hatte die damals gute wirtschaftliche und soziale Situation von Ahlat den Wunsch aller Nachbarstaaten, Ahlat zu beherrschen, bereits seit längerem verstärkt. Nicht zuletzt deswegen war es zwischen 1175 und 1185 zu Auseinandersetzungen mit dem kurdischen Ayyubiden Saladin (Ṣalāḥ ad-Dīn Yūsuf bin Aiyūb ad-Dawīnī) gekommen, dessen politisches Ziel die Abschaffung islamischer Kleinstaaten war. Da kein (reguläres) Mitglied der Dynastie den verstorbenen Sökmen II. ersetzen konnte, kam das Beylik nach seinem Tod auf Wunsch der Bevölkerung (1185) unter die Herrschaft von Seyfeddin Beytemur, einem Gulami (Sklavensoldat und/oder Söldner), wie 85 Jahre zuvor der Gründer des Beyliks, Sökmen El Kutbi. Die Angriffe der Ayyubiden gegen Ahlat dauerten bis zum Tod Saladins im Jahr 1193. Seyfeddin Beytemur gelang es allerdings, die ayyubidische Bedrohung durch geschickte politische Aktivitäten zu minimieren. Unter anderem schloss er Bündnisse mit dem Atabeg von Mosul, Izzeddin Mesut, dem Sinjar-Herrscher Imadeddin Zengi und dem Ortoqiden von Mardin, Emir Husameddin Yavlak Arslan, um den einstigen Sitz armenischer Herrscher Silvan zurückzuerobern (der Ort erscheint im Laufe der Geschichte als Tigranokerta, Martyropolis, Meyyâfârikîn, Maipherkat, Mufarghin (Nouphargerd), Mipherkét, Muharikîn, Miyafarkin und Muphargin). Er wurde aber von den Ayyubiden gefangen genommen und getötet (1193). Nach ihm wurde sein Mörder und Schwiegersohn Bedreddin Aksungur Hezar-ı Dinari (1193–1197), einer der Erzieher von Sökmen II., zum Oberhaupt des Beyliks. Er regierte in Ahlat und starb 1197.
Als Şücaüddin Kutluğ, der später an seine Stelle trat, vom Volk getötet wurde (1198), starb auch Seyfeddin Beytemurs jüngerer Sohn el-Melik el-Mansur Muhammed. 1205–1206 hatten Georgier (Abchasen) Ahlat attackiert, die Stadt geplündert, einige Bewohner getötet und die meisten Frauen und Kinder gefangen genommen. In diese Auseinandersetzung war neben Mugiseddin Tuğrulshah auch der Sökmendide el-Melikülmansur Muhammed, Seyfettin Beytemurs jüngerer Sohn, der damalige Regent von Ahlat (1205) involviert. Das Land wurde sehr verwüstet, weil Melikülmansur Muhammed noch sehr jung war und somit in der Armee keinen Einfluss hatte. Die Bewohner ermutigten sich daraufhin gegenseitig zum Widerstand. Alle islamischen Soldaten in dieser Region und viele Freiwillige versammelten sich gegen die Georgier, die beschlossen hatten, die Muslime im Dunkeln zu überfallen. Am Ende dieser Schlacht wurden viele Georgier getötet und gefangen genommen. Nur eine kleine Anzahl Georgier überlebte.
1206–1207 nahmen Ahlat-Soldaten Melikülmansur Mohammed (1198–1206) gefangen, sperrten ihn ein und ersetzten ihn durch Izzeddin Balaban (1206–1207). Izzeddin Balaban ließ den Gefangenen kurz darauf beseitigen. Als daraufhin die Nachricht von der Ankunft des Seldschukensultans Gıyaseddin Keyhüsrev (Kai Chosrau I., *vor 1177; † 1211) eintraf, schickte Balaban zur Vorsicht als Bestechung seine Söhne und Verwandten mit Geschenken zum Treffen mit dem Besucher, um ihn milde zu stimmen. Er selbst folgte einen Tag später. Als sich Balaban dann zusammen mit Gıyaseddin Keyhüsrev der Stadt Ahlat näherte, stieg er von seinem Pferd, nahm die Satteldecke des Sultans auf den Rücken und ging zur Schwelle seines Hauses, und während der Sultan abstieg, legte Balaban vergoldete Kleider und sorgfältig gewebte Stoffe unter seine Füße und streute eine große Menge Geld darauf. Danach organisierte er ein Bankett und überreichte dem Sultan die Schlüssel der Burgen und die Liste der Waren in der Schatzkammer. Als der Sultan von Ahlat aus weiter nach Samsun (Canit) zog, übergab Melik Balaban dem Schatzmeister des Sultans wertvolle Gegenstände, darunter 30.000 Dinar, 10 arabische Pferde, 10 Maultiere mit Zaumzeug und Sattel, 10 Kamele, fünf männliche Sklaven und „mondgesichtige“ Konkubinen. Er reiste auch zwei Tage lang mit ihnen, um sie zu führen. Mit diesen Bestechungen gewann er das Vertrauen des Sultans und konnte straflos in sein Amt zurückkehren.
In der Zwischenzeit marschierte Silvans ayyubidischer Herrscher Nadschmuddin Ayyub ibn Schadhi, der Vater Saladins, nach Ahlat, eroberte die Musa-Festung und einige Orte in Ahlat. Izzeddin Balaban besiegte ihn zunächst und zwang ihn zum Rückzug. Trotzdem griff der Ayyubide Necmeddin 1207 Ahlat erneut an. Diesmal wurde Izzeddin Balaban besiegt und zog sich auf die Burg Ahlat zurück, bat aber zugleich den seldschukischen Herrscher von Erzurum, Mugiseddin Tuğrulshah, um Hilfe. Mit dessen Unterstützung wurde Necmeddin Eyyub besiegt und zum Rückzug gezwungen. Tuğrulşah tötete jedoch Izzeddin Balaban. Nach dem Mord am Herrscher von Ahlat bewegten die Bewohner der Stadt den Ayyubiden Necmeddin, den Mörder Tuğrulşah durch el-Melikü’l-Evhad als Regenten zu ersetzen. So beendete Necmeddin Eyyub 1207 das Fürstentum der Sökmeniden. Nachdem der Herrscher von Erzurum, Tuğrul Schah (1156–1169), der das Land der Ahlatschahs besitzen wollte, Balaban, den Herrscher von Ahlat, getötet hatte, war Ahlat 1207 in die Hände des Ayyubiden Melik Necmeddin Evhad (gest. 1210) übergegangen, eines der Söhne von Melik Adil und Emir von Mayyafarik/Silvan. Damit endete der Ahlatschah-Staat, der mehr als ein Jahrhundert bestanden hatte. Als Al-Melikü’l-Evhad Ahlat verließ, um Manzikert zu überfallen, revoltierten die Einwohner Ahlats gegen ihn. Als er später nochmals zurückkehrte, eroberte el-Melikü’l-Evhad die Stadt erneut und tötete viele Einwohner, die sich ihm widersetzten, und verbannte eine Gruppe wichtige Personen der Stadt nach Meyyafarikin (Silvan). Die Georgier nutzten die Situation aus, stießen auf Ahlat vor und begannen, die Ahlat-Region zu plündern. Im Zeitraum 1210–1211 wurden die georgischen Überfälle auf Ahlat und seine Gebiete mit der Gefangennahme von Ivane, dem Oberbefehlshaber der georgischen Armee, beendet. Aber im selben Jahr starb auch el-Melikü’l-Evhad Necmeddin Eyyub. Aufgrund der in der Zeit von al-Evhad begangenen Morde führte dies zu einem erheblichen Rückschritt im bürgerlichen Leben von Ahlat. Diese Situation war eine der großen Katastrophen, die die Bewohner der Stadt erlebt hatten.
Nach dem Tod von el-Evhad kam die Region Ahlat unter die Verwaltung seines Bruders el-Melikü’l-Eşref Musa. Obwohl dieser den Titel „Ahlat Shah“ erhielt, lebte er dort nur zeitweise und gab Ahlat mit all seinen Städten (also die gesamte Region „Ermeniyye“/Armenien), Silvan (Meyyâfarikin), Hani und Cebel-Cur in der Region Diyarbekır an seinen Bruder Şehâbüddin Gâzi b el-Âdil. Şehâbüddin lebte bis Ende 1223 in Ahlat, überwarf sich allerdings mit seinen älteren Bruder al-Malikül-Eşref, der daraufhin Ahlat belagerte. Die Einwohner der Stadt übergaben diesem am 1. Juli 1224 die Stadt. Şehâbeddin Gazi flüchtete in die innere Burg. Nachdem ihm sein Bruder vergeben hatte, wurde die Region Ahlat allerdings von Gouverneuren regiert, die von el-Eşref ernannt wurden. Emir Hüsameddin Ali war der erste dieser Gouverneure. 1226 kam es zu Auseinandersetzungen zwischen Celaleddin, dem letzten Choresm-Schah (Harzem-Schah) aus der Dynastie der Anuschteginiden von Aserbaidschan, und dem seldschukischen Sultan aufgrund von Celaleddins Ambitionen auf die Stadt Ahlat. Als Celaleddin 1226 Ahlat belagerte, verloren viele von Celaleddins Soldaten und auch Stadtverteidiger ihr Leben. Zahlreiche wichtige Persönlichkeiten von Ahlat wurden gefangen genommen, und der Gouverneur der Stadt, Hüsameddin Ali, wurde während der Kämpfe verletzt. Harzemşah musste dennoch Ahlat im Dezember 1226 verlassen, als die Wintersaison näher rückte und eine schwere Kälte einsetzte.
Im August 1229 belagerte Celaleddin Harzemşah erneut die Stadt Ahlat. Er verteilte diesmal seine Soldaten auf die umliegenden Dörfer, um die Belagerung auch im Winter fortzusetzen zu können. Am 14. April 1230 gelang es den Soldaten aus Harzem, die Stadt einzunehmen. Danach fanden eine große Zerstörung und ein Massaker statt. Vermittlungsbemühungen durch den seldschukischen Sultan Alaeddin Keykubat schlugen fehl, da Celalettin Harzemşah die Vorherrschaft der anatolischen Seldschuken abschütteln und einen unabhängigen Staat gründen wollte. So standen sich Alaeddin Keykubat zusammen mit dem Ayyubiden al-Malikül-Eşref und Celalettin Harzemşah mit Rüknettin Cihanşah, dem Herrscher der Seldschuken von Erzurum, in der Schlacht von Yassı Çemen in der Nähe von Erzincan im Jahr 1230 gegenüber. Der Kampf führte zu einer schweren Niederlage von Harzemşah und zu seiner Flucht, wobei er gezwungen wurde, Ahlat zu räumen und sich nach Diyarbakır zurückzuziehen. Darüber hinaus wurden auch noch die Mongolen unter Chormagan aktiv, fügten ihm im Winter 1230/31 eine Niederlage zu und begannen seine Besitzungen in Aserbaidschan zu erobern. Am 17. August 1231 erlitt er eine endgültige Niederlage. Auf der Flucht wurde er in einem kurdischen Dorf ermordet. Nach dem Krieg kam el Melikü’l-Eşref mit seinen Verbündeten nach Ahlat, erkannte die schlechte Situation der Stadt und übermittelte die Lage dem seldschukischen Sultan.
Alaeddin Keykubat hatte daraufhin 1232 Kemaleddin Kamyar, Wesir und Sübaşı (Kriegsherr), nach Ostanatolien geschickt, um die von Celalettin Harzemşah verwüstete Region Ahlat wieder aufzubauen und die landwirtschaftliche Produktion wiederzubeleben. Er befahl, die Immobilien der Vermissten, Toten und Flüchtlinge zu registrieren und auch die Folgen der von den Mongolen verursachten Zerstörung zu beseitigen. Er befahl ihm, die armenischen Ländereien von Ahlat und Bitlis bis zum Territorium von Tiflis zu erobern, die notwendigen Vorkehrungen zu treffen, die Wiederaufbau- und Reparaturarbeiten abzuschließen, Getreide in den Lagern zu stapeln, die Arsenale mit Waffen zu füllen und die Burgen zuverlässigen Kommandeuren anzuvertrauen. Als Kemaleddin Kamyar Ahlat erreichte, wurde er von einigen Würdenträgern begrüßt, die in der Stadt geblieben waren und sich entschlossen hatten, die Stadt den türkischen Seldschuken anzuschließen. Kemaleddin Kamyar stellte fest, dass die Zerstörung in der Stadt größer war als erwartet und ihre Bevölkerung immens geschrumpft war. Daraufhin schickte der Sultan seinen Chefwesir und Finanzminister Ziyaeddin Karaaslan zusammen mit Müstevfî Sadeddin Erdebili und Pervane Taceddin, den Sohn von Herrscher Şerefeddin, zusätzlich nach Ahlat um die dortigen Bedürfnisse in den Griff zu bekommen und Steuern festzulegen. Die Delegation kam mit 10.000 Kriegerkavalleristen Ungläubiger, ihren Sklaven und ihren eigenen Männern und gründeten in Ahlat einen Rat. Man versuchte, alle Verluste der Bevölkerung auszugleichen, und diejenigen, die nach ihrer Flucht aus der Stadt wieder zurückgekehrt waren, erhielten ihr Land zurück sowie Waren, Saatgut und Vieh. Außerdem wurden die Steuern gesenkt und die Menschen zum Ackerbau animiert. Einnahmen und Ausgaben wurden von den Wächtern der lokalen Burgen festgelegt und die lokale Führung geregelt. So wurden Ahlat und seine Umgebung wieder aufgebaut und Emir Sinaneddin Kaymaz zum Oberhaupt von Ahlat und seiner Umgebung bestimmt.

#### Mongolisch-turkmenische Zeit
Allerdings waren ab 1230/1231 in der Van-See-Region auch immer häufiger Mongolen aufgetaucht, die jenem Staat ein Ende gesetzt hatten, den Celaleddin Harzemşah versucht hatte wiederzubeleben. Im September–Oktober 1231 kamen sie auch in die Region Ahlat. Der seldschukische Sultan versuchte, entsprechend notwendige Gegenmaßnahmen zu treffen, als umherschweifende Krieger aus Harzem (Choresmien/Choresm/Mittelasien, heute Provinz am Amudarja/Oxus in Usbekistan) unter der Führung des Mongolen Kır Han (Kayır Han, Kır Bey, Gouverneur von Otrar/Kasachstan, Onkel oder Vetter von Harzemshah Ala ad-Din Muhammad II) Tatvan angriffen und die Sicherheit auch in Ahlat und Umgebung sowie die Verbindungen zwischen Erzurum-Erzincan und Ahlat empfindlich gestört wurden. Es gelang Alaeddin Keykubad, die Führer aus Harzem in seldschukische Dienste zu verpflichten und sie sowohl gegen die nachdrängenden Mongolen als auch im Kampf gegen die Ayyubiden einzusetzen. Allerdings hatten sich mit der Eroberung Ahlats durch Alaeddin Kaikobad alle Ayyubiden-Herrscher gegen die türkischen Seldschuken verbündet. Deshalb schloss der seldschukische Sultan 1236 mit dem mongolischen Khan Ögeday (1186–1241, einer der Söhne Dschingis Khans) ein Abkommen, um sein Land entsprechend zu schützen. Gleichzeitig beschloss er, die Region Ostanatolien, die auch durch die Überfälle der Mongolen schwer geschädigt worden war, unter die Herrschaft der Seldschuken zu bringen, um den mongolischen Invasionen innerhalb der Grenzen seines Landes zu begegnen. Zusammen mit anderen Ratsmitgliedern verließen daraufhin Ziyaeddin Karaaslan, Pervane Taceddin und Müstevfi Sadeddin Ahlat, als sie erfuhren, dass die Krieger aus Harzem von den Mongolen angegriffen wurden. Als die Mongolen später die Stadt Ahlat angriffen und auf allen Seiten anzündeten, kämpften einheimische und ausländische Soldaten und Beamten gemeinsam, ehe die Angreifer abzogen.
An zunehmenden derartigen Angriffen und Feldzügen der Mongolen nach Anatolien unter Führung von Baiju beteiligten sich auch georgische und armenische Kräfte. Deshalb wurde von Alaeddin Kaikobads Nachfolger Kai Chosrau II. beschlossen, mit einem Heer von 80.000 Mann einen Feldzug gegen diese Feinde zu starten. In der entsprechenden Schlacht 1243 am Köse Dağ wurde die seldschukische Armee allerdings besiegt und Ahlat von den Siegern der georgischen Prinzessin Tamara (Tochter von König Georg III. von Georgien) übergeben. Als geologisch-tektonisches katastrophales Zwischenspiel ereignete sich in Ahlat 1246/1247 ein großes Erdbeben, bei dem die meisten Gebäude zerstört und die Stadt verwüstet wurden. Am 12. September 1259 drangen die Mongolen in die Ahlat- und Hakkari-Berge ein und töteten jeden, den sie fanden. Ihr Führer Hülegü selbst kam am Sonntag, dem 6. Juni 1260 nach Ahlat. und etablierte dort die Herrschaft der mongolischen Ilchaniden. Damals teilte der Mongole Hülagü Han Ostanatolien in zwei Militärprovinzen. Eine davon war die Provinz Van mit dem Zentrum Ahlat. 1275–1276 erlebte Ahlat erneut ein schweres Erdbeben, wobei Häuser, Karawansereien und Basare zerstört wurden, die meisten Bewohner starben unter den Trümmern und nur sehr wenige überlebten. Das Erdbeben war bis Erciş, Diyarbekir, Silvan (Meyyâfârikîn, Miyafarkin) und Mardin zu spüren. Abû’l-Farac schrieb, dass durch das Erdbeben in der neunten Stunde alle Gebäude sowie die Mauern zerstört wurden, die meisten Menschen starben. Trotz all dieser Ereignisse gelang es Ahlat, seine Bedeutung zunächst zu bewahren und seinen wichtigen Platz unter den Städten Ostanatoliens zu behalten. Vermutlich wurde die Stadt damals vom Akkoyunlu-Turkmenen Boğatay Aka, dem Sohn von İnal Aka, regiert, und Geyhatu (Gaichatu), der 1291 den Thron der Ilchaniden bestieg, hielt dort seine Versammlungen (Kengesh) ab.
Nach der Thronbesteigung von Ilchan Olcaytos Sohn Abu Said (1316–1335) wurde Sutay Noyan Gouverneur von Ahlat. Dieses Gouverneursamt über das sogenannte „Vilayet-i Ermen“ (Provinz Armenien) dauerte unter Emir Çoban, der bald darauf die Macht des Staates übernommen hatte, bis zu dessen Tod im Jahr 1332. Nach ihm wurde Ali Padishah, einer der Häuptlinge der Uyrat, Gouverneur. Die drei Söhne von Sutay Noyan namens Barımbay, Hacı-Tuğay und Fulad setzten jedoch ihre lokale Herrschaft in einigen Teilen der Region Ahlat fort. Grabsteine in Ahlat lassen vermuten, dass die Stadt wohlhabend und bevölkert war, besonders während der Regierungszeit von Olcaytu, Abu Said Bahadır Han und Gazan Mahmut Han. Die beiden erstgenannten prägten sogar Münzen in Ahlat. Hamdullah al-Mustawfi gab an, dass das frühere Einkommen von Ahlat, dem Zentrum von Großarmenien, während der Herrschaft von Abu Said Bahadır Khan (1316–1335) fast 200 Türmen (historische persische Währung) betrug. Große Weinberge und Gärten lieferten schöne, reichliche und haltbare Früchte, und man habe insgesamt 51.500 Türmen Steuern einziehen können. Der ilchanidische Wesir, Arzt und Historiker Reşîdüddin Fazlullâh (Raschīd ad-Dīn, Wesir der Ilchane in Täbris, gestorben: 1318) schrieb auch, dass in Ahlat in diesen Zeiten so sehr Handel mit Ahlatäpfeln betrieben wurde, dass die Stadt ihren Ruhm und ihren Wohlstand trotz der vielen Katastrophen, die sie durchgemacht hatte, noch über Jahrhunderte fortsetzte.
Nach dem Tod des Ilchaniden-Herrschers Abu Said Bahadır Khan (1335) wurde die Region Ahlat durch interne Kämpfe unter den Mongolen sowohl wegen Familienfeindschaft als auch aufgrund von Provokation anderer Emire stark in Mitleidenschaft gezogen und instabil: Obwohl Celâyir Şeyh Hasan, der Generalgouverneur der Mongolen in Anatolien (Gouverneur von Memâlik-i Rum), Mohammed aus der Linie Hülagü als Khan auf den Thron gesetzt hatte, blieb die wirkliche Macht in seinen Händen. Bekannt sind in diesem Zusammenhang Münzprägungen im Namen von Muhammed Han in Ahlat 1337–1338. Bei Auseinandersetzungen im Kampf um das Sultanat der Ilchhaniden zwischen Celâyir Büyük Şeyh Hasan und Çobanlı Küçük Şeyh Hasan kam es 1340–1342 in den Regionen Bulanık und Muş im Norden von Ahlat zu beispiellosen Plünderungen und Zerstörungen. Dabei entriss Çobanlı Küçük Şeyh Hasan seinem Gegner Celâyir Büyük Şeyh Hasan die Macht und ernannte Süleyman, Ziyâeddins Enkel und auch ein Nachkomme von Hülagü, zum Khan. Die Tatsache, dass 1340–1341 im Namen von Süleyman Han in Ahlat Geld geprägt wurde, macht klar, dass die Stadt unter die Herrschaft von Çobanlı Küçük Şeyh Hasan gekommen war. Dafür spricht auch die Plünderung 1343 von Ahlat durch Kara Hasan, einen der engsten Emire von Celâyir Büyk Sheikh Hasan. Die Ermordung von Çobanlı Küçük Şeyh Hasan im Dezember 1343 zerstörte die Ruhe und Ordnung in Ostanatolien erneut. Lokale Führer nutzten diese Situation und eroberten viele Ortschaften. Die Tatsache, dass Ahlat 1350 in den Händen von Bahaeddin war, dem Bruder des Bitlis-Herrscher Ziyâeddins, hängt mit dieser Situation zusammen.
Als um 1387 Timur (Temür ibn Taraghai Barlas) in die Gegend von Ahlat kam, fanden es die Herrscher von Ahlat, Bitlis und Muş angemessen, sich Timur zu unterwerfen, im Gegensatz zu den Karakoyun-Turkmenen, die Erciş hielten. Deshalb schickte Timur seine Angriffstruppen gegen die Karakoyunlu, und nachdem er die Stämme in der Ebene von Muş geplündert hatte, kam er nach Ahlat. Dort begrüßte ihn der damalige Herrscher der Stadt, und Timur überließ ihm zusammen mit einem Geschenk die Provinz Ahlat. Daraufhin erschien vor Timur Emir Hokan, der Emir von Adilcevaz, der ihm lange Zeit viele Dienste geleistet hatte, und erklärte seine Loyalität, worauf dieser die Provinz Ahlat Hokan als Siyürgal (Lehen) gab. Lokale Rivalitäten waren damit vorprogrammiert. 1394 ging der Emir auf die Jagd in und um die Stadt, um seine Macht und seinen Reichtum zu demonstrieren. Als 1421 Timurs Sohn Schāh Ruch Mirza (1377–1447) mit seiner Armee für Ordnung sorgend die Karakoyunlu verfolgte, erreichte er Erciş, durchquerte die Region Ahlat und blieb einige Tage im Konak Meriktü (Merkitü) bei Ahlat. Nachdem er allerdings die Region wieder verlassen hatte, kam es zu weiteren Fürstenrivalitäten und Kämpfen zwischen den lokalen Beys und den Führern der Karakoyunlu, vor allem mit İskender Mirza, dem Sohn von Kara Yusuf, der mehrmals (unter anderem 1423) vergeblich versuchte, die Burg von Ahlat einzunehmen, andererseits aber die Stadt niederbrannte und ihre Bewohner massakrierte. Er eroberte viele umliegende Städte, darunter auch Van. Als eine Art natürliches Zwischenspiel brach 1441 der Vulkan Nemrud Dağı in der Nähe von Ahlat aus, Rauch und Flammen kamen an den Seiten unter dem schmelzenden Eis hervor, nach lauten Geräuschen sah man große Steine in die Luft fliegen, und die Menschen hatten große Angst, dass die Stadt zerstört würde. Danach kam es immer wieder zu Überfällen auf Ahlat. Es wird berichtet, dass İskender Mirza 1451 die Regionen Ahlat und Bitlis geplündert und zerstört und viele Menschen in Gefangenschaft geschleppt hatte. Derselbe Herrscher griff 1457 Bitlis, Muş und Ahlat erneut an und eroberte, plünderte und verkaufte fünfzehnhundert Gefangene, darunter Frauen und Kinder. 1462 schickte er eine Streitmacht von zwölftausend Kämpfern unter vier Kommandanten, belagerte und eroberte Ahlat. Der Akkoyunlu Uzun Hasan Beg, der den Platz von Cihanşah Mirza eingenommen hatte, schickte 1468–1469 ebenfalls eine bedeutende Streitmacht unter anderem zur Eroberung nach Ahlat. Während Ahlat niemals unter Karakoyunlu-Herrschaft stand, eroberte dagegen die Akkoyunlu-Dynastie von Bayındır Beg 1472 Ahlat und Bilecan (Blicayn) in der Region Ahlat nach sechsmonatiger Belagerung. Damals waren Ahlat, Bidlis, Muş und viele andere Orte bis Anfang des 16. Jahrhunderts direkt unter die Herrschaft der Akkoyunlu gekommen. Nach dem Tod des Feldherrn Bayındur Beg (1481) wurde Ahlat von seinem Sohn Muhammed Beg regiert. Er starb 1488. Als sich nach seinem Tod die Nachfolger um den Thron stritten, gerieten die Akkoyunlu zunehmend unter den Druck der aufstrebenden Safawiden, deren Gründer Ismail 1507 den letzten Regenten der Akkoyunlu stürzte.

#### Die Ahlatkriege: Safawidisches Zwischenspiel im 16. Jahrhundert
Damit gingen Ahlat und die Van-See-Region in die Hände der Safawiden über. Die Angliederung von Ahlat zusammen mit dem Emirat Bitlis an den in Aserbaidschan ansässigen Staat der Safawiden fiel mit den Jahren der Herrschaft von Schah Ismail (1501–1524), dem Gründer dieses Staates, zusammen. Im Herbst 1507, als Schah İsmail vom Feldzug gegen Dulkadirli Alaüddevle Bey, den Herrscher von Maraş und Elbistan, zurückkehrte, blieb er einige Tage in Ahlat und feierte hier ein Fest. Der Herrscher von Bitlis, Emir Şeref (Şeref Han), kam zum Lager des Schahs bei Ahlat und bot seinen Gehorsam an. Damals ließ Schah Ismail in Ahlat Äpfel für sich sammeln, jene bekannten und beliebten Ahlat-Äpfel, die damals dort angebaut wurden.
1516 hatte dann der osmanische Sultan Yavuz Sultan Selim (1512–1520) nach der Schlacht bei Tschaldiran (1514) mühelos Ahlat vom persischen Schah İsmail zurückerobert. Mit der Errichtung der osmanischen Herrschaft in Diyarbakır war damals am 4. November 1515 das Gouverneursamt (Beylerbeylik) von Diyarbakir eingerichtet worden. Einer der Sandschaks des Beylerbeyliks Diyarbakir war Bitlis, dem am 22. November 1515 der Titel „Provinz“ (Eyâlet) verliehen wurde und das sich über ein weites Gebiet bis nach Hınıs, Tekman, Muş und Hakkari erstreckte. Safawidische Historiker schrieben dazu, dass Sultan Selim „einige Teile Aserbaidschans bis Ahlat eroberte“. Damit war 1515 das Emirat Bitlis, zu dem auch Ahlat gehörte, in einer militärischen Aktion vom Staat der Safawiden getrennt und dem Osmanischen Reich angegliedert worden. Die alte (urartäische?) Burg wurde aufgegeben, und am Seeufer mit dem Bau einer neuen Burg begonnen in der Überlegung, dass die Stadt von den Iranern hauptsächlich vom See her erobert werden würde. Während der Regierungszeit von Selim II. wurde diese Burg von einer äußeren Befestigung umgeben. Sie wurde von Suleyman dem Prächtigen erweitert und repariert.
Damals begannen für Ahlat dramatische und blutige Auseinandersetzungen zwischen Osmanen und Safawiden, die bis zum Amasya-Vertrag von 1556 dauerten und in mehreren höhepunktartigen Phasen abliefen: die Ahlatkriege von 1515, 1534/35, 1548 und von 1552. Wütend über die Eroberung Ahlats durch die Osmanen hatte Schah Ismail einen seiner Kommandeure, Kurt Bey, zur Rückeroberung nach Ahlat und Bitlis geschickt, aber die Safawiden-Truppen mussten zurückkehren, nachdem sie auf den Widerstand der pro-osmanischen kurdischen Emire gestoßen waren. Damit endete zunächst die achtjährige Herrschaft der Safawiden über Ahlat, und die Region kam unter osmanische Herrschaft. Der Kampf zwischen den Safawiden und den Osmanen um Ahlat endete damit allerdings nicht, sondern nahm während der Herrschaft von Schah Ismails Sohn Schah Tahmasp (1524–1576) und Yavuz Sultan Selims Sohn Suleyman dem Prächtigen (1520–1566) gewalttätige Formen an. Anfang der 1530er Jahre befand sich Ahlat erneut in Safawidenhand. 1531 hatte daraufhin Ulama Khan Tekelü, Gouverneur von Aserbaidschan unter den Safawiden, wegen Meinungsverschiedenheiten mit Schah Tahmasb gegen diesen safawidischen Schah rebelliert und war auf die osmanische Seite geflüchtet. Um sich die Unterstützung des osmanischen Sultans zu sichern, behauptete er, dass Şeref Khan, der damalige Herrscher von Bitlis, auf der Seite des safawidischen Schahs Tahmasp stünde. Er könne aber mit der Hilfe talentierter osmanischer Kommandeure nicht nur das Vansee-Becken mit Bitlis, Van, Ahlat und Vostan (armenische Provinz Ararat) erobern, sondern nach und nach auch das ganze aserbaidschanische Land. Daraufhin schaffte der osmanische Sultan Süleyman I. das (eigentlich osmanische) Emirat Bitlis offiziell ab und berief Ulama Khan Tekelü mit dem Titel eines Paschas in das Bitlis-Gouverneursamt, damit dieser Bitlis zurückeroberte. Şeref Khan floh daraufhin ins Asyl zu den Safawiden in Tabriz. Er überließ Ahlat und einige seiner anderen Burgen den prominenten Aghas des Ruzeki-Stammes und bat Schah Tahmasp um Hilfe. Im Gegenzug belagerten 1532 Ulama Han Tekelü und der osmanische Gouverneur von Diyarbakır, Fil Yakup Pascha, die Burg Bitlis, die immer noch unter der Herrschaft der Safawiden stand. Der safawidische Schah Tahmasp zog daraufhin nach Ahlat, worauf Ulama Khan und Fil Yakup Pascha die Belagerung der Burg von Bitlis abbrachen und sich zurückzogen, während Şeref Khan für Tahmasp drei Tage lang ein Bankett in Ahlat gab und dafür von Schah Tahmasp das Gouverneursamt der Provinzen Bitlis, Ahlat, Muş und Hınus mit einem Edikt vom 21. September 1532 erhielt. Am 21. Oktober 1533 wurde Şeref Han jedoch im Kampf mit Ulama Pascha in Bitlis getötet.
Als Ergebnis eines Irak-Feldzugs (Irakeyn Seferi 1533–1535) Süleymans I. konnte Ahlat zusammen mit Adilcevaz und Erciş wieder unter osmanische Herrschaft gebracht werden. Dabei gelang es dem osmanischen Großwesir İbrahim Pascha (Makbul Ibrahim Pascha, *1493 - †1536), der sich während der Wintersaison in Aleppo aufhielt, die Burgen von Ahlat und einige andere im Becken des Van-Sees, die sich den Safawiden unterworfen hatten, erneut zu erobern, wobei die kurdischen Burgwächter ihm die Burgschlüssel übergaben. Auf dem Rückweg von diesem Feldzug gegen die Safawiden machte Sultan Suleyman zwischen dem 5. August und dem 29. September 1535 Station in Ahlat, zog aber dann nach Diyarbakır. Mit dem Abzug der osmanischen Streitkräfte aus Aserbaidschan kam es zur Wiederaufnahme der Safawiden-Überfälle auf das Van-See-Becken und auch auf Ahlat. Die Safawiden eroberten Van und Erciş zurück. Schah Tahmasb übertrug die Verwaltung dieser Städte an Ahmed Sultan, den Sohn von Sofu aus dem Ustacalu/Ustādschlū-Stamm der Kizilbasch. Als Tahmasbs Halbbruder und Konkurrent Alqas Mirza deshalb Suleyan den Prächtigen um Unterstützung gegen seinen Halbbruder ersuchte, machte der Osmanensultan sich 1548 an der Spitze einer riesigen Armee auf einen erneuten Feldzug in den Iran, konnte aber nur die Festung Van einnehmen, während durch Schah Tahmasb eine beispiellose Zerstörung in Ostanatoliens erfolgte, indem er Afscharenführer Schah Kulu (Şahkulu, Anführer einer Safawiyya-Rebellion) unter anderem gegen die Stämme in der Region Ahlat schickte. In diesem Zusammenhang fanden 1549 heftige Zusammenstöße zwischen den beiden Parteien statt; Schah Tahmasb hatte beschlossen, Ostanatolien zu zerstören, um zu verhindern, dass die osmanische Armee in den Iran eindrang, und versuchte, diese Entscheidung 1552 umzusetzen. Er schickte den stärksten Teil seiner Armee, die er in vier Zweige aufteilte, in die Region des Vansees. Einer der Kommandeure, Şemseddin Han, Sohn des ehemaligen Herrschers Şeref Han von Bitlis, zog nach Ahlat, wobei er fast hundert osmanische Soldaten getötet, fast dreißigtausend Schafe, zehntausend Rinder und Büffel sowie dreitausend Pferde erbeutet und jeden Ort, auf den er gestoßen war, niedergebrannt hatte. Wenig später stand Schah Tahmasb selbst vor Ahlat. Obwohl sein Berater, Müverrih Rumlu Hasan Beg, warnte, die alte Ahlat-Festung sei sehr hoch und sehr stark, zerstörten die Safawiden sie 1552 in kurzer Zeit vollständig. Bei ihren Plünderungs- und Kriegszügen verwüsteten die Safawiden auch die Festungen Erciş und Bargiri (1553), und nur die Festungen Van und Adilcevaz blieben in den Händen der Osmanen. Erst mit dem 1555/56 unterzeichneten Vertrag von Amasya wurden die einundvierzigjährigen Kriege beendet. Allerdings wurde Ahlat danach während der Osmanenzeit zu einer der unbedeutendsten Städte am Van-See. Das Datum H. 963 / M. 1555–1556 auf der Inschrift am Tor der neuen Burg brachte mit deren Bau auf Befehl von Sultan Suleiman für Ahlat eine neue Ära ein.

#### Ahlat seit Mitte des 16. Jahrhunderts
Während Van zu einem Provinzzentrum aufstieg, wurde das einst so wichtige Ahlat zu einem Kaza des Sandschak Adilcevaz herabgestuft. Infolge der Zerstörung der alten Burg im Jahr 1552 hatte Sultan Süleyman, der 1554 vom Feldzug nach Nachitschewan (derzeit eine Exklave Aserbaidschans, hauptsächlich umschlossen vom Iran und Armenien) zurückkehrte, Koca Zal Pascha und Mimar Sinan in Ahlat zurückgelassen und damit beauftragt, die unvollendete neue Burg Yavuz Sultan Selims von 1516 weiter auszubauen. Aber trotz dieser Reparatur- und anderer unterstützter Bautätigkeiten konnte Ahlat seinen früheren Glanz nicht wieder erreichen. Die Volkszählung, die ein Jahr nach dem Amasya-Vertrag (1556) durchgeführt wurde, zeigt deutlich den erbärmlichen Zustand der Stadt. Demnach betrug die Steuerbevölkerung von Ahlat nur 128 Personen. Nach allen Angaben im Steuerbuch lebten 1556 in Ahlat etwa 1600 Menschen. Aufgrund der tragischen Katastrophen, die die Stadt nacheinander durchgemacht hatte, gab es in Ahlat damals keine mit Moscheen oder Medressen verknüpften Stiftungen. Alle zum genannten Zeitpunkt bestehenden Stiftungen gehören zu Zawiyas (Logen). Es scheint, dass die meisten von ihnen neu gegründet wurden. Die wichtigsten dieser Logen waren: Bayındır, Şeyh Necmeddin, Şeyh Abdülkadir, Şeyh Yoldaş, Şehidler, Şeyh Mohammed, Şeyh İbrahim, Şeyh Abdurrahman, Şeyh Ammar-i Ahlatı, Baba Merdân, Hacı Hüseyin, Karkalar (?). Einige der Logen befanden sich auch außerhalb von Ahlat. Der osmanische Gelehrte Katib Çelebi, der im 18. Jahrhundert lebte, vermerkte allerdings, dass Ahlats Luft sehr angenehm und dass Ahlat eine Stadt mit Gärten und Weinbergen war. Weizen und Gerste waren die Hauptkulturen, die in Ahlat und Umgebung angebaut wurden, und in den Gärten wurden Früchte kultiviert, Aprikosen und die berühmten Äpfel, wobei ein Ahlat-Apfel hundert Dirham kostete und in Şirvan (Aserbaidschan) sehr begehrt war. Evliya Çelebi, der Ahlat 1655 besuchte, räumte dieser Stadt zwar einen großen Platz in seinem Werk ein, bewertete sie aber offenbar weniger am damaligen Zustand, als wohl eher an ihrer glänzenden Vergangenheit anhand der vorgefundenen Ruinen.
Die großen Unruhen, die zu Beginn des 17. Jahrhunderts ausgebrochen waren (Celali-Revolten), die daraus resultierende Flucht der Landbevölkerung (Büyük Kaçgun) in sichere Regionen und die darauf folgende und einige Jahre andauernde Hungersnot in der Region des Van-Sees hatten auch schädliche Folgen für Ahlat, das im 18. Jahrhundert, wie vielen Teile Anatoliens, von Derebeys (Ayans/Notable) regiert wurde. Nach der Tanzimatzeit war Ahlat einer der Kaza-Hauptorte der Provinz Van und während der Regierungszeit von Abdulhamid II. Kreisstadt in der Provinz Bitlis. Laut dem Bitlis-Jahrbuch von 1892–1893 bestand Ahlat aus sieben Vierteln, und die Stadt hatte sieben Moscheen, von denen sich zwei innerhalb der Festung befanden. Vital Cuinet lieferte für die frühen 1890er Jahre folgende Daten: Ahlat war damals Kaza-Zentrum (Kreiszentrum) im Sandschak Bitlis und zugleich Nahiya (Amtsbezirk) mit 59 Dörfern (einschließlich Ahlat). Er gibt nur die Gesamtzahl der Bevölkerung für den Kreis bzw. den Amtsbezirks mit 23.659 Einwohnern an, nicht aber für die Stadt. Demnach lebten im Kaza Ahlat damals 16635 Muslime, 6609 armenische Christen, 210 orthodoxe Griechen und 250 Yeziden. Laut Volkszählung von 1856 hatte die Stadt damals 11.138 Bewohner. 1955 lebten in Ahlat nur noch 4292 Einwohner, 1960 waren es bereits wieder 5080, und laut Volkszählung von 1985 hatte die Stadt damals 11.163 Bewohner. Bis 2010 stieg die Bevölkerung der Stadt auf 18.182 Personen und des gesamten Kreises auf 35.411 Einwohner. Nach den vom türkischen statistischen Institut (TUIK) veröffentlichten Daten betrug die Bevölkerung von Ahlat (Kreis/İlce) im Jahr 2021 42.131 Menschen. Von 1929 bis 1936 war Ahlat ein Kreis der Provinz Van. Die im Stadtsiegel abgebildete Jahreszahl 1922 dürfte auf das Jahr der Erhebung zur Gemeinde (Belediye/Stadtverwaltung) hinweisen.

## Zur Grabungsgeschichte
Erste archäologische Forschungen in Ahlat wurden 1965 durch Haluk Karamağaralı (29. Januar 2009 verstorben) als Vermessung begonnen. In den Folgejahren erfolgten mit Unterbrechungen Ausgrabungen durch Haluk Karamağaralı und Beyhan Karamağaralı am Friedhof Meydanlık (Selçuklu) Mezarlık zwischen 1967 und 1991. Neben den Restaurierungen von bis heute erhaltenen Friedhofsflächen und historischen Gebäuden wurden bei den Ausgrabungen Reste verschiedener baulicher Strukturen freigelegt. Später wurden bis 1992 archäologische Arbeiten mit Ausgrabungen von Keramik-Brennöfen, einer Zawiya, einem kleinen Bad und einem Doppelbad, einer Moschee nebst Bezirhane fortgesetzt. 2005 nahm man die Ausgrabungen unter der Leitung von Nakış Karamağaralı wieder auf, und 2007 hat man die Felsensiedlungen der Ruinenstadt zu den Ausgrabungsgebieten hinzugefügt. Seitdem läuft ein Projekt zur Bestimmung von unterirdischen Straßen, Tunneln, Gängen, Luftschächten und Wasserkanälen der „alten Stadt Ahlat“ und ihre Verbindungen zu den oberirdischen Felsensiedlungen. Seit 2008 werden die Ausgrabungen in Ahlat von Recai Karahan geleitet. Dabei wurden die als Hamam, Moschee, Bezirhane und Zawiya bekannten architektonischen Überreste, deren Freilegung in den 1960er und 1970er Jahren bereits begann, grundlegender Wartung, Notfallschutz und Reparatur unterzogen. Artefakte in der Altstadt von Ahlat wurden freigelegt, die erforderliche Restaurierung und Konservierung an ausgegrabenen Strukturen durchgeführt. Ab 2016 bemühte man sich mit Hilfe von Georadar-Studien, diese Arbeiten abzuschließen. Von einem weiteren Ausgrabungsteam wurden 2017 durch Celil Arslan (Erciyes Üniversitesi Edebiyat Fakültesi Sanat Tarihi Bölümü) Arbeiten an den Bauwerken von Zawiya, Ulu Cami, Bezirhane und Çifte Hamam durchgeführt. Das alte Museumsgebäude wurde zu einem Grabungshaus umgebaut und ein neues Museum eröffnet.

## Historische Bauten und Sehenswürdigkeiten

### Mauern und Burgen

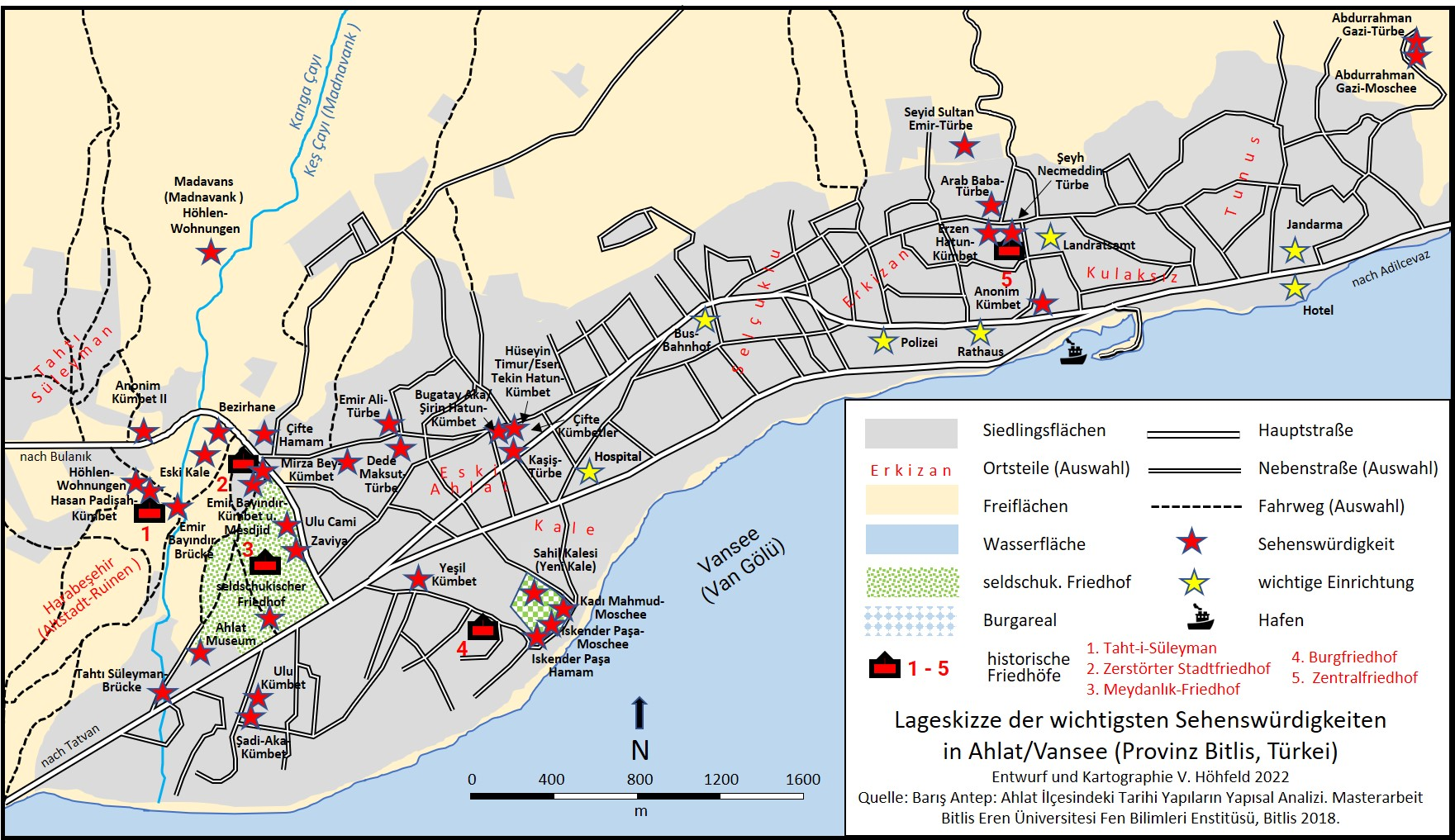
Die Abbildung zeigt die Lage der wichtigsten Sehenswürdigkeiten der Stadt Ahlat entlang der südwestlichen Nordküste des Van Gölü (Vansee) in der Türkei.

#### Stadtmauern
Unter der Herrschaft der Ayyubiden, besonders während der Regierungszeit von Melik’ül Evhad Necmeddin Eyyûb wurden die Mauern von Ahlat mit dem Lösegeld für die Freilassung ihrer gefangenen Prinzen nach der Vereinbarung mit den Georgiern im Jahr 1210 vollständig renoviert. Ahlat war danach jedoch weiterhin großer Zerstörung durch die Harzemşahs (Choresm-Schahs) ausgesetzt, und obwohl der seldschukische Sultan Alaeddin Keykubad (1220–1237), der Ahlat von den Harzemşahs eroberte, die Stadtbefestigungen wieder instand setzte, konnten sie den mongolischen Angriffen nicht widerstehen. Alle Reste sind weitgehend verschwunden. An ihre Stelle trat die osmanische Burgstadt mit Zitadelle am Ufer des Vansees (s. u.).

#### Innere Burg/Alte Burg (Harabeşehir Kalesi/Eski Kale)
Wann die Burg auf einem Felsen im rezenten Ahlater Ortsteil Harabeşehir errichtet wurde, ist nicht bekannt. Muhammed ibn Ahmed al-Muqaddasī, einer der Geographen des 10. Jahrhunderts, erwähnt die innere Burg in Ahlat als Lehmziegel-Anlage, die aus urartäischer Zeit stammen soll und lange Zeit der Verteidigung der Stadt diente. Sie wird zwar den Urartäern zugeschrieben, da es aber keine Hinweise auf einen entsprechenden Burgenbau aus der Urartu-Zeit gibt, wird angenommen, dass sie bereits vorher bestand und von Urartäern genutzt wurde. Diese „innere Festung“ wurde mit einer Mauer geschützt, die auch Teile der heute wüsten Altstadt (Harabesehir), den Ortsteil Ikikubbe und einen Teil des südlich vorgelagerten Friedhofs umgab. Diese innere Festung wurde durch Erdbeben und bei feindlichen Angriffen später zerstört und ihre benachbarten Wohngebiete verlassen. Heute gibt es nur noch einige wenige Mauerreste auf der Felsenfestung sowie Höhlen und Hausreste an den Hängen. Sie wurde auf einem Felsen errichtet, der sich in Nord-Süd-Richtung östlich des Baches Taht-ı Süleyman Çayı erstreckt. Der felsige Taht-ı Süleyman-Hügel erhebt sich wie eine Insel in der Senke zwischen den Ortsteilen Harabeşehir und İki Kubbe. Nur am Osthang des Felsens sind einige Burgreste zu sehen. An den Rändern blieben nur Felsunterkünfte und Hausreste übrig. Die Mauern der Burg sind vollständig mit Erde bedeckt, nur die Reste von Bastionen und Befestigungsmauern sind an manchen Stellen zu sehen. Ihre behauenen Steinverkleidungen sind allerdings verschwunden, nur Bruchsteine sind geblieben.

#### Osmanische Burg (Osmanlı Kalesi/Sahil Kalesi/Yeni Kale) und Zitadelle

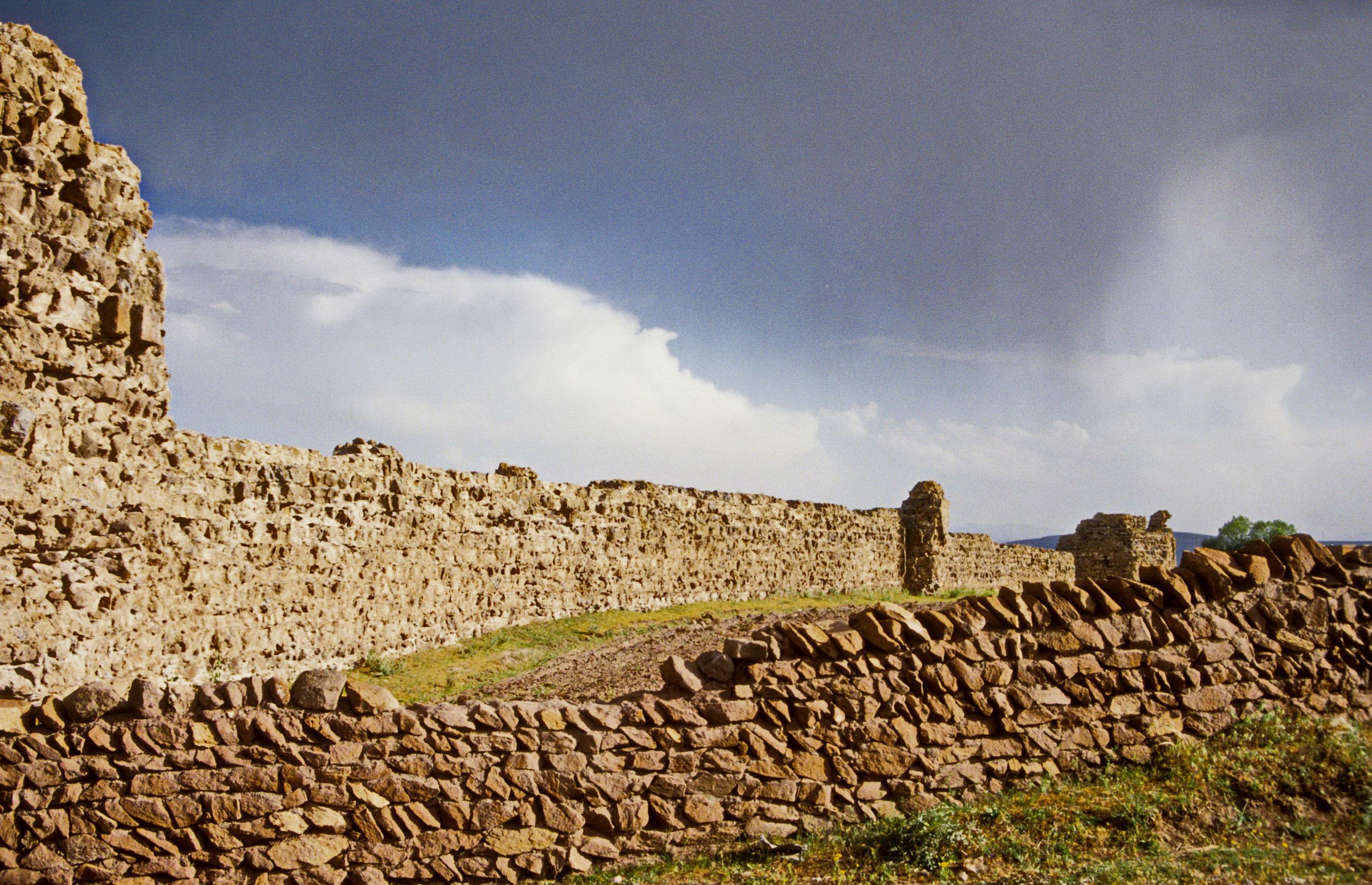
Mauerteil der osmanischen Burg (Yeni Kale) in Ahlat.

Die neue, osmanische Burg wurde im frühen 16. Jahrhundert am Ufer des Van-Sees von Yavuz Sultan Selim angelegt, und in den darauf folgenden 1530er Jahren von Suleyman dem Prächtigen ausgebaut. Sie bestand aus einem ummauerten Altstadtteil, der auch eine Zitadelle einschloss, und erstreckt sich mit einem rechteckigen Grundriss (400 m × 200 m) im rechten Winkel zum Van-See in Nord-Süd-Richtung bis zum See. Diese Festungssiedlung besaß dicke Mauern und drei Tore. Das Innere war in drei Quartiere unterteilt, wobei im südlichen Quartier die Zitadelle aus dem 16. Jahrhundert mit der osmanischen Garnison stand. Die restlichen Quartiere wurden von den Bürgern bewohnt. Die Außenmauern der gesamten Anlage waren zwischen 6 m und 10 m hoch. Bei ihrem Bau wurde Spolienmaterial aus historischen Artefakten verwendet, insbesondere Grabsteine als Sturzsteine. Die Anlage mit einem Eingang in der Nähe der südöstlichen Ecke der Burg hatte 18 Türme, jeweils einer der großen Türme steht in den Ecken der Burgmauer. Wie von einem der Wesire von Suleyman dem Prächtigen, Zal Pascha, beschrieben, wurde sie unter Verwendung der alten Burgsteine im Jahr 1568 mit der Hilfe von Mimar Yusuf Sinan bin Abdullah (osmanischer Architekt) erbaut. Das Innere der Burganlage, in der sich die Kadı-Mahmut-Moschee, die İskender-Pascha-Moschee und das İskender-Pascha-Bad befinden, wurde von Wällen geschützt.

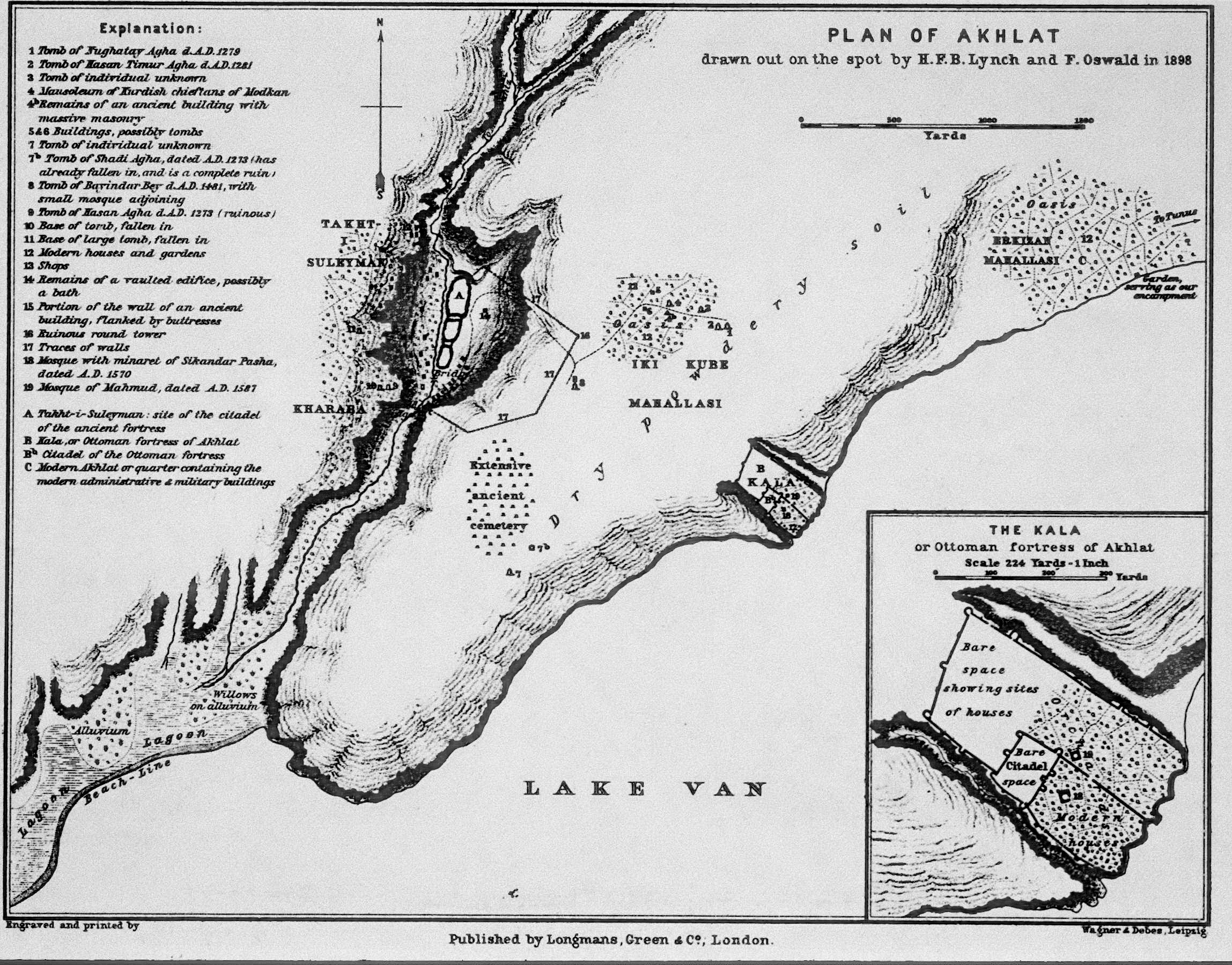
SW-Photographie einer Planskizze der Stadt Ahlat mit dem Titel „Plan of Akhlat“ aus dem Jahr 1898.von H. F. B. Lynch und F. Oswald. Quelle: H. F. B. Lynch: Armenia. Travels and Studies. Vol II. The Turkish Provinces. London, New York, Bombay, 1901, S. 296–297.

Henry Finnis Blosse Lynch beschreibt den Verfalls-Zustand dieser osmanischen Burgstadt-Anlage am Ende des 19. Jahrhunderts folgendermaßen: „Die Mauern beschreiben die Figur eines Parallelogramms, dessen beide Längsseiten eine Länge von etwa einer Viertelmeile haben und in südöstlicher Richtung zum Rand des Sees abfallen. Die Breite der Figur am Ufer beträgt etwa die Hälfte ihrer Länge. Die Steigung ist, obgleich allmählich, nicht unbedeutend; Der nordwestliche Turm ist 130 Fuß höher als der Seespiegel. Die Wand im Süden überblickt eine flache Schlucht, durch die ein kleiner Bach fließt. Der Charakter der Mauern kann als ein einziger Wall beschrieben werden, mit hohlen Türmen in Abständen, einige rund und andere fünfeckig. Der Wall hat eine Dicke von ungefähr sechs Fuß und besteht aus einem Steinhaufen, der mit behauenen und zusammengefügten Blöcken nach der Art des alten armenischen Mauerwerks verkleidet ist. Aber der größte Teil dieser Verkleidung ist abgefallen oder beseitigt worden, so dass sich das Durcheinander des Haufens im Innern zeigt. Wir konnten keine Beweise dafür finden, dass in der Einfriedung Brüche gemacht wurden; Es gab auch keine sichtbaren Spuren einer Belagerung. Die Ufermauer ist längst verschwunden und der See hat sich an sein felsiges Ufer geschmiegt.“ ….. „Drei Eingänge, von denen die Tore verschwunden sind, geben Zugang zur Umfriedung, zwei im Wall im Norden und einer im Süden. Das obere Tor im Nordwall ist in ruinösem Zustand, die Sockel sind weggebrochen. Der untere Eingang liegt etwa gegenüber dem in der Südwand; eine Straße erstreckt sich zwischen den beiden durch die Quermauer. Diese beiden Tore werden von beschrifteten Platten überragt. Die Legende über die erste ist in persischen Versen geschrieben und erzählt, dass die Festung im Auftrag von Sultan Selim gebaut wurde.“ …. „Der obere Teil der Haupteinfriedung sowie der Raum innerhalb der Zitadelle sind jetzt vollständig kahl. Nichts als die Fundamente von Häusern und Gebäuden sind in diesem Bereich zu entdecken. Die wenigen modernen Häuser sind in der südöstlichen Ecke gesammelt und wurden aus dem Material der alten Festung gebaut. Die einzigen Gebäude von Bedeutung innerhalb der Umfriedung sind zwei Moscheen, die schnell verfallen.“ (übersetzt nach Henry Finnis Blosse Lynch)
Die Zitadelle als ebenfalls ummauerte rechteckige innere Umfriedung des Palastes fügt sich mit ihrer Südwestmauer etwa mittig in die südwestliche Festungsmauer und wird an den drei Innenseiten von einem Wall und Türmen flankiert. Wie Henry Finnis Blosse Lynch weiter ausführt, führt „vom Turm an der nordöstlichen Ecke der Zitadelle eine Quermauer zum Meer.“ … „Die Zitadelle wird durch ein hübsches Tor betreten, das zum Meer hin ausgerichtet ist. Dieser Eingang besteht aus einem prätentiösen Stück Architektur, das auf beiden Seiten von einem Turm flankiert wird. Die Tür führt in eine gewölbte Kammer, wo der Durchgang in die Zitadelle rechtwinklig zur Außentür angeordnet ist. Die Inschrift über diesem Eingang ist in arabischer Prosa, wobei die Schriftzeichen durch einen Emaillegrund in verschiedenen Farben hervorgehoben werden.“ (übersetzt nach Henry Finnis Blosse Lynch)

#### Bezirhane
Mauerreste im Stadtteil Harabeşehir wurden zunächst als ehemaliges Bezirhane identifiziert. Ein Bezirhane ist ein kleiner Gewerbebetrieb, in dem Leinöl aus Hanf- und Flachs-Samen gewonnen wird. Als Ergebnis von Ausgrabungen wurde ein solches Bezirhane, dessen Räume offenbar verschiedene Funktionen hatten, in der Nähe des Seldschuken-Friedhofs und des Emir Bayındır-Kümbets freigelegt. Der entsprechende Bau wurde mit einer Größe von 12 × 13,70 m² rekonstruiert. Dabei wurde festgestellt, dass die Wände des Gebäudes aus bearbeiteten Ahlat-Steinen bestanden und zwischen ihnen Bruchsteine als Füllmaterial verwendet wurden. Die Hauptmauern wurden im Stil einer Burgmauer errichtet, deren mittlere Stärke bei 86 cm lag. (siehe dazu unten Ulu Cami)

#### Kachel- und Ziegelbrennerei
Obwohl aus den Ausgrabungsberichten von Ahlat hervorgeht, dass in der Ulu Cami von Ahlat glasierte Ziegel verwendet wurden (s. u.), konnten keine Informationen über die Herstellung von glasierten Ziegeln im Ausgrabungsbereich und im Museum festgestellt werden. Fliesen und Keramikstücke in der Moschee und in der Zawiya aus derselben Zeit deuten allerdings darauf hin, dass glasiertes Material im Gebäude zur Verfügung stand, und zwar aus einem am Rande der Inneren Burg in Ahlat gelegenen Ziegelofen, dessen Reste bei Ausgrabungen im Nordwesten der Brücke über den Karga Çayı freigelegt wurden.

### Historische Brücken

#### Bayındır-Brücke (Bayındır Köprüsü)

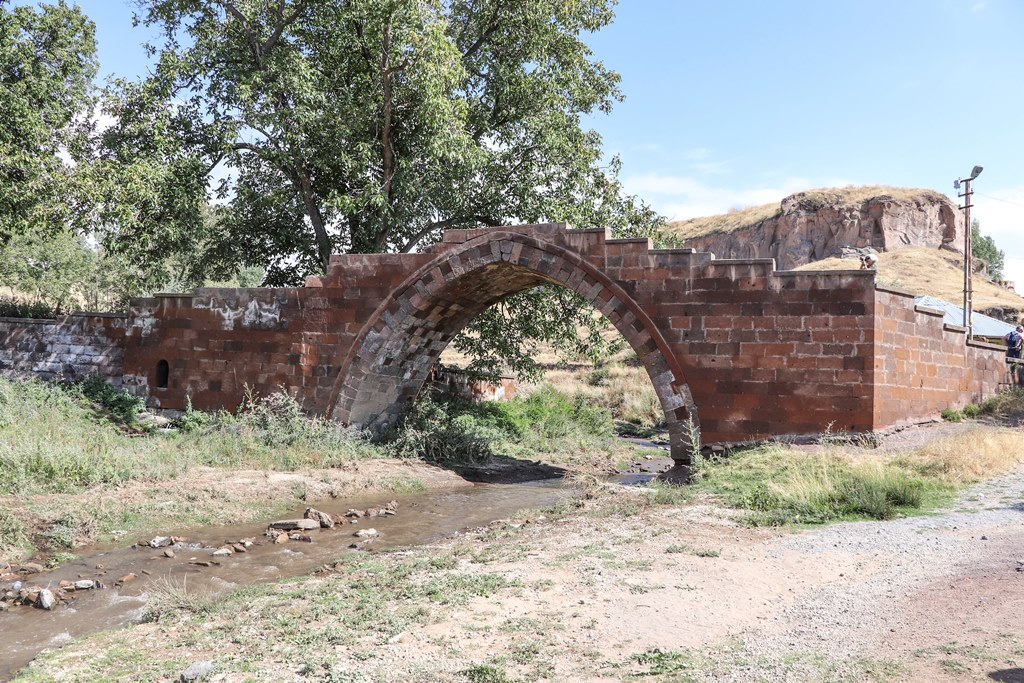
Bayındır Brücke

Die Bayındır-Brücke westlich des Stadtzentrums überspannt das Kanga-Tal (Kanga Deresi) im Bezirk Harabeşehir an der engsten Stelle des Bachlaufs. Sie wurde 1954 und 2000 repariert und ist im Volk auch als Harabeşehir-Brücke bekannt. Da es auf der Bayındır-Brücke keine Inschrift gibt, fehlen Informationen über das Baudatum. Aber anhand ihrer Struktur vermuten Nermin Tabak und Sabih Erken, dass die Bayındır-Brücke im 15. Jahrhundert vom Akkoyunlu-Herrscher Bayındır Bey gebaut wurde. Cevdet Çulpan hingegen meint, dass die Brücke nach den von Zekeriyyâ bin Muhammed al-Qazwīnī bekannten Informationen im 13. Jahrhundert bereits existierte, aber zu Verteidigungszwecken zerstört und später vom Akkoyunlu-Herrscher Bayındır Bey repariert wurde. Es ist bekannt, dass zur Zeit von Melikü’l Evhad von der Bevölkerung eine Brücke in Ahlat zerstört wurde, um die Georgier daran zu hindern, Ahlat zu erreichen, als die Ayyubiden die Kontrolle über Ahlat übernahmen. Die Gesamtlänge des Bauwerks beträgt 20,68 m, die Bogenspannweite 11,20 m bei einer Höhe von 5,60 m. Die Brücke wurde als Spitzbogenbrücke aus Ahlat-Stein gebaut. Es gibt keine Dekorationen außer einer kleinen Rosette mit Passionsblumenmotiv auf einem einzelnen Stein auf der Nordseite. Die Balustraden an der Seite der Brücke wurden aufgrund von acht Stufen schrittweise entsprechend der Brückendecke errichtet. Da die Brücke schmal und gestuft ist, wird sie nur von Fußgängern genutzt.

#### Taht-ı Süleyman-Brücke (Taht-ı Süleyman Köprüsü)
Die Taht-ı Süleyman-Brücke verbindet die Stadtteile Kaçar und Harabeşehir über den Taht-ı Süleyman Çayı auf der Straße von Ahlat nach Tatvan. Auch sie hat keine Inschrift. Aber es wird angenommen, dass sie aufgrund ihrer Ähnlichkeit mit der Bayındır-Brücke im selben Jahrhundert gebaut und während des Osmanischen Reiches repariert wurde.

### Sakrale und vergleichbare Baurelikte

#### Große Moschee (Ulu Cami)
Man weiß, dass es bereits im frühen Mittelalter eine große Moschee in Ahlat gab, die 928 von den Byzantinern in eine Kirche umgewandelt wurde. Die Überreste dieser Moschee wurden jedoch zunächst nicht gefunden. Es war allerdings bekannt, dass während der Ayyubiden-Zeit viele Moscheen in Ahlat gebaut wurden, ebenso während der Herrschaft der Ahlatschahs sowie während der Gouverneurszeit von Hâcib Hüsameddin Ali bin Hammad, dem ayyubidischen Gouverneur von Ahlat. Die Ulu Cami hat aufgrund von Naturkatastrophen, Kriegen und Zerstörungen allerdings nicht überlebt. Reste dieser möglichen Ahlater Großen Moschee wurden mittlerweile im Bezirk İki Kubbe, östlich von Bezirhane, bei Ausgrabungen freigelegt. Man ist der Auffassung, dass der eigentliche Bau in der Ruine einer hohen Befestigungsmauer namens „Bezirhâne“ (s. o.) zu suchen ist, deren Ausgrabung noch nicht abgeschlossen ist. Es wird angenommen, dass die Moschee im 12. Jahrhundert nach der Eroberung der Stadt durch die Seldschuken erbaut wurde. Das Erdreich eines Hügels in diesem Grabungs-Abschnitt wurde entfernt und ein Minarettsockel wurde freigelegt, von dem angenommen wird, dass es sich um die nordwestlichen Ecke der Moschee handelt. Dabei wurde festgestellt, dass der nördliche und der westliche Teil des Minaretts gefliest waren. An der Westseite der Nordfassade wurde ein Mihrab gefunden, und man erkannte, dass die Moschee im Laufe der Zeit repariert und modifiziert wurde. In der Nähe des Minaretts wurden türkis glasierte, rechteckige Säulenstücke mit abgerundeter Oberfläche und Rückenteil sowie Fliesenplatten gefunden. Der Minarettkörper war offenbar mit glasierten Ziegeln bedeckt war und auch in anderen Teilen des Gebäudes waren Fliesenplatten verwendet worden. Das Minarett bestand aus einem achteckigen Schaft auf einem quadratischen Sockel. Bei Ausgrabungen 2015–2017 stellt sich heraus, dass das Minarett durch Herumgehen über eine Art Wendeltreppe erklommen werden konnte und Spuren aus drei verschiedenen Epochen aufwies.

#### Emir Bayindir-Masjid

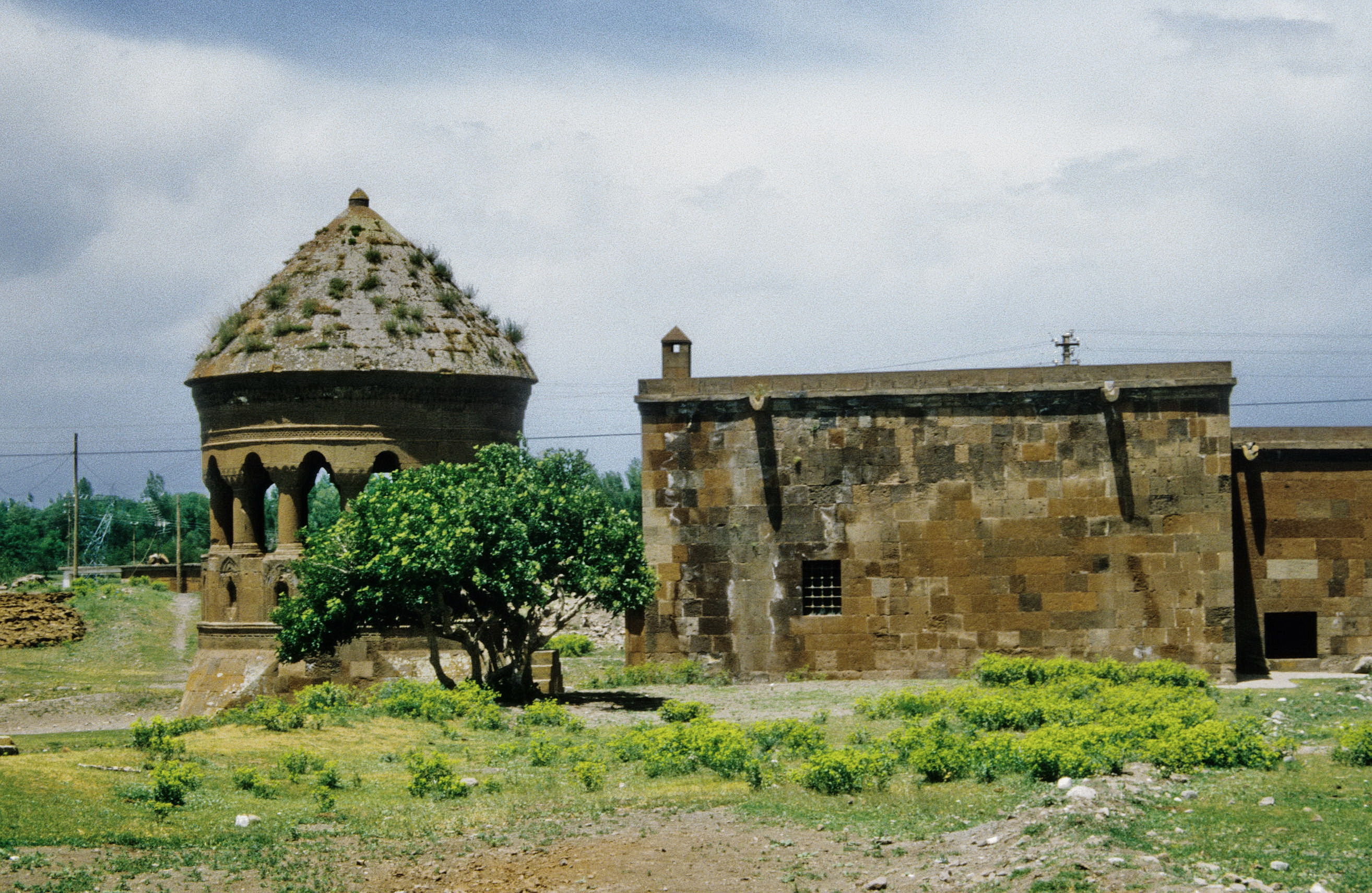
Emir Bayındır-Mausoleum (links) und Bayındır-Masjid (kleine Moschee, rechts)

Die Masjid (kleine Moschee) befindet sich im Stadtteil İki Kubbe, direkt neben dem Bayındır-Kümbet, und wurde für Bayındır İbni Rüstem im Jahr 1477 erbaut. Der Name des Baumeisters, Amel Baba Can, ist auf einem weißen Stein an der Seitenwand der Moschee zu lesen, Die Moschee hat eine einfache Architektur und wurde um 2010 von der Generaldirektion für Stiftungen repariert und in Betrieb genommen. Die Moschee, vollständig aus behauenem Stein errichtet, hat einen rechteckigen Grundriss. Den Hauptraum bedeckt ein Tonnengewölbe mit Rippenbogen in der Mitte. Die nach außen ragende halbachteckige Mihrab-Nische hat die Form eines Kegels und ist mit Verzierungen in Form eines Bursa-Bogens versehen. Die einzige Dekoration im Inneren des geglätteten Steins besteht aus einer schwarzen Motivbordüre um die Mihrab-Nische. Die Fenster auf beiden Seiten des Mihrab wurden später eingefügt, während die zinnenbewehrten Oberlichter im Obergeschoss original sind. Nördlich davon befindet sich ein abgeflachter Vorbereitungs-Iwan, der leicht nach Westen verschoben und ebenfalls mit einem Tonnengewölbe bedeckt ist.

#### İskender Paşa Camii (Iskender Pascha-Moschee)
Die İskender Paşa Camii liegt südlich des Stadtzentrums im Stadtteil Kale innerhalb der ummauerten Anlage der osmanischen Burg (Yeni Kale, s. o.). Laut Bauinschrift wurde sie 1584 während der Herrschaft von Yavuz Sultan Selim für İskender Pascha erbaut, wahrscheinlich vom osmanischen Hof-Architekten Yusuf Sinan bin Abdullah, und unter Suleiman dem Prächtigen erweitert. Das Gebäude ist aus bearbeitetem Ahlat-Stein, in den Kuppeln wurden Ziegel verwendet. 2007 wurde sie von der Generaldirektion für Stiftungen repariert. Der Hauptraum des rechteckigen 20,75 × 16,27 m großen Baus misst 13,05 × 12,83 m und ist mit einer einzigen Kuppel überdacht. Den Narthex bedecken drei von zwei Säulen getragene Kuppeln. Die schmucklosen Wände gehen mit spitzbogenförmigen Eckkanten in die Kuppel über, wo sich Fenster öffnen. An der Ost- und Westfassade gibt es jeweils drei und an der Nord- und Südfassade jeweils zwei Spitzbogen-Fenster mit Marmorpfosten. Je ein weiteres Spitzbogenfenster öffnet sich über dem Mihrab und an der Nordfassade über der Tür. An der Tür ist in einem quadratischen Rahmen die Bauinschrift angebracht und beidseits der Türnische jeweils ein zylindrischer Narthex-Mihrab. Der Mihrab ist fünfseitig mit zwei dünnen Säulen an seinen beiden Ecken, und die Nische endet mit einem zweiteiligen Bogen. Das quadratische Minarett mit quadratischer Basis (3,18 × 3,18 m) erhebt sich zylindrisch an der nordwestlichen Ecke und ist von zwei Gürteln mit Strickmotiven verziert. Auf 15,30 m Höhe beginnen die Balkone ohne Balustraden, gebildet aus Stalaktiten, die sich in zwei Reihen ausbreiten. Der Kegelabschnitt beginnt in 20,24 m Höhe mit einem Stalaktitengürtel.

#### Kadi-Mahmut-Moschee (Kadı Mahmut Camii)
Ebenfalls innerhalb des Geländes der osmanischen Burg (Yeni Kale) steht gegenüber der İskender-Pascha-Moschee die Kadi-Mahmut-Moschee. Eine Bauinschrift am Portal erklärt, dass sie für Kadı Mahmut 1584 erbaut wurde. Die 1982–1983 von der Generaldirektion für Stiftungen restaurierte Moschee zeigt vorherrschend einfachen osmanischen Baustil. Das Minarett an der nordwestlichen Ecke hat einen einzigen Balkon. Innerhalb des rechteckigen Gesamtgrundrisses (17,48 × 13,39 m²) ist der Hauptraum mit 13,39 × 13,39 m² quadratisch. Der Portikus an der Nordfassade ist mit drei Kuppeln, der Hauptsaal mit einer einzigen Kuppel, einem achtseitigen, steinernen Pyramidenkegel, bedeckt. Die Fensteröffnungen in den Antenwänden wurden als taube Nischen belassen. Die Hauptwände an der Ost- und Westfassade mit drei Spitzbogenfenstern enden mit einer Steinleiste. An den vier Seiten der Hauptkuppel öffnen sich vier Fenster mit Spitzbögen. Der Mihrab hat die Form einer kleinen fünfeckigen Nische ohne Ornamente, und die beiden Ecken sind mit Kolonnaden mit kleinen Kapitellen geschmückt. Der Mihrab-Vorsprung an der Qibla-Fassade ähnelt einer kleinen Kuppel, die an der Hauptwand befestigt ist. Die Traufe des fünfseitigen Mihrab-Vorsprungs wurden in Zahnform gearbeitet und oben mit einem konischen Dach abgeschlossen. Der Narthex mit einem Tor in einer Spitzbogennische ist der am meisten dekorierte Teil der Moschee. Die Tür mit Marmorpfosten ist mit einer mit geometrischen Reliefmotiven geschmückten Platte verziert, die das Innere der Nische bedeckt. Auf der Platte ist die Bauinschrift angebracht. Die Moschee wurde 2007 von der Generaldirektion für Stiftungen nochmals restauriert.

#### Medresen
Medresen haben in Ahlat aufgrund von Naturkatastrophen nicht überlebt. Man kennt deshalb nur die Namen von zwei Medressen aus vorliegenden Quellen: die Schah Sultan Erman Madrasa und Zeamiye Madrasa.
Die Schah-Sultan-Erman-Medrese wurde während des Ahlatschah-Staates (1100–1207) erbaut. Ihr genaues Baudatum ist unbekannt. Man weiß, dass der Gelehrte Ibrahim bin Omar bin Semake Sediduddin al-Is’ardi (gest. 1215) in dieser Medrese unterrichtete.
Wann und von wem die Zeamiye-Medrese erbaut wurde, ist nicht bekannt. Nur in einem Katasterbuch von 1555 wird sie als nicht in Betrieb und baufällig vermerkt.

#### Zawiya (Loge)
Es gibt nicht genügend Informationen über das Gebäude, das als Ahlat Selcuk Zaviya bekannt ist. Aus den Spuren der Grundmauer des Baus geht hervor, dass bei der Wandtechnik bearbeitete Steine und Bruchstein verwendet wurden. Nach den Planmerkmalen und der Bautechnik zu urteilen stammt das Werk aus der Ahlatschah-Zeit. Grundmauerreste der Zawiya zeigen einen rechteckigen Grundriss mit einem Innenhof mit rechteckigen Räumen an der Ost-, West- und Südfassade. Durch die Ausgrabungen wurden Gebäudeteile, wie die Studentenzellen, Küche, funktionale Zellen und Teile, wie ein Mausoleum, freigelegt, was zeigt, dass die Anlage ähnliche Eigenschaften hatte, wie in anatolischen Zawiyas üblich. Die Ahlat Zawiya muss wahrscheinlich während der Ahlatschah-Periode im 12. Jahrhundert erbaut worden sein.

#### Buddhistischer Tempel
Nach neuesten Forschungen hat sich herausgestellt, dass es in Ahlat neben Kirchen und Moscheen auch einen Tempel für Buddhisten gab, die in der ersten Hälfte des 13. Jahrhunderts mit der mongolischen Armee kamen. Die Reste befinden sich in der Ruinenstadt von Ahlat (Harabışehir).

### Historische Bäder

#### İskender Paşa Hamamı (İskender Pascha-Bad)
Südlich der İskender Pascha-Moschee bei der „neuen“ Burg befindet sich am Straßenrand zwischen den Häusern die Ruine des İskender Paşa Hamamı. Zu erkennen sind zwei Teile der „Wanne“ in einem stark beschädigten Zustand. Das Bad entspricht allerdings nicht der Typologie eines türkischen Bades, sondern hat eher die Ausführung eines Herrenbades. Der private Teil, der nach dem quadratischen Eingang passiert wird, wurde mit Spitzbögen ausgestattet und ist mit einer einzigen Kuppel nebst Pendentif (Eckzwickel) bedeckt. Seine Kuppel ist eingestürzt.

#### Küçük Hamam (Kleines Bad)
Das Küçük Hamam im Ahlater Basarviertel ist, wie der Name bereits ausdrückt, ziemlich klein und wurde vermutlich für Handwerker gebaut, die morgens zur Arbeit kamen. Da es in diesem Bad keine Inschrift gibt, ist nicht bekannt, wann und von wem es erbaut wurde. Halûk Karamağaralı, der an Ausgrabungen in Ahlat beteiligt war, schätzt jedoch, dass es zu Beginn des 13. Jahrhunderts errichtet wurde.

#### Çifte Hamam (Doppelbad)
Das Çifte Hamam mit unregelmäßigem eckigen Grundriss befindet sich im Ahlater Stadtteil İki Kubbe etwa hundert Meter vom Emir-Bayındır-Kümbet entfernt. Da auch hier keine Inschrift gefunden wurde, gibt es keine Angaben zum Baujahr und Stifter. Der Ausgräber Halûk Karamağaralı betont jedoch, dass dieses Bad zur Zeit der Akkoyunlu gehören könnte. Die Herrenabteilung des Bades steht teilweise noch, die Damenabteilung ist größtenteils zerstört. Darüber hinaus gibt es keine dekorativen Elemente im Bad. Das bei Ausgrabungen freigelegte Bad besteht aus Kalt-, Lauwarm- und Schwitzabschnitten. Der kalte Teil hat einen quadratischen Grundriss, seine Wände wurden vollständig zerstört. Es gibt zwei Spitzbogenbrunnen (teilweise zerstört) und einen kleinen quadratischen Heiß-Raum mit einer Tür zum kalten Raum. Es wird angenommen, dass er aufgrund der Anordnung der Fliesenfüllungen mit einer Kuppel bedeckt war. Gleich neben dem Kühlraum führt eine weite Öffnung mit Spitzbögen in den breiten Warmteil, wo sich vier Iwans gegenüberstehen. Der südliche Iwan ist gut erhalten, die anderen wurden zerstört. Zwischen den Iwans befindet sich in jeder Ecke eine spitzbogige Zelle und an der Südwand des westlichen Iwan ein Brunnen.

### Historische Friedhöfe

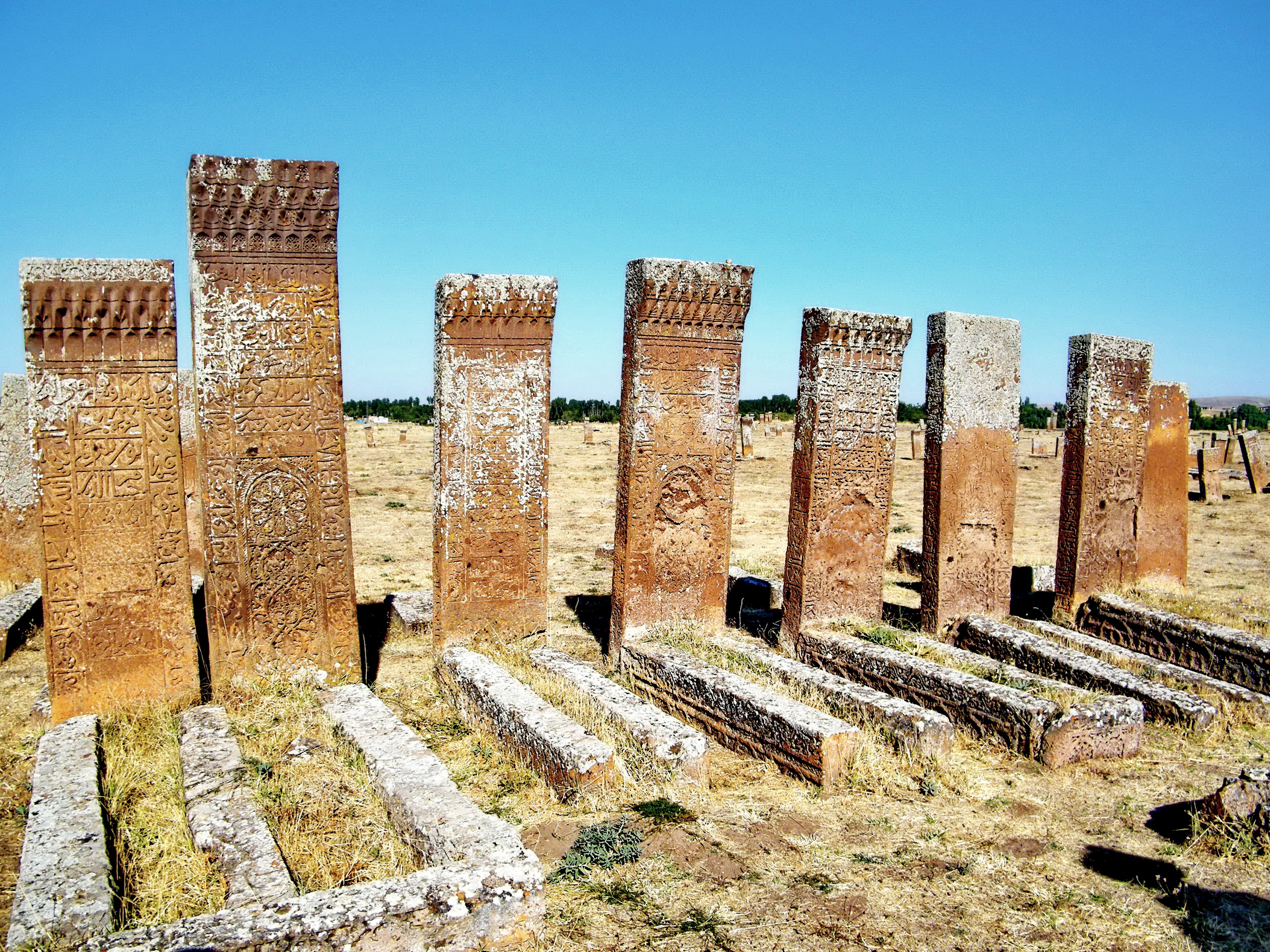
Grabsteine auf dem Friedhof Meydanklık Mezarlığı in Ahlat.

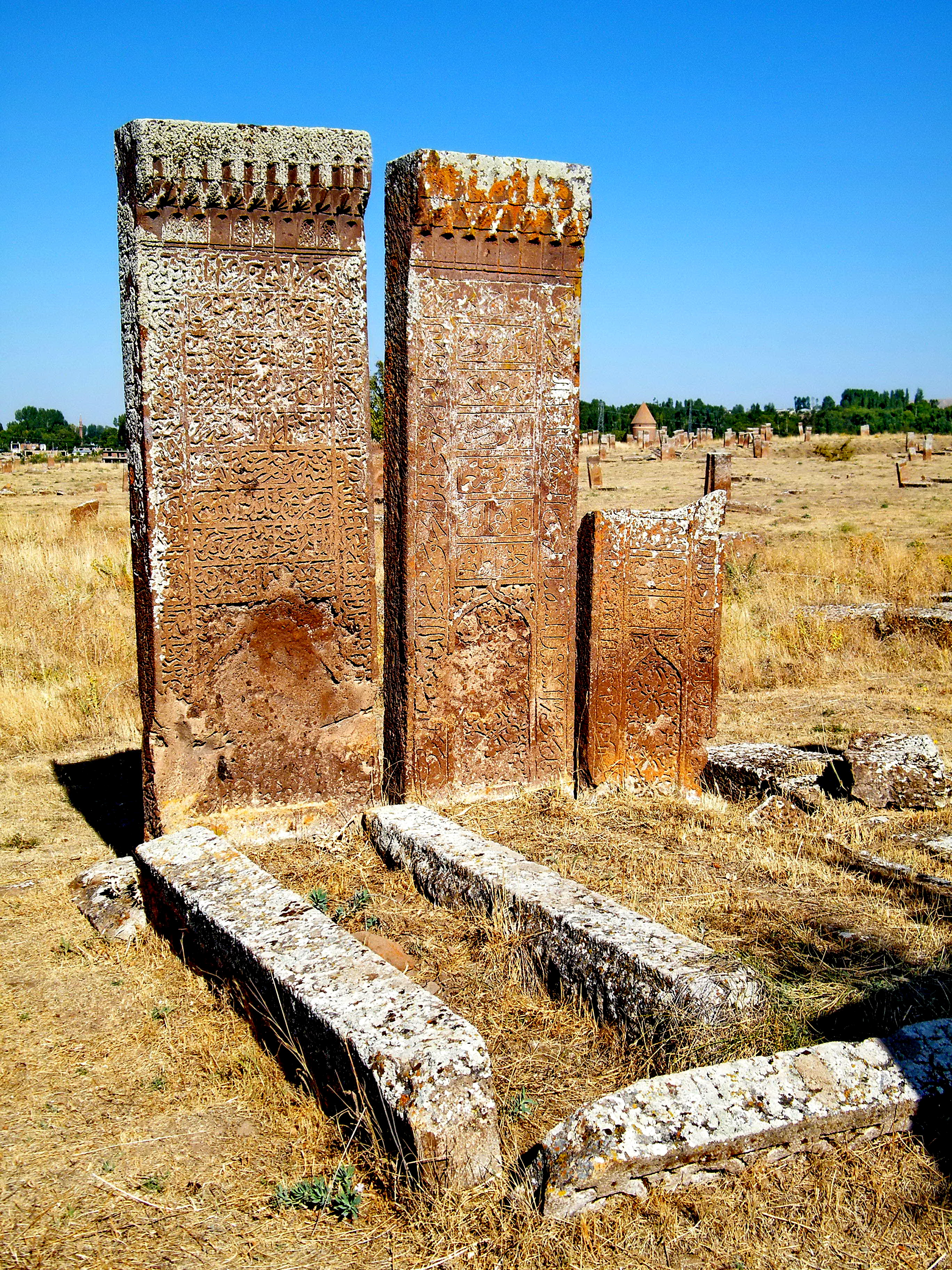
Grabsteine auf dem Friedhof Meydanklık Mezarlığı in Ahlat.

Am besten bekannt ist Ahlat für seine Friedhöfe und Mausoleen. Verteilt über die Stadt gibt es sechs große und noch weitere kleine Friedhöfe mit Gräbern aus der Zeit zwischen dem 13. und dem 16. Jahrhundert. Diese decken eine lange Periode von der Zeit der Seldschuken, der Ilchane bis zu den verschiedenen turkmenischen Lokaldynastien und den Osmanen ab. Die Gräber lassen sich in drei Kategorien einteilen: Grabsteine/Grabstelen, Mausoleen und Tumuli ähnliche Gräber (türkisch: Akıtlar). Die meisten Grabsteine stammen aus der seldschukischen Periode und sind teilweise drei Meter hoch und mit floralen und geometrischen Mustern dekoriert. Unter den Grabsteinen befindet sich auch einer in Form eines Widders aus dem Jahre 1401, der heute im Hof einer Mittelschule steht. Die Grabsteine auf dem osmanischen Friedhof bei der Festung sind Nachahmungen anderer Steine. Die Mausoleen (Kümbet/Gonbad, Türbe) sind meistens zweistöckig und mit zylindrischen Wänden und konischen Dächern versehen. Die Friedhöfe und Mausoleen der Stadt stehen auf der Vorschlagsliste der Türkei zur Aufnahme in das UNESCO-Welterbe (Ref. 1401).

#### Harabe Şehir-Friedhof (Harabe Şehir Mezarlığı)
Auf dem von einer Steinmauer umgebene Friedhof (Mezarlık) der mittelalterlichen, ruinierten Stadt (Harabeşehir) befinden sich gewöhnliche sowie zwei säulenartige Grabsteine und Grabkammern vom Kurgan-Typ aus glatt geschnittenen Steinen mit quadratischen, rechteckigen, achteckigen oder kreisförmigen Grundrissen, wobei deren Körper teilweise oder vollständig im Boden stecken.

#### Taht-ı Süleyman-Friedhof (Taht-ı Süleyman Mezarlığı)

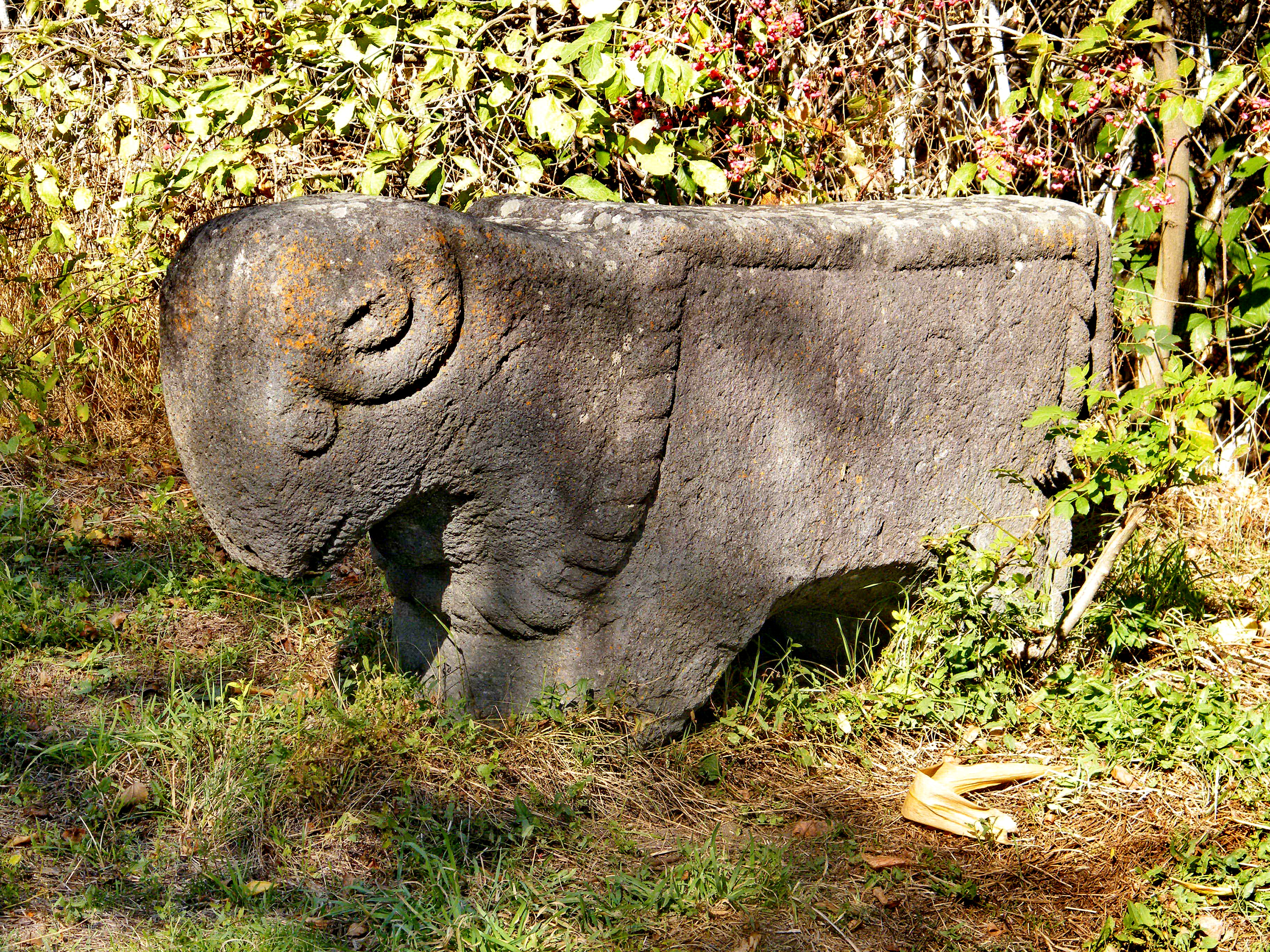
Skulptur eines typischen turkmenischen Grabsteins der Akkoyunlu-Zeit (14.-15. Jahrhundert) in Form eines Widders/Hammels in der Stadtwüstung Dmanissi Sioni im Kleinen Kaukasus in der Region Niederkartlien (Georgien), wie man ihn auch in Armenien antrifft.

Der Taht-ı Süleyman-Friedhof befindet sich im Bezirk Taht-ı Süleyman, im Südwesten des Hasan-Sultan-Kümbets. Es gibt dort viele kastenförmige Gräber mit beschrifteten Kopf- und Fußsteinen und Blumenmotiven, einer Säule und einer Schafstatue aus dem 14. Jahrhundert. Es ist bekannt, dass Turkmenen, die dem Koyunlu-Clan angehören, Schafstatuen in Stein gemeißelt haben. Diese Statuen befinden sich hauptsächlich in den östlichen Regionen Anatoliens, wo Akkoyunlu- und Karakoyunlu-Turkmenen herrschten. Die Grabsteine hier sind sorgfältig gearbeitet. Dieser Friedhof wird auch Kara Şeyh Mezarlığı (Schwarzer-Scheich-Friedhof) genannt.

#### Zentralfriedhof (Merkez Mezarlığı)
Der Zentralfriedhof ist das Gebiet, in dem sich die Kümbets von Şeyh Nacmeddin und Erzen Hatun im zentralen Ahlater Stadtteil Erkizan befinden. Auf diesem Friedhof gibt es einfache Grabsteine, von denen die meisten in Trümmern liegen. Dieser Friedhof wird auch Kaya Mezarlığı (Felsfriedhof) genannt.
Friedhof Meydanklık, auch seldschukischer Friedhof (Meydanklık Mezarlığı)

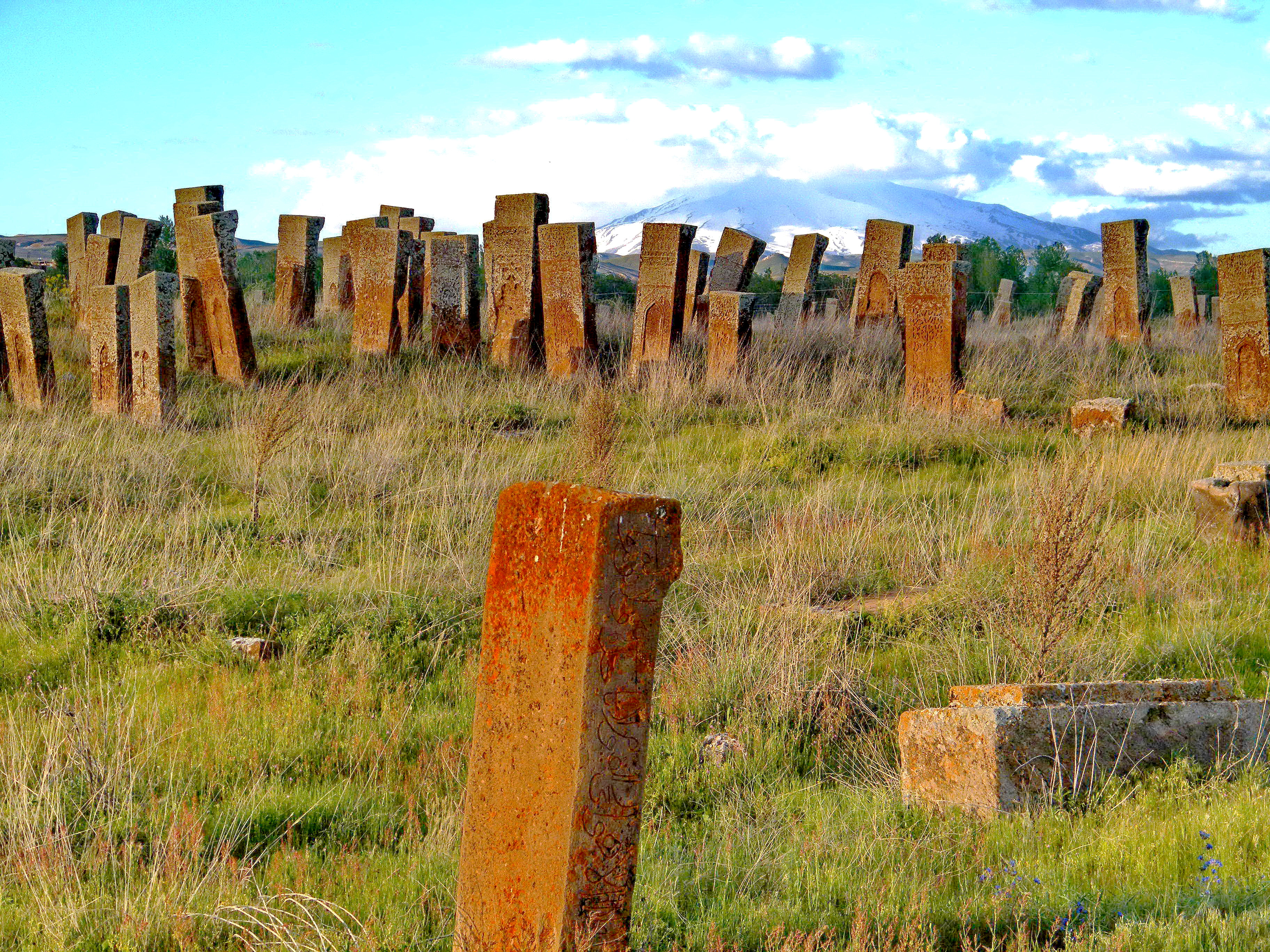
Grabsteine auf dem Friedhof Meydanklık Mezarlığı in Ahlat. Im Hintergrund der Vulkankegel des Süphan Dağı.

Der Meydanklık-Friedhof ist der größte und wichtigste der Friedhöfe in Ahlat. Er breitet sich in der weiten Ebene zwischen dem Bezirk İki Kubbe und der zerstörten Stadt (Harabeşehir) aus. Halûk Karamağaralı beschrieb diesen Friedhof als einen der prächtigsten islamischen Friedhöfe der Welt. Der Meydanklık-Friedhof wurde vom 13. bis zum 16. Jahrhundert genutzt. Es gibt viele Grabsteine mit vielfältiger und reichhaltiger künstlerischer Bearbeitung. Abdrahim Şerif betont, dass es auf diesem Friedhof viele Gräber aus der Zeit der heftigen Auseinandersetzungen Ahlats mit Georgiern, Harzemiern (Choresmiern) und Mongolen gibt. Darüber hinaus gab Abdürrahim Şerif an, zwölf Architekten anhand der Grabsteine auf dem Meydanklık-Friedhof identifiziert zu haben.

#### Burg-Friedhof (Kale Mezarlığı)
Der Kale Mezarlığı ist der Friedhof, auf dem sich die Gräber aus der Zeit des Osmanischen Reiches befinden. Alle hier gefundenen Grabsteine sind einander ähnlich, und sie sind nicht so reich verziert wie die Grabsteine aus der Seldschukenzeit.

### Mausoleen

#### Usta Şakird Kümbeti (Ulu Kümbet) und Şadi-Aka-Kümbet

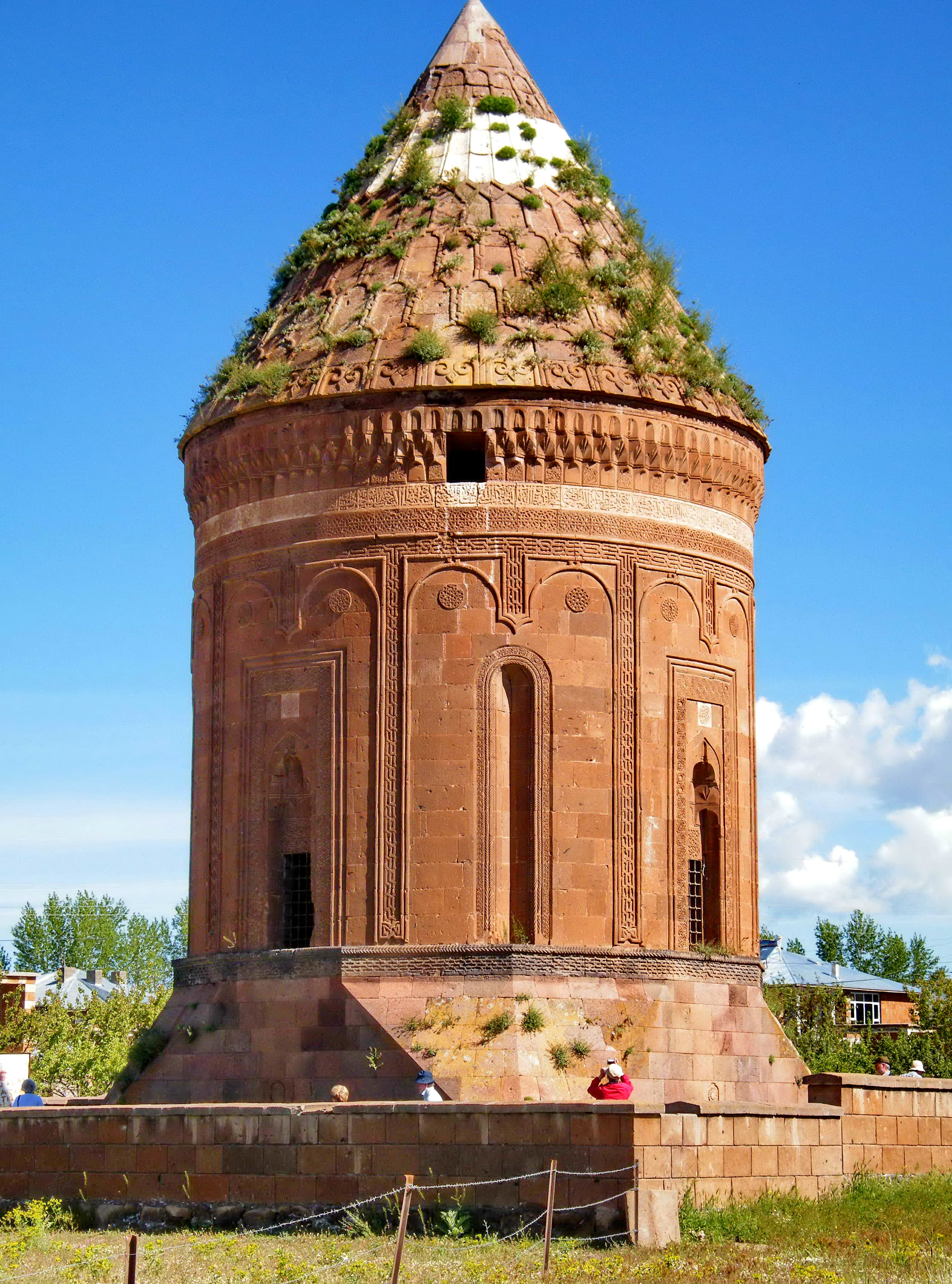
Usta-Şagirt-Mausoleum (Ulu Kümbet) in Ahlat.

Das Usta-Şakird-Mausoleum (Usta Şakird Kümbeti), auch als Großes Mausoleum (Ulu Kümbet) bekannt, ist mit seiner Architektur, Steinmetzarbeit und reichen Verzierungen eines der schönsten Beispiele anatolischer Mausoleen. Es liegt südlich des Viertels İki Kubbe unweit rechts der Straße Tatvan-Ahlat in der Nähe des Van-Sees. In Bezug auf Breite und Länge ist es der größte und robusteste Grabbau in Ahlat. Da das Kümbet keine Inschrift hat, sind sein genaues Datum und für wen es errichtet wurde, nicht bekannt, aber aufgrund seiner Ähnlichkeit mit dem Hasan-Padishah-Kümbet entstand es möglicherweise zwischen 1273 und 1275. Der Bau besteht vollständig aus sauber geschnittenen Ahlat-Tuffsteinen und hat zwei Stockwerke. Der zylindrische Teil, der den Mausoleumskörper bildet, ist mit reichen Ornamenten bedeckt. Der Bau hatte mit sehr geringen Schäden überlebt. Steinverschalungen wurden mittlerweile repariert und eine Treppe vor den Eingängen im oberen und unteren Stockwerk hinzugefügt. Der Name Usta Şakird (Meister Shakird) basiert auf einer lokalen mündlichen Tradition: Neben dem Usta-Şakird-Kümbet befindet sich das verfallene Şadi-Aka-Kümbet (kaum Reste erkennbar). İbrahim Kafesoğlu identifizierte dieses Kümbetrelikt neben dem Kümbet von Usta Şakird und schätzt, dass genau dieses Grabmal eigentlich für Usta Şakird errichtet wurde. Unter den Bewohnern sagt man, dass das benachbarte und zerstörte dieser beiden Grabbauten dem Meister selbst zugedacht war, während das intakte, erhaltene Usta-Şakird-Kümbet für seinen Schüler Şadi-Aka gebaut wurde.

#### Hasan Padişah Kümbeti (Hasan-Padişah-Kümbet)
Das Hasan-Padişah-Kümbet mit drei Gräbern ist nach dem Usta-Şakird-Kümbet das berühmteste und größte Mausoleum in Ahlat. Es wurde laut der Inschrift 1275 für Melikü’l Ümera Mahmud bin Hüsâmeddin Hasan Aka, den mongolischen Herrscher von Ahlat, erbaut, enthält aber drei Grabstellen. In einem der beiden anderen Gräber ist sein Wesir Hasan Ali begraben. Die Bevölkerung glaubt allerdings, dass dieses Grab zu Uzun Hasan, dem Herrscher der Akkoyunlu, gehört. Es ist jedoch bekannt, dass Uzun Hasan 1478 in Tabriz starb. Beim Bau des zweistöckigen Gebäudes mit zylindrischem Körper und konischer Spitze wurde Ahlat-Tuff verwendet. Wie im Usta-Şakird-Kümbet wurden auch auf diesem Grabbau reiche Verzierungen angebracht. Da das Hasan-Padişah-Kümbet dem Usta-Şakird-Kümbet in Bezug auf Plan, Architektur und Dekoration sehr ähnlich ist, wird angenommen, dass es von demselben Meister erbaut wurde. Bevor die Generaldirektion für Stiftungen 1969 mit der Reparatur des Mausoleums begann, stand mit Ausnahme des Sockels nur noch der nach Norden ausgerichtete Teil des Baus. Da der verbliebene Teil des Baus seine Tragkraft verloren hatte, wurden damals die Steine nummeriert und entfernt und der zylindrische Körper neu aufgebaut.

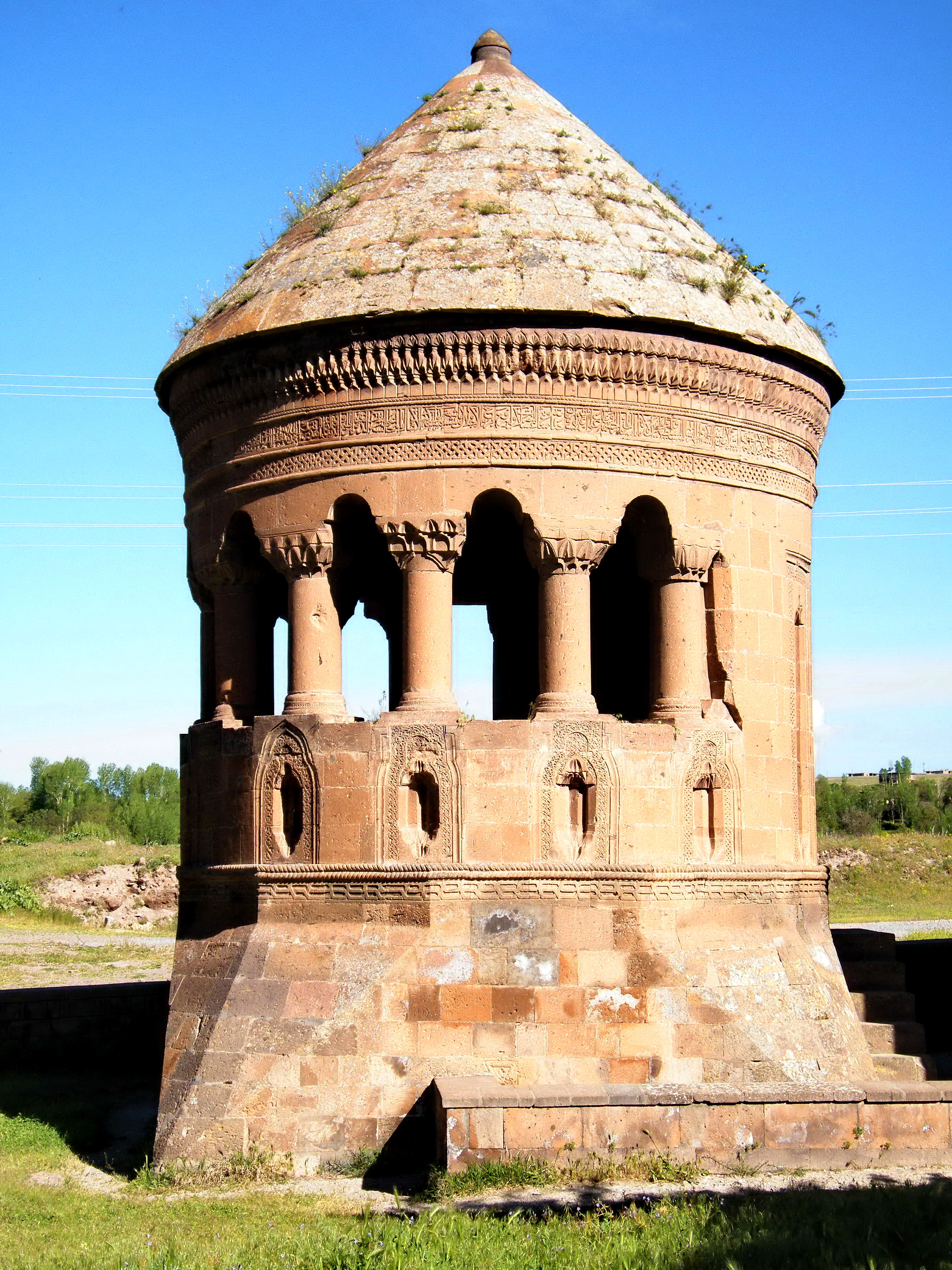
Emir-Bayındır-Mausoleum in Ahlat.

#### Bayındır Kümbeti (Bayındır-Kümbet)
Das Bayındır-Kümbet im Viertel İki Kubbe, auch als Parmaklıklı Kümbet (Gitter-Kümbet) bekannt, wurde laut der Inschrift dieses Grabbaus für Schah Bayındır bin Rüstem aus der Akkoyunlu-Dynastie 1481 von dessen Frau Selime Hatun nach seinem Tode gestiftet und wahrscheinlich von Baba Can aus Aserbaidschan oder Ahlat erbaut, dem Architekten der Emir Masjid (kleine Moschee). Die Zuweisung ist allerdings umstritten. So identifizierte Abdürrahim Şerif den Verstorbenen Bayındır Beg als den Sohn von Rüstem Beg, Enkel von Uzun Hasan. Faruk Sümer dagegen gibt an, dass diese Person der Sohn von Rüstem und Enkel von Murad Beg war, einem der Onkel von Uzun Hasan. Und İsmail Hakkı Uzun Çarşılı erklärte andererseits, dass diese Inschrift dem timuridischen Prinzen Baysungur (Bāisonqur) gewidmet war. Das Bayındır-Kümbet, einer der auffälligsten Grabbauten in Ahlat und Anatolien, besteht aus zwei Stockwerken. Die Form des Baukörpers als Galerie mit einer Reihe von Säulen (Parmaklık) unterscheidet das Bayındır-Kümbet von anderen Grabbauten. Der untere Teil, der Bestattungsteil, ist rechteckig, während der obere Teil aus einer zylindrischen Struktur und einem Gebetsabschnitt besteht. In dem Mausoleum befindet sich eine Mihrab-Nische, die der Qibla zugewandt ist. Der Körper ist von innen mit einer Kuppel und von außen mit einem Kegel bedeckt. Auf der Oberseite befindet sich ein kurzer kugelförmiger Aufsatz.

#### Erzen Hatun Kümbeti
Das Erzen-Hatun-Kümbet im Zentrum der Stadt besteht, wie andere Mausoleen in Ahlat auch, aus zwei Stockwerken. Sein Körper ist von außen zwölfeckig und von innen kreisförmig. Der obere Teil hat die Form einer Kuppel von innen und eines Pyramidenkegels von außen. Es gilt sowohl wegen seiner Eleganz als auch wegen des Reichtums an Ornamenten als einer der besonderen Grabbauten von Ahlat. Aus der Inschrift über dem Fenster auf der Nordseite des Mausoleums geht hervor, dass Erzen Hatun, die Tochter von Emir Ali, einem der Emire der Karakoyunlu, hier begraben wurde. Viele Forscher haben das Todesdatum 1397 und das Baudatum des Grabbaus als identisch akzeptiert, wie es von Abdürrahim Şerif (zunächst in lateinischen Ziffern vermutlich verschrieben) angegeben wird. Abdürrahim Şerif überliefert allerdings anhand einer (arabischen) Inschrift am Nordfenster des Grabbaus das Todesjahr von Erzen Hatun als Hidschra-Jahr 707, also 1307–1308. Die Erzen-Hatun-Grabstätte unterscheidet sich von anderen in Ahlat durch die Fülle an Ornamenten. An jeder der vier Fassaden befindet sich eine Inschrift. Das Todesdatum von Erzen Hatun (s. o.) steht auf der Nordfassade. Verse des Korans sind an der Süd- und Ostfassade zu finden. Der Name des Architekten Amili Kasım bin Sinan Ali findet sich an der Ostfront. Auf der Westseite wird darauf hingewiesen, dass sich hier auch das Grab von Emir Mehmed befindet.

#### Doppel-Mausoleen (Çifte Kümbetler)

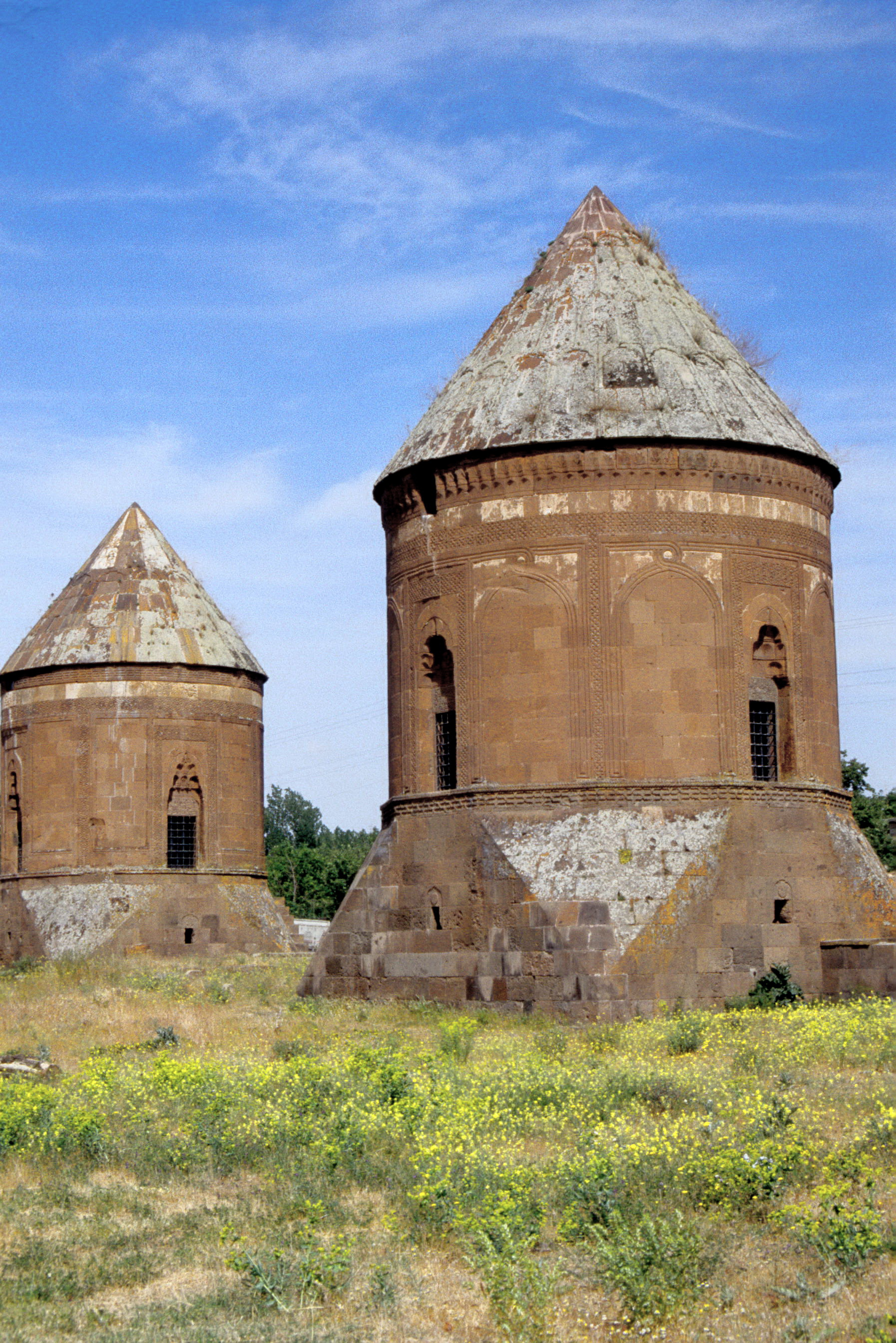
Çifte Kümbet (Doppelmausoleen) in Ahlat.

##### Boğatay Aka und Şirin Hatun Kümbeti
An der Straße von der alten Stadt (Harabeşehir) zur Neustadt Ahlats (Erkizan) stehen zwei Mausoleen, auch Doppelmausoleen (Çifte Kümbetler) genannt, nebeneinander. Der größte dieser Bauten gehört zu Boğatay Aka bin İnal Aka, dem mongolischen Emir von Ahlat, und Şirin Hatun binti Abdullah, vermutlich die Frau oder Mutter von Boğatay Aka. Boğatay Aka und Şirin Hatun sollen 1281 den Märtyrertod erlitten haben. Es gibt vier Inschriften über der Tür und dem Fenster im Grabbau. Die Inschrift an der Tür gehört Boğatay Aka, der 1281 starb. Die Inschrift auf dem Fenster im Westen gehört Şirin Hatun ebenfalls mit dem Todesjahr 1281. Auf der Südseite befindet sich ein Hadith-i Sharif (Ausspruch des Propheten Mohammed): „Die Welt ist das Gefängnis der Gläubigen und das Paradies der Ungläubigen.“ Auch dieses Kümbet hat zwei Stockwerke. Es erhebt sich auf einem quadratischen Sockel, und sein Körper ist zylindrisch und hat ein spitzes Dach mit Pflanzen- und Vogelfiguren sowie Inschriften. Die maroden Steinverschalungen in einigen Teilen des Gebäudes wurden mittlerweile erneuert bzw. repariert.

##### Hüseyin-Timur- und Esen-Tekin Kümbeti
Das Hüseyin-Timur- und Esen-Tekin-Kümbet ist das kleinere der Doppel-Mausoleen (Çifte Kümbetler). Dieses Kümbet wurde von Boğatay Aka für seinen Sohn Hüseyin Timur, der 1279/1280 starb, und für Esen Tekin Hatun binti Hüsameddin Hüseyin Aka, die vermutlich seine Frau war, errichtet. Über den vier Fenstern des Grabbaus befindet sich jeweils eine Inschrift. Dem Text an der Nordfassade zufolge starb Hüseyin Timur zwei Jahre vor seinem Vater Boğatay Aka im Jahr 1279 den Märtyrertod. In der Inschrift an der Ostfassade steht das Todesjahr von Esen Tekin Hatun. Sie starb ebenfalls 1279. Inschriften an den anderen Fronten sind Aussprüche des Propheten Mohammed, auf der einen Seite „Der Diener ist ein Gefangener des Gerichts, …“, und auf der anderen Seite der 21. und 22. Vers der 9. Koransure (At-Tawba). Wie die meisten Mausoleen in Ahlat hat auch dieses zwei Stockwerke, einen zylindrischen Körper auf einer quadratischen Basis mit einem Dachaufsatz in Form einer Innenkuppel und einer konischen Außenseite. İbrahim Kafesoğlu gab an, dass es 1945 Risse in der Kuppel des Kümbets gab und dass der Boden zwischen dem Obergeschoss und dem Sockel zerstört war. Diese Schäden wurden inzwischen bei Restaurierungsarbeiten beseitigt.

#### Âlimoğlu-Kümbet (Âlimoğlu Kümbeti)
Das Âlimoğlu-Kümbet steht in Ahlats Stadtteil Taht-ı Süleyman. Dieses vermutlich im 13. Jahrhundert erbaute Grabmal konnte aus unbekannten Gründen nicht fertiggestellt werden. Die Kuppel trägt keine Inschriften, konnte aber aufgrund von Struktur und Material zeitlich zugeordnet werden. Der untere Teil wurde sauber gebaut, und der zweite Stock wurde um 1,5 Meter erhöht, aber unvollendet gelassen.

#### Mirza-Muhammed-Kümbet (Mirza Muhammed Kümbeti)
Das einstöckige Mirza-Muhammed-Kümbet liegt im Viertel İki Kubbe am Straßenrand und größtenteils unterhalb des Straßenniveaus. Dieser Bau hat keine Inschrift, stammt vermutlich aber aus dem 15. oder 16. Jahrhundert. Das Mausoleum hat einen quadratischen Grundriss, und die Ecken der Hauptwände sind dreieckig abgeschrägt. Die Eingangstür in der Mitte der Nordseite wurde in eine Nische eingelassen. Die Oberseite der Tür mit Steinpfosten ist mit Stalaktiten verengt, und die Nischeneckenfüllungen sind mit zwei Rosetten verziert. An den Fensterleisten der vier Fassaden schmücken ebenfalls Rosetten die Fenster. Aufgrund der Konstruktion wandelt sich der quadratische Grundriss im Innern des Baus in ein Achteck, und ein achteckiger Pyramidenkegel sitzt wie ein Hut auf dem Körper. 1967 wurde der Bau fast vollständig restauriert.

#### Keşiş Kümbeti (Mönchs-Kümbet)
Das Keşiş-Kümbet liegt im Bezirk İki Kubbe südlich der Doppel-Mausoleen (Çifte Kümbetler) in einem Garten. Da dieser Grabbau, der vermutlich aus dem 13. Jahrhundert stammt, keine Inschrift hat, existieren keine detaillierteren Informationen. Rahmi Tekin leitet aus einer Aufzeichnung in Müverrih Vardans Buch ab, dass der Grabinhaber möglicherweise ein Priester armenischer Herkunft namens Avet war, der während der Herrschaft von Sökmen II. lebte. Er wird als eine tugendhafte Person beschrieben, die Witwen und Waisen unterstützte, und wurde zunächst von Sökmen II. respektvoll in Ahlat begrüßt. Er wurde allerdings, da er den unmoralischen Klerus der Stadt anprangerte, wegen Verleumdung angezeigt und daraufhin zu Tode gesteinigt. Als Sökmen II. später die unrechte Verleumdung erkannte, forderte er, das Grab von Pater Avet zu respektieren. Daraus ergab sich wahrscheinlich die Bezeichnung „Mönchs-Kümbet“ anstelle des Namens des Priesters. Wie die klassischen Ahlat-Grabbauten ist auch dieser zweigeschossig. Er erhebt sich auf einer quadratischen Grundfläche und ist außen zwölfeckig und innen kreisförmig. Der obere Teil ist mit einem Pyramidenkegel bedeckt. Die Begräbnisstätte wird durch eine Spitzbogentür in der nordöstlichen Ecke betreten. Der Bestattungsteil hat innen ein Tonnengewölbe und wird durch drei Zinnenfenster im Süden, Osten und Westen beleuchtet. Die oberen Teile des zwölfseitigen Korpus sind mit nischenförmigen Paneelen mit Bursa-Bögen verziert. In der Mitte der vier Fassaden wurden tiefe Tür- und Fensternischen eingelassen. Die Nischen sind mit reichen Stalaktiten verziert. Die schlichte Dekoration der Eingangsfassade wird durch die beidseitige Hinterlegung der Ecken der Eingangstür mit einer fein geflochtenen Steinbordüre hervorgehoben. Die meist oben mit Ornamenten verzierten Fensterleisten sind sonst eher schlicht belassen. Unter dem Kegeldach befindet sich auf dem Körper ein breites ineinander verschlungenes Gesims und darüber ein großes Zencerek-Motiv (breitere Bordüren/Rahmen), umgeben von einem zweiten Gesims mit einer Fransenleiste an der oberen Rundung. Die Form der oberen Abdeckung der Kuppel, die vollständig aus behauenem Stein besteht, erinnert an architektonische Elemente aus Holz.

#### Şeyh Necmeddin Hâbi-Kümbet (Şeyh Necmeddin Hâbi Kümbeti)
Das Şeyh Necmeddin Hâbi-Kümbet steht im Ahlater Stadtteil Erkizan neben dem Erzen Hatun-Kümbet. Es ist das älteste Gebäude in Ahlat, das bis heute erhalten ist. Aus einer Inschrift geht hervor, dass Sheikh Necmeddin 1222 starb. Eine andere Inschrift am Bauwerk gibt den 12. Vers der 72. Sure des Korans wieder. Die Struktur des Scheich Necmeddin Hâbi-Kümbets, das aus zwei Stockwerken besteht, ist unten vollständig aus Stein, hat einen kubischen Körper, der direkt auf dem Boden sitzt, und einen pyramidenförmigen Kegelaufsatz, und ist damit das einzige Beispiel seiner Art. Der Eingang zum Untergeschoss (Grabstätte) erfolgt von der Ostseite und ist über eine Treppe erreichbar. Es ist mit einem Tonnengewölbe bedeckt. Das Obergeschoss ist von innen mit einem Spiegelgewölbe und von außen mit einem Pyramidenkegel bedeckt. In der Mitte der Qibla-Wand befindet sich eine spitzbogige Mihrab-Nische. Dieser Bau wurde, wie andere Mausoleen auch, als Ort der Anbetung genutzt. Teile des Gebäudes, das 1968 einer größeren Reparatur unterzogen wurde, waren mit Rosettenmotiven verziert.

#### Emir Ali-Kümbet (Emir Ali Kümbeti)

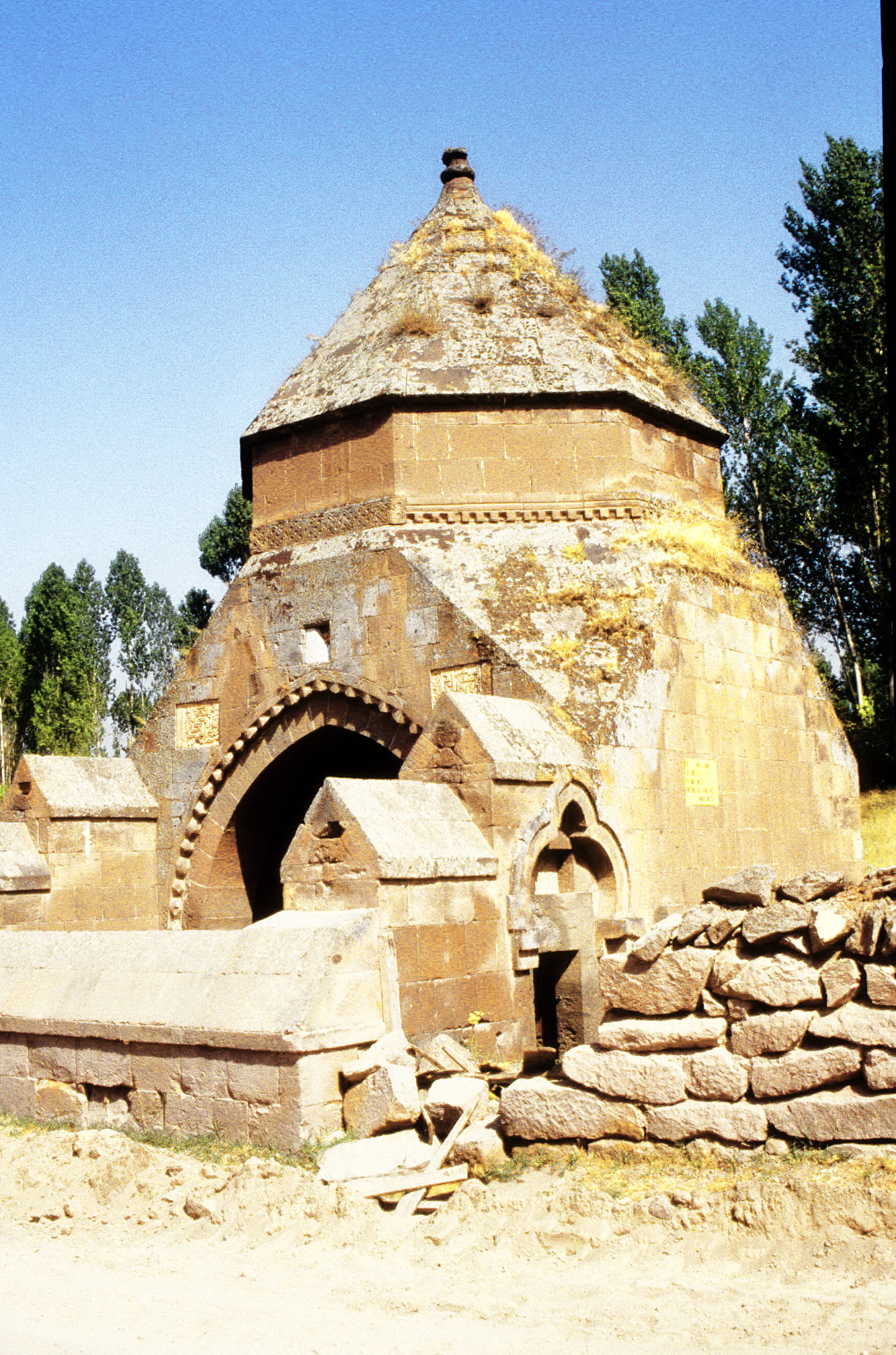
Emir Ali-Mausoleum in Ahlat.

Im westlichen Stadtteilzentrum von İki Kubbe befindet sich das Emir Ali-Kümbet direkt am Straßenrand auf einem kleinen Friedhof. Es ist nicht genau bekannt, wann es gebaut wurde, da das Epitaph an der Spitze des Iwan-Bogens nicht mehr lesbar ist. Während Abdürrahim Şerif meint, dass das Mausoleum aufgrund seiner Architektur aus dem 12. Jahrhundert stammen könnte, gab İbrahim Kafesoğlu an, dass es wahrscheinlich aus dem 13. oder 14. Jahrhundert stammt. Dieses einstöckige Kümbet hat einen quadratischen Grundriss und ist von innen mit einer Kuppel und von außen mit einem achteckig umrandeten Pyramidenkegel bedeckt. An der Südwand befindet sich in gesamter Breite ein Bogen, der den Innenraum mit dem von einer niedrigen Mauer umgeben offenen Hof verbindet. Mit dieser Eigenschaft unterscheidet sich dieser Bau von den anderen Grabbauten Ahlats. Die Dachtraufe senkt sich auf den achteckigen Körper des Mausoleums in Form eines Vorbaus, und der achteckige pyramidenförmige Steinkegel, der den Raum bedeckt, endet mit einem Knoten. Im Inneren des Grabbaus befinden sich Halbzylinderbögen an den vier Ecken, große Spitzbögen zwischen den Eckvorsprüngen und rechteckige Nischen in der Mitte.

#### Şehid İsmail-Kümbet (Şehid İsmail Kümbeti)
Die Reste des Şehid İsmail-Kümbets befindet sich in Ahlats Bezirk Taht i-Süleyman. Wann dieser verfallene Bau errichtet wurde, ist nicht geklärt. Sein allgemeines Erscheinungsbild ähnelt den anderen Mausoleen in Ahlat.

#### Haji Oma-Kümbet (Haji Oma Kümbeti)
Das Haji Oma-Kümbet im zentralen Bezirk Ahlat wurde abgerissen, weil es mit einer neu trassierten Straße zusammenfiel und daher nur seine Fundamente identifiziert werden konnten.

#### Anonymes Kümbet I
Ein anonymes Kümbet im Stadtteil İki Kubbe weist keine Inschriften auf, ähnelt architektonisch dem Kümbet von Mirza Bey und wurde schätzungsweise im 14. Jahrhundert erbaut.

#### Anonymes Kümbet II

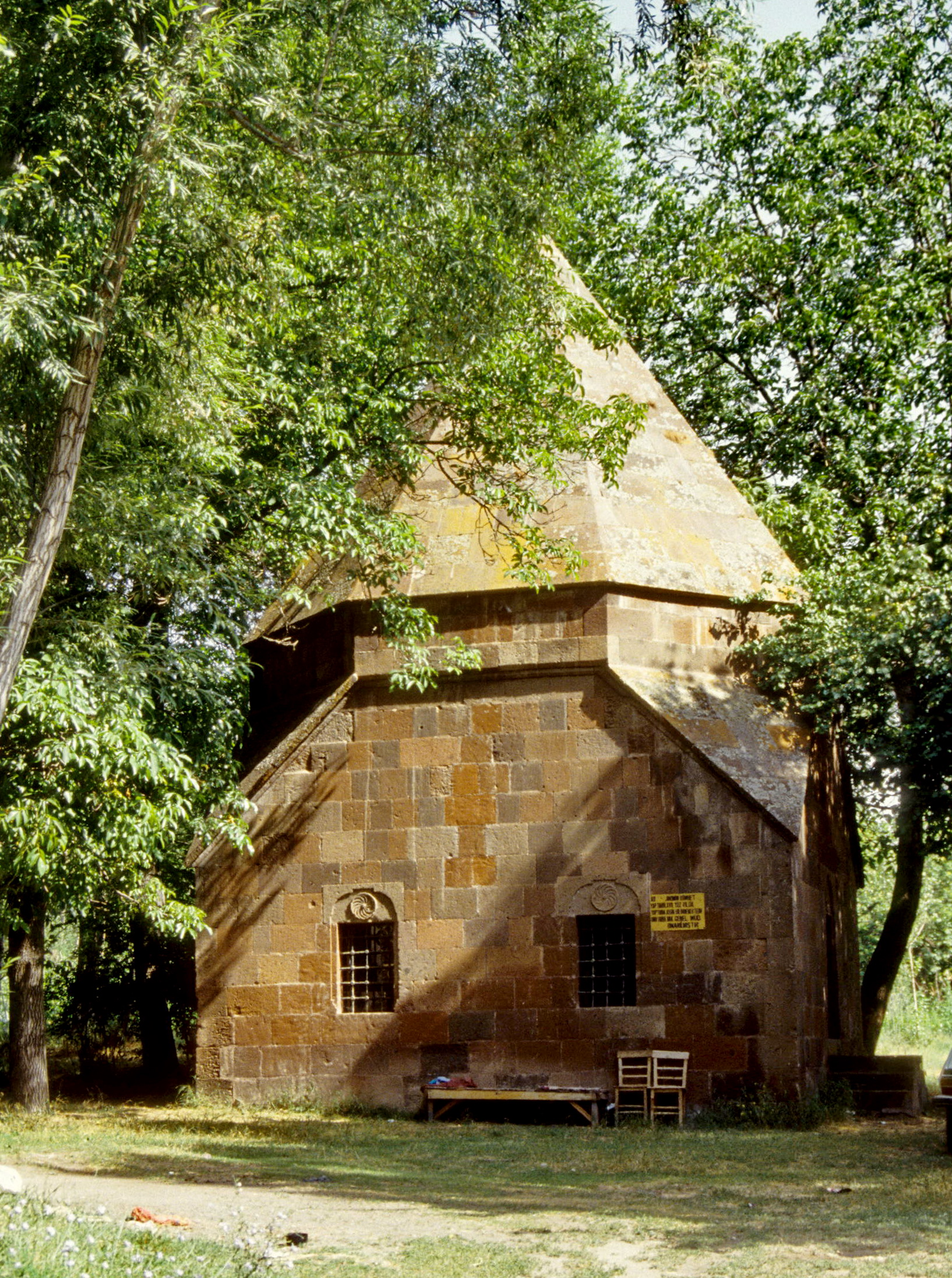
Anonymes Mausoleum (Anonim Kümbet II) im Taht-ı Süleyman-Viertel bzw. İkikubbe-Viertel von Ahlat.

Ein weiteres anonymes Kümbet, das in einem Garten im Stadtteil İki Kubbe steht, wurde wahrscheinlich im 17. Jahrhundert errichtet. Es hat einen rechteckigen Grundriss und ist mit einem Pyramidenkegel bedeckt. Zu wem das Gebäude gehört, ist nicht bekannt. Die Struktur ähnelt den Gräbern der Familie Şerefiye im Stadtzentrum von Bitlis (16.-17. Jahrhundert). Um die Hauptwände aus glatt geschnittenem Stein mit einfacher Verarbeitung verläuft eine profilierte Leiste achteckiger Riemenscheiben mit leicht hervorstehendem Profil. Eine Zierde bildet die großformatige Rosette, die auf dem oberen Gesims der Bogengiebeltür eingraviert ist, die man über eine dreistufige Treppe in der Mitte der Ostfassade erreicht. Außer dem Fenster gegenüber der Eingangstür befinden sich an der Südfassade drei Fenster.

#### Yeşil Kümbet (Grünes Kümbet)
Das Grüne Mausoleum im Stadtteil Kale liegt südlich des Stadtzentrums inmitten der Gärten am unteren Teil der Hauptstraße von Tatvan nach Ahlat. In früheren Registrierungsunterlagen wird der Bau als Moschee erwähnt. Aus den Spuren des Fundaments geht hervor, dass das Gebäude ein Grabbau mit einem kreisförmigen Grundriss von innen und einem achteckigen Grundriss von außen war. In diesem wahrscheinlich unvollendeten Gebäude befindet sich ein Grab. Es ist im Volksmund als Grünes Kümbet bekannt.

#### Dede Maksut-Türbe (Dede Maksut Türbesi)
Am Straßenrand im Bezirk İki Kubbe westlich des Stadtzentrums auf dem Friedhof gegenüber dem Emir Ali-Kümbet steht die Türbe von Dede Maksud vermutlich aus dem 16. Jahrhundert (vor 1538). Er war einer der berühmten Gelehrten aus Ahlat. Der Grabbau ist ein sehr bescheidenes, einstöckiges Gebäude mit einer Größe von 6,46 × 5,73 m aus Ahlat-Stein. Das Gebäude ist eingeschossig, außen mit Flachdach. Das Innere wird nur durch die mit Zinnen versehene Fensteröffnung in der Mitte der Südseite beleuchtet. Die 2,80 m hohen Steinmauern enden mit einer einfachen Steinleiste. Nur in der nordöstlichen Ecke des Baus befindet sich ein Epitaph an einer Tür mit einem Steinsturz, Die Grabkammer war mit einem spitzen Tonnengewölbe bedeckt. Es gibt drei Gräber im Mausoleum. Eines davon soll Dede Maksud gehören, die anderen seiner Familie.

#### Abdurrahman Gazi Türbesi (Abdurrahman Gazi-Türbe)
Das Mausoleum von Abdurrahman Gazi befindet sich auf einem Hügel mit Blick auf die Stadt im Bezirk Tunus im Osten Ahlats neben der gleichnamigen Moschee. Abdurrahman Gazi war der Sohn von Muâz bin Cebel (601/603 – 638/639), einem der Gefährten Mohammeds. Er stand unter dem Kommando des al-Jazeera-Kommandeurs Iyaz bin Ganm (582-641), ebenfalls Gefährte des islamischen Propheten Mohammed, der 641 während der Regierungszeit des Kalifen Omar beauftragt wurde, die Region Ostanatoliens zu erobern. Während der Einnahme Ahlats durch die arabischen Armeen wurde er gemartert und getötet. Sein Grabbau in Ahlat wurde daraufhin von Tahsin Kalender in Form einer Türbe errichtet. Das Innere des einstöckigen Mausoleums aus behauenem Stein mit quadratischem Grundriss wird durch Spitzbogenfenster in dreibogigen Nischen von der Nord-, Süd- und Westfassade her beleuchtet. An den oberen Ecken der Fensterrahmen befinden sich zwei Rosetten. Auf der Ostseite ist eine Eingangstür in einer spitzbogigen Nische. Der Körper des Gebäudes ist achteckig mit dreieckigen abgeschrägten Flächen (Fasen). Die Kuppel ist achteckig mit Bogenmotiven. Die Dachtraufe senkt sich auf die achteckige Trommel in Form eines Vorbaus und endet mit einem achtseitigen prismatischen Steinkegel, der den Raum bedeckt.

#### Weitere Grabbauten
Ein weiteres Grabbau-Relikt, das von İbrahim Kafesoğlu in den 1950er Jahren entdeckt wurde, befindet sich neben dem Hasan Padişah-Kümbet. Dieses Grab, von dem angenommen wird, dass es das Grab der Frau von Hasan Sultan ist, ähnelt dem Bau des Hasan Padişah-Kümbets (s. o.).

### Höhlenwohnungen
Nach Forschungen im Bezirk Ahlat gibt es dort mindestens 500 Höhlen. Häufungen von historischen Höhlenwohnungen befinden sich vor allem in den Tälern bei Harabeşehir und Sultan Seyit, im Kırklar-Tal, im Madavans Çayi-Tal und im Gaban Çayı-Tal um die Dörfer Harabe Hulik und Yuvadamı. Da die Region Ahlat eines der früh besiedelten Gebiete in Ostanatolien ist, wurden diese Höhlen seit der Jungsteinzeit für verschiedene Zwecke genutzt und haben größtenteils bis heute überlebt. Henry Finnis Blosse Lynch, der Ende des 19. Jahrhunderts in diese Region kam, machte auf diese Höhlensiedlungen aufmerksam. Besuchenswert sind vor allem die Höhlen bei Harabeşehir und die Madavans-Höhlenhäuser. Diese Höhlen wurden während der Blütezeit der alten Burg als militärische Vorratslager und Kühlhäuser genutzt. Seit 2016 ist geplant, 47 Mio. TL (Türk. Lira) zu investieren, um Höhlenhäuser im Kreis Ahlat dem Tourismus zugänglich zu machen. Mümtaz Çoban, der Bürgermeister von Ahlat, betonte, dass man mit der entsprechenden Arbeit 2021 begonnen habe, um etwa 600 Höhlenhäuser in den Schluchten Madavans und in Harabeşehir für den Tourismus zugänglich zu machen. Viele der Höhlen sind jedoch in Privatbesitz und werden derzeit als Lager für Kartoffeln und andere Lebensmittel genutzt, da sie in den Sommermonaten kühl und in der Wintersaison vergleichsweise warm bleiben.

#### Höhlenhäuser von Harabeşehir

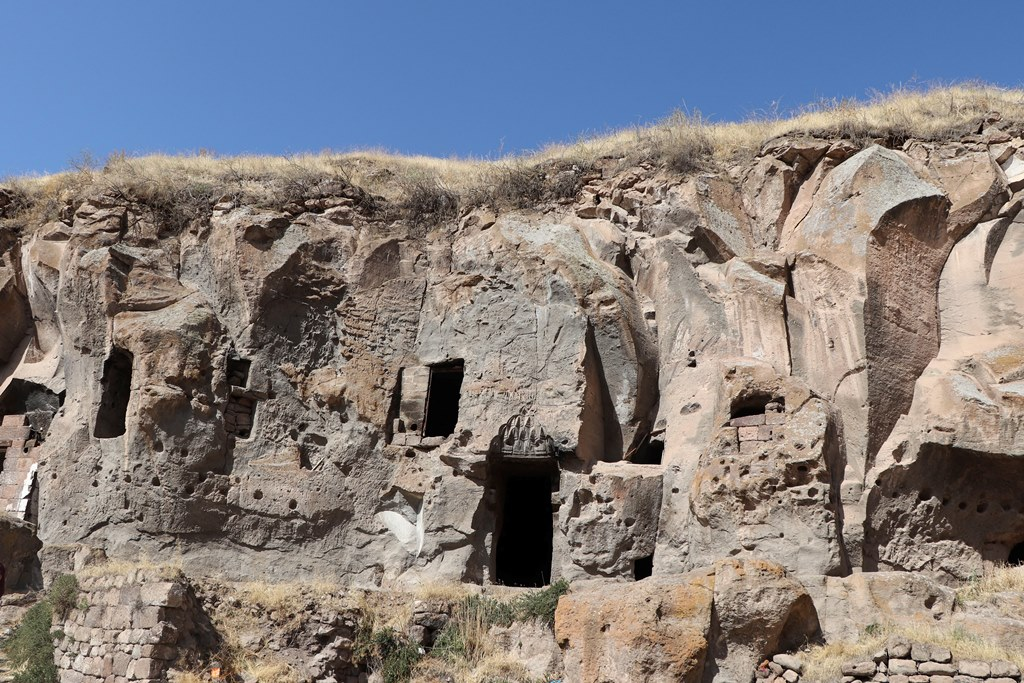
Höhlenhäuser von Harabeşehir

Die heute nicht mehr bewohnten Höhlenwohnungen im Stadtteil Harabeşehir liegen in der Nähe des Emir Ali-Kümbets, bei der Emir Bayındır-Brücke, der Imaret-Mauer und beim Çifte Hamam (Dppelbad). Einige Teile der Höhlen wurden hauptsächlich von Menschen als Unterschlupf genutzt, andere Teile als Lagerräume oder als Stallungen. Die Höhlenhäuser bestehen aus nebeneinander oder Rücken an Rücken angeordneten Abschnitten. Meist wurden sie ein- und zweigeschossig angelegt. Teilweise gibt es Übergänge über Galerien. Im Laufe der Zeit wurden Strom-, Wasser- und Telefonanlagen installiert. Um sie vor äußeren Einflüssen zu schützen, wurden einige Frontteile mit behauenen Steinen aufgemauert.
Die Ahlat-Felssiedlungshöhlen sollen mit zu den ersten Höhlensiedlungen in der Region Ostanatolien gehören. Gründe für die Anlage waren die schweren Erdbeben in der Region, die Notwendigkeit, sich aufgrund von Dürre am Rand von wasserreicheren Tälern anzusiedeln, die Unsicherheit offener Siedlungen bei Kriegen und Invasionen sowie die rauen klimatischen Bedingungen. Infolge der Zerstörung und des Abrisses der alten Ahlat-Burg sind Dutzende von Höhlen im Westteil verschwunden, nur die Höhlen der Ostseite haben bis heute überlebt. Die dortigen Strukturen sind zweistöckig und im Allgemeinen ähnlich angelegt. Auffällig ist vor allem ein großer mit Gewölben ausgestatteter Raum, an dessen oberem Teil der Eingangstür sich Muqarnas-Ornamente (Stalaktiten-Ornamente) zeigen. Auf dem oberen Teil der Wand gegenüber dem Eingang sind zwei einander zugewandte Pfauenfiguren als Relief in den Felsen gehauen. Gleich dahinter und gegenüber der Eingangstür befinden sich eine Apsis und ein kleiner Raum in der Apsis. Zwei andere kleine Räume mit einer Tür auf beiden Seiten dienten während der Blütezeit der Burg vermutlich als Waffen- und Kühllager. Einige der Felshöhlen wurden bis vor kurzem als Wohn- und Kultstätten genutzt.

## Bedeutende Architekten, Baumeister, Steinmetzmeister und Wissenschaftler Ahlats
(Quellen: Architekten, Baumeister, Steinmetzmeister, Wissenschaftler)
- Hürrem-Şah bin Muğis el-Hilatî, Baumeister des 13. Jahrhunderts, der die Große Moschee und das Krankenhaus von Divriği errichtete,[303]
- Ahmed Nakkaş el-Hilatî, Architekt des 13. Jahrhunderts
- El-Hac Mengüberti el-Hilatî, Baumeister des 12. Jahrhunderts, der die Alaeddin-Moschee in Konya errichtete,[304]
- El-Hilatî en-Neccar, Baumeister während des 12. Jahrhunderts
- Ebû’n-Nema bin Mufaddulu’l-Ahval el-Hilatî, Baumeister des 12./13. Jahrhunderts, der das Mama-Hatun-Mausoleum und die Karawanserei in Tercan errichtete,[305]
- Yakut el-Hisabî, Architekt und Ingenieur des 12. Jahrhunderts,
- Baba-Can Bey, Architekt des Bayındır-Kümbets und der gleichnamigen Masjid (15. Jahrhundert),
- Kasım bin Sinan Üstad Ali, Architekt und Grabsteinmeister des Erzen Hatun-Kümbets, 1306–1307,
- Sheikh Maksud bin İdris al-Ahlatî , Gelehrter,
- Muhammed bin Ali Seyyid Hüseyin Ahlatî, Wahrsager,
- Mevlana Muhyiddin Ahlatî, Mathematiker und Astronom,
- Muhammed bin Ali el-Hilati, Rechtsanwalt,
- Necmeddin Eyyüb bin Aynuddevle el-Hasib el-Hilati, Astronom,
- Mühezzibuddin Ebu’l Hasan al-Baghdadi, Mediziner,
- Mohammed bin Ibad bin Melik Davud el-Hilatî, Jurist für islamisches Recht,
- Ali bin Mohammed bin el-Hasan el-Hilatî, Gelehrter,
- Muhyiddin Mohammed bin Mohammed el-Hilatî, Mystiker,
- Sheikh Hussein Ahlati, Mediziner und Philosoph,
- Ibrahim bin Abdullah el-Hilatî, Mediziner und Chemiker,
- Sheikh Mustafa Ahlati, Sufi,
- Sheikh Ali Ahlati, Sufi,
- Muhammad bin al-Muhayyis el-Hilatî, Historiker.